# Hydroélectricité en France
Le secteur de l'hydroélectricité en France bénéficie d'un potentiel important grâce à la présence de massifs montagneux : Alpes, Pyrénées, Massif central. Ce potentiel est déjà exploité en très grande partie, avec un parc installé de 25,7 GW en France métropolitaine fin 2024, mais il subsiste un potentiel non négligeable à exploiter en petite hydraulique.
La production hydroélectrique en France représentait 11,5 % de la production électrique totale en 2023 et 13,9 % en 2024.
La France était en 2024 le 2e pays européen pour sa production hydroélectrique avec 11 % de la production européenne, derrière la Norvège, ex æquo avec la Turquie, devant la Suède ; au niveau mondial, elle figurait au 14e rang avec 1,3 % du total mondial. En termes de puissance installée, elle était fin 2024 au 5e rang européen avec 7,8 % du total européen, après la Norvège, la Turquie, l'Espagne et l'Italie, et au 12e rang mondial avec 1,6 % du total mondial. Ses centrales de pompage-turbinage se classaient au 4e rang européen avec 9,2 % du total européen.

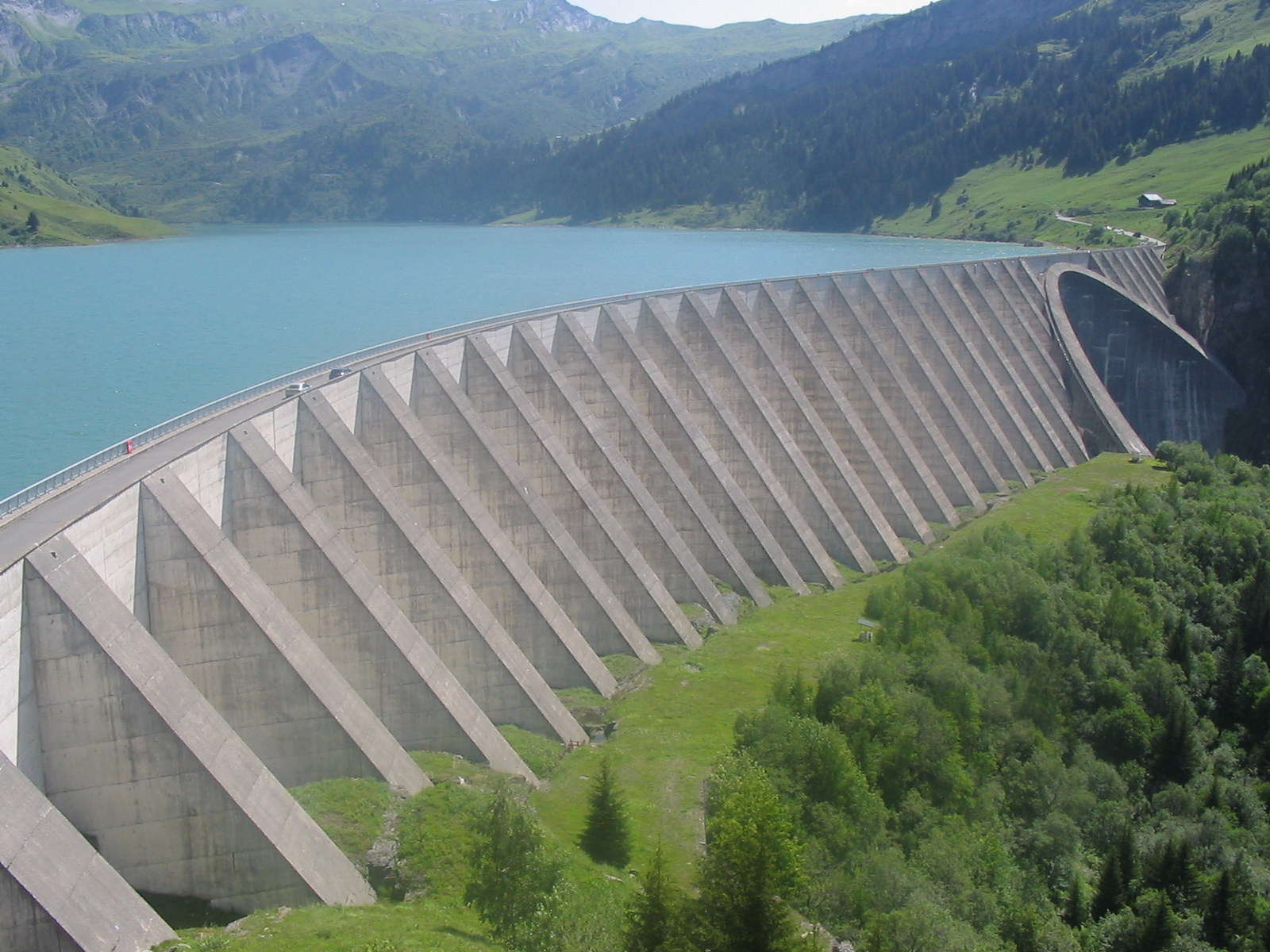
Barrage de Roselend, dans le Beaufortain.

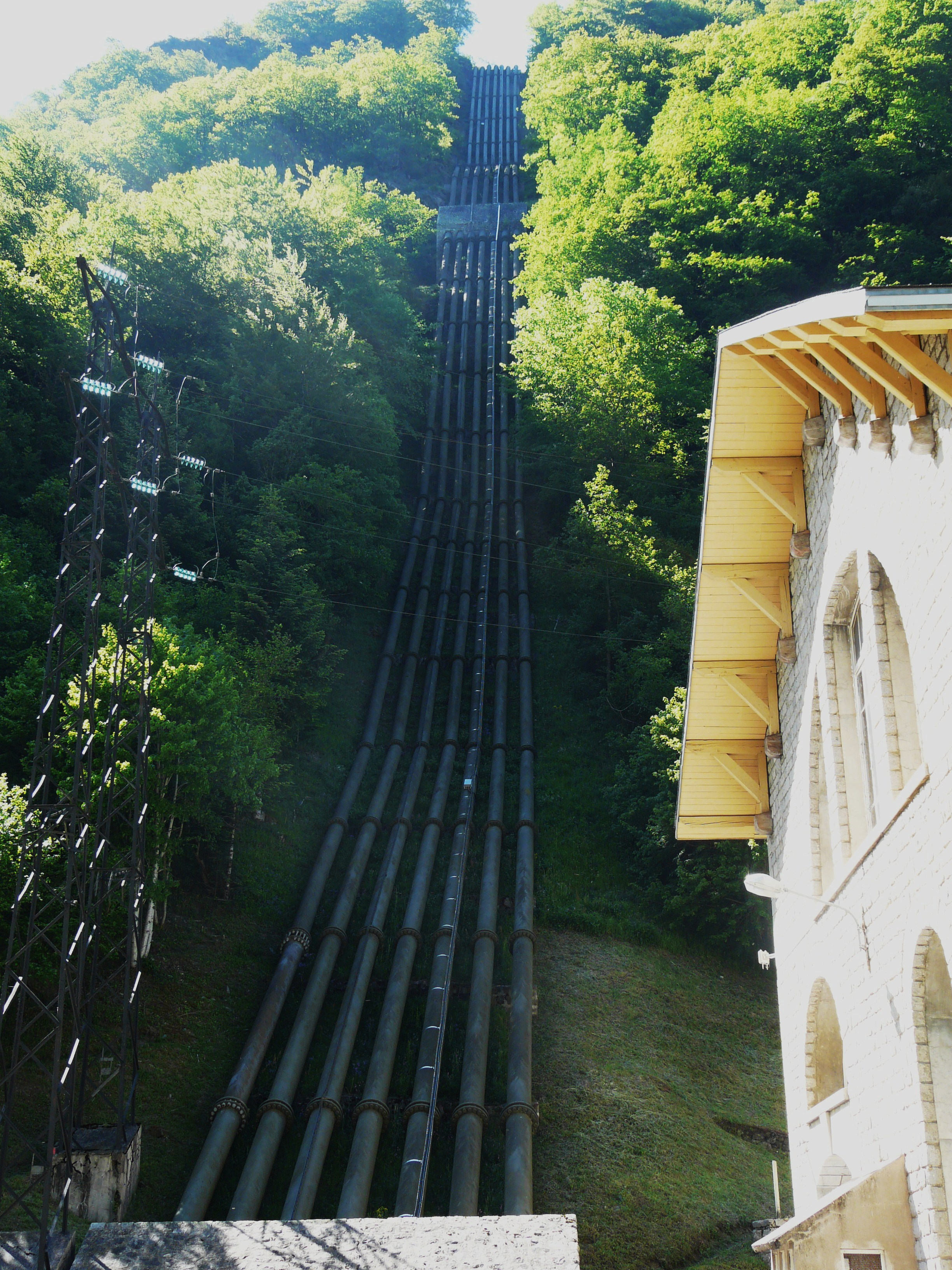
Conduites forcées de la centrale d'Éget, Aragnouet, Hautes-Pyrénées, 2010.

## Potentiel hydroélectrique
Le potentiel brut hydroélectrique techniquement exploitable de la France est estimé par le Conseil mondial de l'énergie à 100 TWh/an, dont 70 TWh/an sont considérés comme économiquement exploitables. À la fin 2022, la France disposait de 25,9 GW en exploitation, qui ont produit 63,5 TWh/an en moyenne sur la période 2008-2020, soit 90 % du potentiel économiquement exploitable. La petite hydraulique (< 10 MW) totalise 1,85 GW et produit environ 7 TWh/an.
La Programmation pluriannuelle des investissements pour 2009-2020 fixe l'objectif d'accroître la production de 3 TWh/an et la puissance installée de 3 GW par l'installation de petites unités et des augmentations de capacité d'installations existantes. Le projet de Programmation pluriannuelle de l'énergie de 2019 propose des objectifs d’augmentation des capacités installées de 900 à 1 200 MW d'ici 2028, qui devrait permettre une production supplémentaire de 3 à 4 TWh dont environ 60 % par l'optimisation d'aménagements existants.
Une évaluation plus précise du potentiel restant à exploiter a été effectuée dans le cadre de la « convention pour le développement d’une hydroélectricité durable » afin de confronter les différentes études de potentiel hydroélectrique existantes (études menées par les DREAL et l’UFE) et les avis des experts sur la liste des projets réalisables techniquement et la liste des tronçons exploitables. Cette étude, dite « étude de convergence », distingue deux catégories de potentiel hydroélectrique :
- potentiel technique de développement de nouveaux sites : 2 476 MW, soit 8 950 GWh/an pour les régions ayant réalisé la convergence des études ; pour les autres régions, les études existantes, non encore expertisées, donnent un potentiel majorant d'environ 409 MW et 1 365 GWh/an ; au total, le potentiel est estimé à 2 885 MW et 10 315 GWh/an ;
- potentiel technique d’équipement de seuils existants (équipement de retenues qui existent pour d’autres usages tels que le maintien d’une cote touristique ou le prélèvement d’eau potable) : 262 MW, soit 922 GWh/an pour les régions ayant réalisé la convergence ; avec les potentiels majorants des autres régions, on arrive à un total de 477 MW et 1 679 GWh/an.

Les régions « avec convergence » ayant les plus gros potentiels pour les nouveaux sites sont :
- Rhône-Alpes : 753 MW et 2 995 GWh/an ;
- Provence-Alpes-Côte d'Azur : 613 MW et 2 145 GWh/an ;
- Midi-Pyrénées : 530 MW et 1 823 GWh/an.

## Histoire

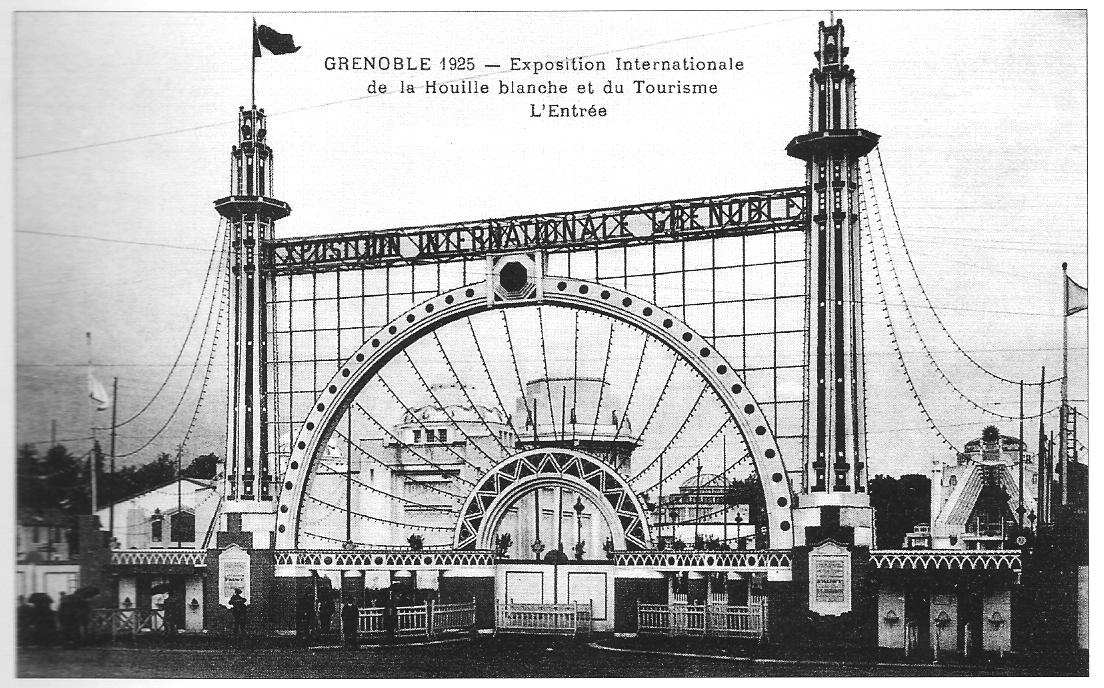
Entrée monumentale de l'Exposition internationale de la houille blanche en 1925

Aux alentours de l'an mil, les moulins à eau se développèrent en France, comme dans le reste de l'Europe. Guillaume le Conquérant en recensa plus de 5 000 en Angleterre en 1086 (Domesday Book). Ils servaient non seulement à moudre le grain mais aussi à de nombreuses applications industrielles dans le textile ou la métallurgie. Au fur et à mesure que progressait ce que certains ont appelé la révolution industrielle du Moyen Âge, ruisseaux et rivières furent équipés, avec ou sans dérivation, de dizaines de milliers de moulins. Dès la fin du XIIIe siècle le nombre de moulins est proche de 100 000 en France. En effet 20 000 moulins en Ile-de-France et jusque sur les bords de Loire sont estimés de manière sûre au XIIIe siècle. Du XVIe siècle au XIXe siècle, les besoins énergétiques de la sidérurgie au bois furent à l'origine de la réalisation de très nombreux lacs de forge de plusieurs dizaines d'hectares de superficie. Les turbines centrifuges françaises qui avaient révolutionné la production d'énergie mécanique à partir de 1830, et avaient été vendues dans le monde entier, sont remplacées dans la deuxième moitié du XIXe siècle par la turbine centripète mise au point par l'américain Francis en 1840 et la turbine Pelton conçue en 1880 pour les hautes chutes.
En 1869, l'ingénieur Aristide Bergès utilise l'énergie hydraulique sur une chute de deux cents mètres à Lancey pour faire tourner ses défibreurs, râpant le bois afin d'en faire de la pâte à papier. Lorsqu'il ajoute, en 1882, une unité de papeterie à sa râperie, Aristide Bergès met en place une conduite forcée de 500 mètres de dénivelée et adjoint une dynamo Gramme à ses turbines pour produire du courant électrique et éclairer son usine dans un premier temps. Il parle de « houille blanche » en 1878 à Grenoble, puis à la foire de Lyon en 1887 et lors de l'Exposition universelle de Paris de 1889.
Les premiers aménagements hydroélectriques se firent en combinant des barrages de prise de faible hauteur et des chutes plus ou moins importantes. Ce n’est que peu à peu qu’apparurent des ouvrages de 20 à 30 mètres de hauteur : La Bourboule (1896), Avignonet (1903), Rochebut (1909, hauteur 50 m, volume de la retenue 26 hm3) sur le Cher qui est le premier réservoir de production d’électricité à des fins commerciales. La France n’a pu s’équiper tout de suite d’une industrie électrique puissante car cette industrie est très capitalistique ; elle a pris un retard sensible par rapport à l’Angleterre, l’Allemagne, la Suisse et les États-Unis, ce qui la conduisit à une politique de transfert de technologie par des filiales de sociétés étrangères, par achat de brevets ou de savoir-faire.
L'occupation des régions charbonnières françaises par l'ennemi pendant la Première Guerre mondiale met en évidence la nécessité d'une politique d'indépendance énergétique : pendant la guerre de 1914-1918, la puissance hydroélectrique installée progresse de 80 % passant de 475 MW en 1914 à 852 MW en 1919 ; cette prise de conscience débouche sur le vote de la loi sur l'eau du 16 octobre 1919 dont le texte commence par : « Nul ne peut disposer de l’énergie des marées, des lacs et des cours d’eau, quel que soit leur classement, sans une concession ou une autorisation de l’État ».
En 1897, le banquier Georges Charpenay soutient la Société des forces Motrices et Usines de l'Arve, de Félix Viallet (industriel), pour la construction d'usines destinées à l'électrolyse, avec rapidement trois cents salariés. Le groupe emploie trois mille personnes, dix fois plus, en 1918. Son associé Aimé Bouchayer fonde en 1918 l’Association des Producteurs des Alpes Françaises (APAF) qui réunira jusqu’à sept cents industriels et son fils Auguste Bouchayer devient dans les années 1920, le meilleur hydraulicien de France grâce à ses travaux sur les nouveautés en conduite forcée. En 1916, les Établissements Bouchayer Viallet ont déjà construit plus de deux cents conduites mais seules quelques-unes dépassant une hauteur de chute de 500 mètres ; Auguste Bouchayer innove en utilisant les centrales thermiques en période creuse pour faire remonter l’eau du bassin aval des centrales hydroélectriques vers la réserve en amont. Grâce à des matériaux plus performants, la conduite forcée monte en puissance de débit. À partir de 1900, le fer rivé est remplacé par l’acier rivé puis, à partir de 1910, la soudure au gaz à l’eau remplace le rivetage jusqu’à ce qu’apparaisse dans les années 1930 la soudure à l’arc électrique, pour utiliser des aciers plus performants.
Avant 1914, l’installation hydroélectrique la plus puissante était celle de l’Argentière sur la Durance avec 28 MW (1909). Pendant l'entre-deux-guerres, des centrales de plus grande taille sont construites : Eguzon (53 MW) dans l'Indre en 1926, Sarrans (167 MW) dans l'Aveyron en 1932, Kembs (160 MW) sur le Rhin en 1932, Sautet (74 MW) sur le Drac en 1934, Marèges (140 MW) sur la Dordogne en 1935. La mise en valeur du potentiel du Massif Central est motivée par son utilisation pour la traction électrique des chemins de fer ainsi que par l'alimentation de la région parisienne ; les Alpes ont été une zone pionnière de l’hydroélectricité à cause des besoins de l’électrochimie et de l’électrométallurgie ; les Pyrénées furent équipées pour les chemins de fer : barrage des Bouillouses pour la ligne du « Train Jaune », puis barrage d'Artouste pour les chemins de fer du Midi, et des industries électrochimiques.
Après la Seconde Guerre mondiale, suivie de la nationalisation du secteur électrique, l'hydroélectricité française connait son âge d'or : de 1945 à 1960, 120 grands barrages furent construits, dont 58 barrages voûtes ; 44 de ces derniers furent conçus par André Coyne. L'aménagement du Rhin, commencé avec Kembs en 1932, se poursuivit avec au total huit barrages et usines, terminés en 1970. La mise en valeur du Rhône a commencé avant guerre avec sept aménagements dont le barrage-usine de Jonage à Cusset (16 MW) mis en service en 1905, qui était à l'époque une des centrales les plus puissantes du monde. La création en 1933 de la Compagnie nationale du Rhône lance l'aménagement systématique du Rhône depuis l'ouvrage de tête de Génissiat (420 MW), construit de 1936 à 1948, jusqu'à la mer, avec 19 barrages et usines associés à des écluses permettant la circulation de chalands à grand gabarit ; l'aménagement de Donzère-Mondragon (1947-1952, 354 MW) fut le plus grand chantier de terrassement de France. L'aménagement de la Durance, envisagé depuis le milieu du XIXe siècle pour la protection contre les crues ainsi que pour l'irrigation et l'alimentation en eau potable, fut enfin justifié par l'énergie hydroélectrique : le 30 juin 1910 était constituée la Société pour la Régularisation de la Durance, mais c'est seulement de 1955 à 1960 qu'est construit le barrage de Serre-Ponçon grâce à une technique de rideau d'injection mise au point progressivement à partir des années trente.
Les années 1970 voient la fin des grands aménagements ; la construction de centrales de pompage-turbinage dans les années 1970 et 1980 fait la transition avec la période du programme nucléaire.

## Production hydroélectrique
En 2024, la production des centrales hydroélectriques métropolitaines s’est établie à 75,1 TWh, soit une hausse de 28 % par rapport aux 58,9 TWh produits en 2023. Il s’agit du niveau le plus élevé depuis 2013 (75,5 TWh), 2024 ayant été l’une des dix années les plus pluvieuses depuis 1959. La hausse a été plus importante pour les productions de centrales de type lac (+33 %) et éclusée (+36 %) que pour celles au fil de l’eau (+23 %). L’hydraulique a représenté 13,9 % de la production totale d’électricité en France en 2024.
L'Energy Institute estime la production hydroélectrique de la France en 2024 à 70,9 TWh, en hausse de 27 % par rapport à 2023 et de 12,8 % par rapport à 2014, soit 1,6 % de la production mondiale et 19,2 % de celle de l'Union européenne (UE), au 12e rang mondial et au 1er rang de l'UE devant la Suède, mais au 3e rang européen derrière la Norvège (139,6 TWh) et la Turquie (74,9 TWh). Sa part dans la production d'électricité du pays est estimée à 12,6 %.
Selon l'International Hydropower Association, la France s'est classée en 2024 au 2e rang européen pour sa production hydroélectrique de 75 TWh, soit 11 % du total européen (Europe géographique), derrière la Norvège (20,6 %), ex-æquo avec la Turquie (11 %), devant la Suède (9,6 %), l'Autriche (7,2 %), l'Italie (6,8 %) et la Suisse (5,4 %) ; au niveau mondial, elle figurait au 12e rang avec 1,6 % du total mondial, loin derrière la Chine, no 1 avec 1 424 TWh.
| Année                      | 1973 | 1990 | 2000 | 2010 | 2015 | 2016 | 2017 | 2018 | 2019 | 2020 | 2021 | 2022 | 2023 | 2024 |
| -------------------------- | ---- | ---- | ---- | ---- | ---- | ---- | ---- | ---- | ---- | ---- | ---- | ---- | ---- | ---- |
| Production brute           | 48,1 | 57,4 | 71,1 | 67,5 | 60,5 | 65,7 | 55,1 | 70,5 | 61,6 | 67,1 | 63,9 | 51,0 | 60,7 | 70,9 |
| Part de la prod. élec. (%) | 26,4 | 13,6 | 13,2 | 11,9 | 10,4 | 11,6 | 9,8  | 12,1 | 10,8 | 12,6 | 11,5 | 10,8 | 11,5 | 12,6 |
| Production nette           |      |      |      | 67,6 | 58,5 | 63,4 | 53,0 | 67,8 | 59,5 | 64,9 | 62,0 | 49,6 | 58,8 | 75,1 |
| Part de la prod. élec. (%) |      |      |      | 12,4 | 10,8 | 12,0 | 10,1 | 12,5 | 11,2 | 13   | 12   | 11,1 | 11,9 | 13,9 |
| Dont renouvelable          |      |      |      | nd   | 53,9 | 59,3 | 48,6 | 63,1 | 55,5 | 60,8 | 58,4 |      |      |      |

| Type         | 2014 | 2015 | 2016 | 2017 | 2018 | 2019 | 2020 | 2021 | 2022 | 2023 |
| ------------ | ---- | ---- | ---- | ---- | ---- | ---- | ---- | ---- | ---- | ---- |
| Lac          | 17   | 14,8 | 16   | 13,5 | 19   | 14,5 | 18,6 | 16,3 | 10,5 | 15,0 |
| Fil de l'eau | 32,8 | 29   | 31,6 | 25,6 | 31,3 | 30,2 | 30,4 | 30,7 | 25,7 | 29,5 |
| Éclusée      | 10,3 | 8,1  | 9,4  | 7,4  | 10,9 | 8,8  | 9,6  | 9,2  | 6,6  | 8,6  |
| STEP         | 7,3  | 6,6  | 6,5  | 6,5  | 6,6  | 6,1  | 6,3  | 5,8  | 6,7  | 5,7  |

La production hydroélectrique en France métropolitaine s'est élevée à 58,8 TWh en 2023, soit 11,9 % de la production électrique totale ; elle augmente de 18,5 % par rapport aux 49,6 TWh produits en 2022, qui avaient représenté le niveau le plus faible depuis 1976 ; elle reste toutefois inférieure de 5,2 % à celle de 2021 et de 4,8 % à la moyenne de la période 2014-2019. Elle a été très faible de janvier à mars, mais exceptionnellement élevée à partir d'octobre, en raison de précipitations plus favorables qui ont permis de reconstituer les stocks. Cette hausse a surtout concerné les centrales de type lac (+42,8 %) et éclusée (+29,2 %) ; les centrales au fil de l'eau ont vu leur production augmenter de 14,5 %.
La production hydroélectrique s'est élevée à 62,5 TWh en 2021 (-5 %), soit 12 % de la production électrique totale ; la part renouvelable de la production hydroélectrique est de 58,4 TWh, soit 11 % de la production totale.
La France s'est classée en 2021 au 3e rang européen pour sa production hydroélectrique avec 9,7 % du total européen (Europe géographique) ; au niveau mondial, elle figurait au 10e rang avec 1,5 % du total mondial.
La production hydroélectrique a atteint 65,1 TWh en 2020 (+8,4 %), soit 13 % de la production électrique totale ; sa part renouvelable est de 60,8 TWh, soit 12,1 % de la production totale. Elle progresse de 9,1 % par rapport à 2019.
La production hydroélectrique varie fortement d'une année à l'autre en fonction des précipitations : sur la période 2008-2020, le maximum annuel a été de 75,5 TWh en 2013 et le minimum de 50,3 TWh en 2011.

### Taux de couverture de la consommation
Le taux de couverture de la consommation par la production hydraulique atteignait 13,7 % en France sur la période juillet 2017-juin 2018 ; ce taux était en moyenne de 17,6 % en Europe (zone ENTSO-E), contre 15,7 % sur les 12 mois précédents ; il atteignait 104 % en Norvège, 72,9 % en Islande, 62,2 % en Suisse, 59,7 % en Autriche, 48,3 % en Suède.
Sur la période juillet 2016-juin 2017, il est tombé à 11,49 % en France ; il était supérieur à 40 % dans cinq pays européens : Norvège (105,13 %), Islande, Suisse, Autriche et Lettonie ; en moyenne, il atteignait 15,7 % contre 17,7 % l'année précédente, à cause d'un déficit pluviométrique dans le sud de l’Europe : l'Italie a chuté de 18 % à 12,76 % et l'Espagne de 15 % à 9,44 %.
| Région                     | 2014  | 2015  | 2016  | 2017  | 2018  | 2019  | 2020  | 2021  | 2022  |
| -------------------------- | ----- | ----- | ----- | ----- | ----- | ----- | ----- | ----- | ----- |
| Auvergne-Rhône-Alpes       | 44,21 | 38,6  | 41,83 | 34,34 | 44,81 | 41,36 | 47,72 | 43,46 | 35,3  |
| Occitanie                  | 34,88 | 27,67 | 28,51 | 23,67 | 35,51 | 24,89 | 30,63 | 25,44 | 23,14 |
| Corse                      | 22,31 | 15,3  | 20,2  | 15,74 | 28,36 | 16,94 | 23,33 | 22,11 | 14,94 |
| Grand-Est                  | 20,03 | 18,14 | 20,18 | 17,9  | 16,27 | 19,64 | 18,6  | 19,46 | 17,38 |
| Provence-Alpes-Côte d'Azur | 27,38 | 21,96 | 22,3  | 18,97 | 26,9  | 20,82 | 28,93 | 21,89 | 14,5  |
| Nouvelle-Aquitaine         | 10,98 | 8,01  | 10,38 | 7,25  | 9,74  | 8,1   | 9,61  | 10,17 | 6,79  |
| Bourgogne-Franche-Comté    | 3,76  | 3,39  | 4,3   | 2,83  | 3,59  | 3,92  | 3,41  | 4,57  | 3,62  |
| Bretagne                   | 2,88  | 2,77  | 2,82  | 2,85  | 2,8   | 2,83  | 3,01  | 2,85  | 3,0   |
| Normandie                  | 0,58  | 0,43  | 0,46  | 0,45  | 0,48  | 0,38  | 0,41  | 0,39  | 0,41  |
| Centre-Val de Loire        | 0,69  | 0,47  | 0,66  | 0,34  | 0,72  | 0,41  | 0,66  | 0,64  | 0,32  |
| Île-de-France              | 0,08  | 0,08  | 0,08  | 0,08  | 0,07  | 0,09  | 0,07  | 0,11  | 0,09  |
| Pays de la Loire           | 0,09  | 0,06  | 0,07  | 0,04  | 0,07  | 0,07  | 0,08  | 0,09  | 0,06  |
| Hauts-de-France            | 0,03  | 0,03  | 0,03  | 0,02  | 0,03  | 0,02  | 0,03  | 0,03  | 0,03  |

## Puissance installée
Le parc hydraulique français comprenait 25,7 GW de centrales fin 2024.
L'IHA évalue la puissance installée des centrales hydroélectriques françaises à 20 385 MW, dont 5 187 MW de centrales de pompage-turbinage ; il se classait au 5e rang en Europe avec 7,8 % du total européen, derrière la Norvège (12,9 %), la Turquie (12,5 %), l'Espagne (8,7 %) et l'Italie (8,4 %), et au 12e rang mondial avec 1,4 % du total mondial, loin derrière la Chine, no 1 avec 435 950 MW.
Le parc hydraulique français comprenait 25 669 MW de centrales  fin 2022, dont 5 050 MW de centrales de pompage-turbinage ; il se classait au 3e rang en Europe avec 9,9 % du total européen, derrière la Norvège (13,1 %), et la Turquie (12,4 %), et au 10e rang mondial avec 1,8 % du total mondial, loin derrière la Chine, no 1 avec 414 811 MW.
La puissance installée des centrales hydroélectriques françaises était au 31/12/2020 de 25 732 MW, soit 18,9 % de la puissance de l’ensemble des centrales électriques de France ; la capacité du parc hydraulique a progressé de 28,2 MW en 2020, avec la mise en service de la centrale hydroélectrique de Romanche Gavet (97 MW).
La centrale hydroélectrique de Romanche Gavet a été mise en service en octobre 2020, avec une première turbine mise en service en 2019, remplaçant cinq anciennes centrales le long de la Romanche. En 2019, une nouvelle turbine Pelton de 240 MW a été inaugurée dans la centrale de pompage-turbinage de La Coche, remplaçant d'anciennes unités et augmentant la puissance du site de 20 %.
Un appel d'offres a sélectionné 37 MW de projets de petite hydraulique en 2018. En mars 2018, EDF a dévoilé un plan de stockage d'énergie prévoyant 10 GW de stockages supplémentaires d'ici 2035, dont 2 GW de pompage-turbinage.
Fin 2018, avec 25 519 MW, la France se classait au 2e rang en Europe avec 12 % du total européen, derrière la Norvège (32 256 MW), et au 10e rang mondial avec 2,0 % du total mondial.
La France a déjà exploité 95 % de son potentiel hydroélectrique, mais travaille à augmenter la capacité d'ouvrages existants et développer de petits projets ; ainsi, EDF a commencé en 2016 l'installation d'un nouveau générateur à la centrale de pompage-turbinage de La Coche en Savoie, afin d'augmenter la puissance de la centrale de 20 % ; un projet en cours à la centrale de La Bathie ajoutera 50 MW, et l'inauguration de la Centrale hydroélectrique de Romanche Gavet en 2020 a ajouté 92 MW.
Le parc est constitué de plus de 2 400 centrales, mais 95 centrales de taille moyenne (50 à 600 MW) concentrent à elles seules 58 % de la puissance totale et 4 centrales de plus de 700 MW en représentent encore 17 % ; près de 1 600 installations ont moins de 1 MW et représentent seulement 1,8 % de la puissance installée. Sur les 25 545 MW installés au 30 juin 2019, 23 644 MW sont raccordés au réseau de transport, 1 569 MW au réseau de distribution d'Enedis, 93 MW aux réseaux des ELD, 223 MW au réseau d'EDF-SEI en Corse.
En 2009, environ 80 % de ces barrages étaient exploités par EDF. La Société hydroélectrique du Midi (Shem), qui a été rachetée par le groupe belge Electrabel (groupe Suez), exploite 50 usines hydroélectriques et 12 barrages des Pyrénées. La Compagnie Nationale du Rhône, société publique dont 49,97 % du capital est détenu par Engie (groupe Suez), exploite les barrages au fil de l'eau du Rhône que lui concède l'État.
La répartition géographique de ces centrales est figurée par une carte par département dans le rapport 2013 du ministère de l'Écologie sur les EnR : la plus forte concentration est située dans les Alpes du Nord (Isère et Savoies + Ain), suivie par la Vallée du Rhône, puis le Massif Central, les Pyrénées, les Alpes du Sud et l'Alsace.
| Région                     | au 30/06/2016 | au 31/12/2018 | au 31/12/2019 | au 31/12/2020 |
| -------------------------- | ------------- | ------------- | ------------- | ------------- |
| Auvergne-Rhône-Alpes       | 11 590        | 11 614        | 11 641        | 11 794        |
| Occitanie                  | 5 394         | 5 388         | 5 392         | 5 411         |
| Provence-Alpes-Côte d'Azur | 3 225         | 3 255         | 3 269         | 3 273         |
| Grand-Est                  | 2 303         | 2 306         | 2 312         | 2 309         |
| Nouvelle-Aquitaine         | 1 762         | 1 763         | 1 765         | 1 766         |
| Bourgogne-Franche-Comté    | 519           | 521           | 523           | 523           |
| Bretagne                   | 277           | 271           | 275           | 275           |
| Corse                      | 223           | 223           | 223           | 223           |
| Centre-Val de Loire        | 93            | 93            | 93            | 92            |
| Normandie                  | 50            | 43            | 30            | 30            |
| Île-de-France              | 19            | 20            | 20            | 20            |
| Pays de la Loire           | 9             | 9             | 11            | 11            |
| Hauts-de-France            | 4             | 4             | 4             | 4             |
| Total France               | 25 468        | 25 510        | 25 557        | 25 732        |

La puissance des projets hydrauliques en développement s’élève à 912 MW au 30/06/2019, dont 811 MW sur le réseau de RTE, 97 MW sur celui d'Enedis et 3,4 MW sur le réseau de Corse. La seconde session de l’appel d’offres petite hydraulique a retenu 13 projets totalisant une puissance de
36,6 MW avec un prix moyen de 87,1 €/MWh.

## Types de centrales hydroélectriques
Le critère principal utilisé pour catégoriser les centrales hydroélectriques est la durée de remplissage de leurs réservoirs, qui détermine la capacité de modulation et de fonctionnement en pointe de l'ouvrage. La puissance installée du parc raccordé au réseau de transport se répartit en 40 % pour les centrales de lac, 16 % pour les centrales d'éclusée, 26 % pour celles au fil de l'eau et 18 % pour les STEP.

### Centrales au fil de l'eau
Près de 90 % des 2 400 centrales de France sont installées « au fil de l’eau », autrement dit turbinent l'eau d'un cours d'eau comme elle arrive, n'étant pas dotées d'un réservoir ; elles totalisent environ 7 500 MW installés (30 % du parc) et produisent 30 TWh en moyenne annuelle (33 TWh, soit 52 % en 2012).

### Centrales de lac

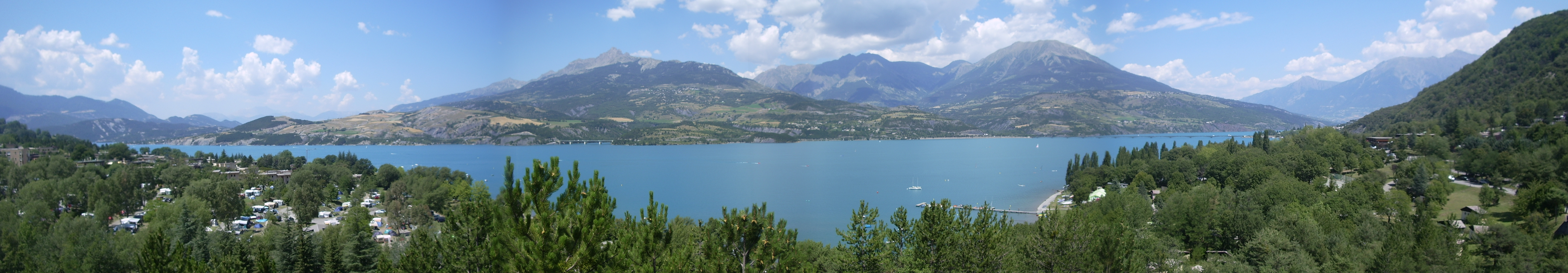
Panorama du lac de Serre Ponçon pris depuis Savines-le-lac.

Les centrales dotées d'un réservoir, totalisant 18 000 MW de puissance de pointe, ont une valeur économique bien supérieure à celle des centrales au fil de l'eau, car elles permettent de concentrer leur production pendant les périodes de forte consommation. De plus, elles ont des performances dynamiques exceptionnelles, c'est-à-dire qu'elles sont capables de passer de l'arrêt à leur puissance maximale en quelques minutes, et donc de faire face aux variations parfois très rapides de la demande (par exemple lorsqu'un match débute à la TV, plusieurs millions de consommateurs allument leur téléviseur en quelques secondes) ou de l'offre (par exemple, lorsqu'un réacteur nucléaire tombe en panne, le réseau perd plus de 1 000 MW quasi-instantanément) ; ces caractéristiques les rendent indispensables à la sécurité du système électrique.
EDF distingue deux sous-catégories :
- les « centrales à éclusées » (ou de moyenne chute), situées principalement en moyenne montagne et dans les régions de bas relief, avec un débit moyen et un dénivelé de 30 à 300 mètres, qui disposent d'un réservoir amont de taille moyenne (entre 2 heures et 400 heures de production)[37] et assurent une fonction de modulation journalière ou hebdomadaire : elles stockent l'eau en période de faible consommation et la turbinent en période de forte consommation, selon les cycles journaliers (stockage la nuit, turbinage en journée) ou hebdomadaires (stockage la nuit et les jours de week-end, turbinage en jours ouvrables) ;
- les « centrales de lac » ou de haute chute, situées en haute montagne, avec un débit faible et un dénivelé très fort (plus de 300 mètres, dotées d'un réservoir amont de taille supérieure à 400 heures de production, apportent la garantie de pouvoir disposer de leur puissance indépendamment des conditions hydrologiques.

Les centrales dont la valeur économique est la plus élevée sont celles dont le réservoir est de très grande capacité, au point de permettre une régulation inter-saisonnière de la production ; les réservoirs se remplissent au printemps, grâce à l'eau produite par la fonte des neiges ; ils atteignent leur cote maximale à l'automne, puis turbinent leurs réserves pendant les périodes les plus chargées, en hiver. Des modèles informatiques complexes optimisent l'utilisation de ces précieuses réserves en fonction de l'ensemble des paramètres décrivant les ressources et les contraintes. Le réservoir le plus précieux est celui de Serre-Ponçon, d'un volume de 1 272 Mm3, deuxième lac artificiel d'Europe par sa capacité.

### Centrales de pompage-turbinage

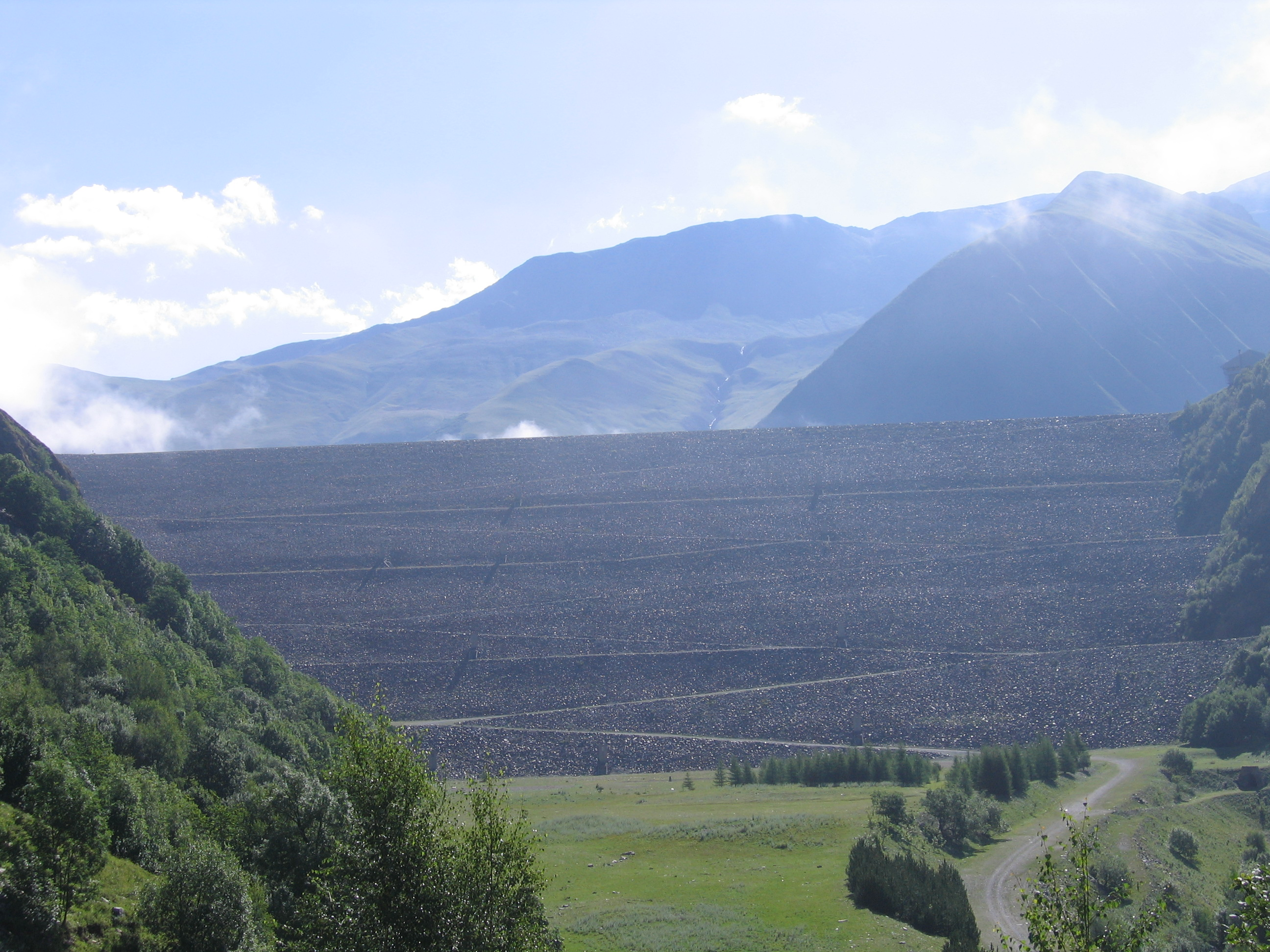
Barrage de Grand'Maison, entre les massifs de Belledonne et des Grandes Rousses dans le département de l'Isère.

Les centrales de pompage-turbinage, appelées aussi STEP (stations de transfert d'énergie par pompage), disposent d'un réservoir supérieur et d'un réservoir inférieur, reliés par une conduite forcée au bas de laquelle sont installés des groupes réversibles qui pompent l'eau du réservoir inférieur vers le réservoir supérieur pendant les heures creuses (la nuit, le week-end) puis la turbinent pendant les heures de pointe. La première STEP installée en France est celle du Lac Noir (Vosges), construite entre 1928 et 1933, d'une puissance de 80 MW ; actuellement en reconstruction, elle aura une puissance de 55 MW et une capacité de 0,6 GWh,.
Le stockage hydraulique retrouve de l'intérêt pour gérer l'intermittence de la production solaire et éolienne ; la première Programmation pluriannuelle de l'énergie issue de la loi de transition énergétique considère que « l'hydroélectricité pourrait contribuer de manière décisive à répondre au besoin de flexibilité du système électrique à l'horizon 2030, notamment grâce aux STEP ». L'État a déposé à Bruxelles une demande de prolongation de la concession d'EDF sur la Truyère, qui permettrait à EDF construire une STEP de près d'un gigawatt, pour des investissements évalués à près de 1 milliard d'euros. Cependant les professionnels pensent que les STEP n'ont pas vraiment d'intérêt, tant que les prix de marché sont bas ou que RTE ne rémunère pas suffisamment les services au réseau.
Les centrales de pompage-turbinage françaises totalisent fin 2024, selon l'International Hydropower Association (IHA), une puissance installée de 5 187 MW, soit 9,2 % du total européen, au 4e rang européen, derrière l'Allemagne (9 449 MW), l'Italie (7 256 MW) et l'Espagne (5 650 MW), mais loin derrière la Chine (58 690 MW), le Japon (27 470 MW) et les États-Unis : 22 266 MW. Les mises en service de 2024 ont atteint 14 MW.
En novembre 2022, l'une des turbines Pelton de la centrale de Grand’Maison a été remplacée ; c'est la troisième des quatre turbines à remplacer, apportant un gain de puissance de 9 %, de 156 MW à 170 MW.
Fin 2018, l'IHA comptabilisait 6 985 MW de pompage-turbinage, au 2e rang européen avec 13 % du total européen, derrière l'Italie (7 555 MW) et devant l'Allemagne (6 806 MW).
Les six principales centrales (Grand Maison, Montezic, Super-Bissorte, Revin, Le Cheylas, La Coche) représentent une puissance maximale cumulée en turbinage de 4 173 MW.
| Nom            | Puissance (MW) | Département | Mise en service | Capacité de stockage (GWh) | Volume d'eau utile (millions m3) | Hauteur de chute (m) |
| Grand'Maison   | 1 800          | Isère       | 1988            | 36                         | 14,3                             | 925                  |
| Montézic       | 910            | Aveyron     | 1983            | 23                         | 30                               | 423                  |
| Superbissorte, | 750            | Savoie      | 1986            |                            | 40                               | 1 150                |
| Revin,         | 800            | Ardennes    | 1976            | 4,7                        | 6,9                              | 250                  |
| Le Cheylas     | 480            | Isère       | 1979            |                            | 5                                | 261                  |
| La Coche,      | 384            | Savoie      | 1975            |                            | 2,1                              | 927                  |

La centrale de pompage-turbinage du Cheylas, mise en service à l’origine en 1979, a été modernisée en 2019, ses turbines à vitesse constante ayant été remplacées par des modèles à vitesse variable.
EDF installe une turbine Pelton de 240 MW à la centrale de La Coche, qui viendra s'ajouter aux quatre turbines existantes totalisant 320 MW et accroîtra la production de 20 % à partir de la mise en service prévue en 2019.
En mars 2018, EDF a dévoilé un plan de stockage d'énergie prévoyant 10 GW de stockages supplémentaires d'ici 2035, dont 2 GW de pompage-turbinage.
En mars 2023, la Direction générale de l'Énergie et du Climat lance une consultation des acteurs du secteur sur les modalités de soutien public à mettre en œuvre pour relancer les investissements dans le pompage-turbinage : un système d'aide à l'investissement ou un régime de complément de rémunération. Le gouvernement avait fixé comme objectif d'engager d'ici à 2023 le développement de 1,5 GW de nouvelles capacités pour une entrée en service entre 2030 et 2035, mais les investissements tardent à se matérialiser à cause d'une part du contentieux qui oppose la France à la Commission européenne sur la remise en concurrence de plusieurs concessions échues, d'autre part à un problème de modèle économique. Dans un référé publié au début de 2023, la Cour des comptes pointe la nécessité de considérer ces ouvrages non pas comme des centrales hydroélectriques ordinaires, mais comme des « équipements destinés à contribuer à la flexibilité du réseau », afin de leur octroyer un mode de rémunération particulier et créer un cadre incitatif aux investissements privés.

### Microcentrales sur réseau d'eau potable
Une première turbine hydroélectrique de ce type en France a été inaugurée sur un réseau de distribution d'eau potable en octobre 2018, dans l'usine de production d'eau potable d'Annonay (Ardèche) pour produire de l'électricité en profitant de l'énergie cinétique de l'eau (au niveau des réducteurs de pression). Le projet, de 26 kW de puissance, a été monté par Hydrowatt, la turbine fabriquée par Perga (Espagne) et dans ce cas vendue par Saint-Gobain-Pont-à-Mousson). Une production de 132 000 kWh/an est attendue, soit environ 30 % des besoins électriques de cette usine.
D'autres réseaux d'eau au dénivelé important pourrait être ainsi équipés : la ville d'Hyères, dans le Var se prépare à en installer une.

## Principales centrales hydroélectriques
Le programme d'aménagement des ressources hydroélectriques française mis en œuvre pour l'essentiel au cours des années 1950 et 60 a réalisé des opérations complexes mettant à profit l'ensemble des potentiels de vallées entières, ou même de plusieurs bassins versants.

### Rhône

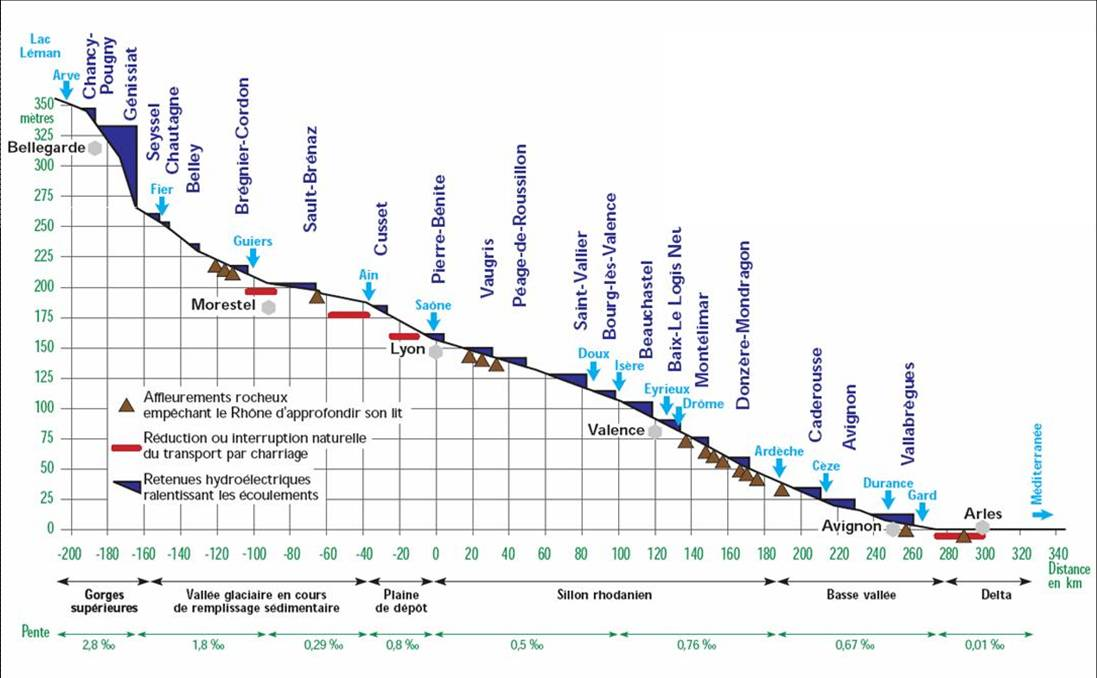
Profil du Rhône avec ses différents aménagements

La Compagnie nationale du Rhône (CNR), créée en 1933 par l'État qui l'a chargée d'aménager et d'exploiter le Rhône, a reçu trois missions solidaires : production, navigation, irrigation et autres usages agricoles ; elle exploite 19 centrales hydroélectriques construites sur le cours du Rhône et exploitées jusqu'en 2002 par EDF pour le compte de la CNR, puis par Electrabel, filiale de GDF Suez qui en est devenue l'actionnaire principal (49,97 %). Ses 19 centrales hydroélectriques totalisent 3 009 MW et produisent en moyenne 14,9 TWh par an, un quart de l'hydroélectricité nationale, soit 3 % de la production française. La principale de ces centrales est Génissiat (420 MW) ; les autres centrales sont « au fil de l'eau ».

Aménagement du Rhône
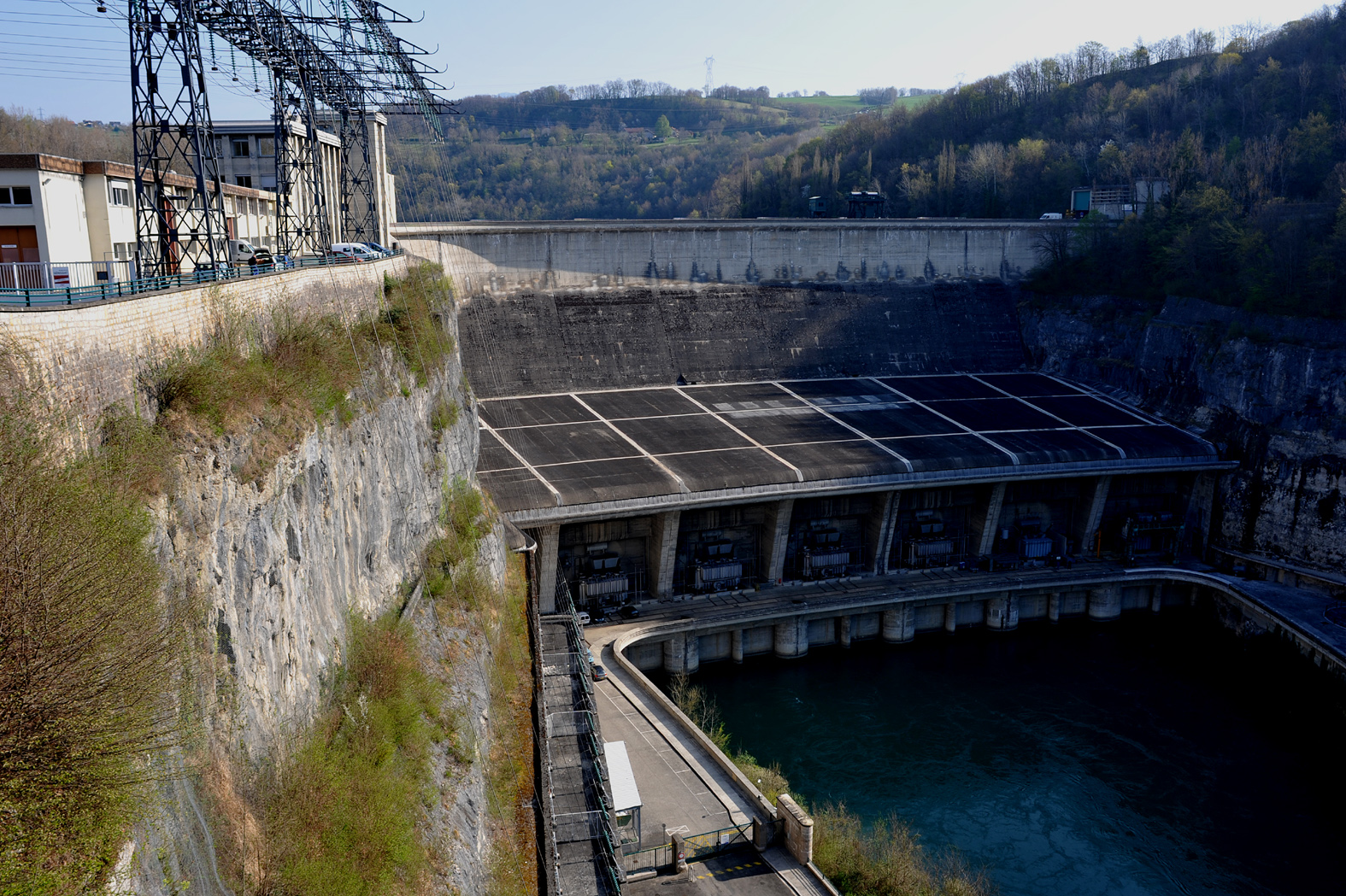
Barrage de Génissiat en 2009.
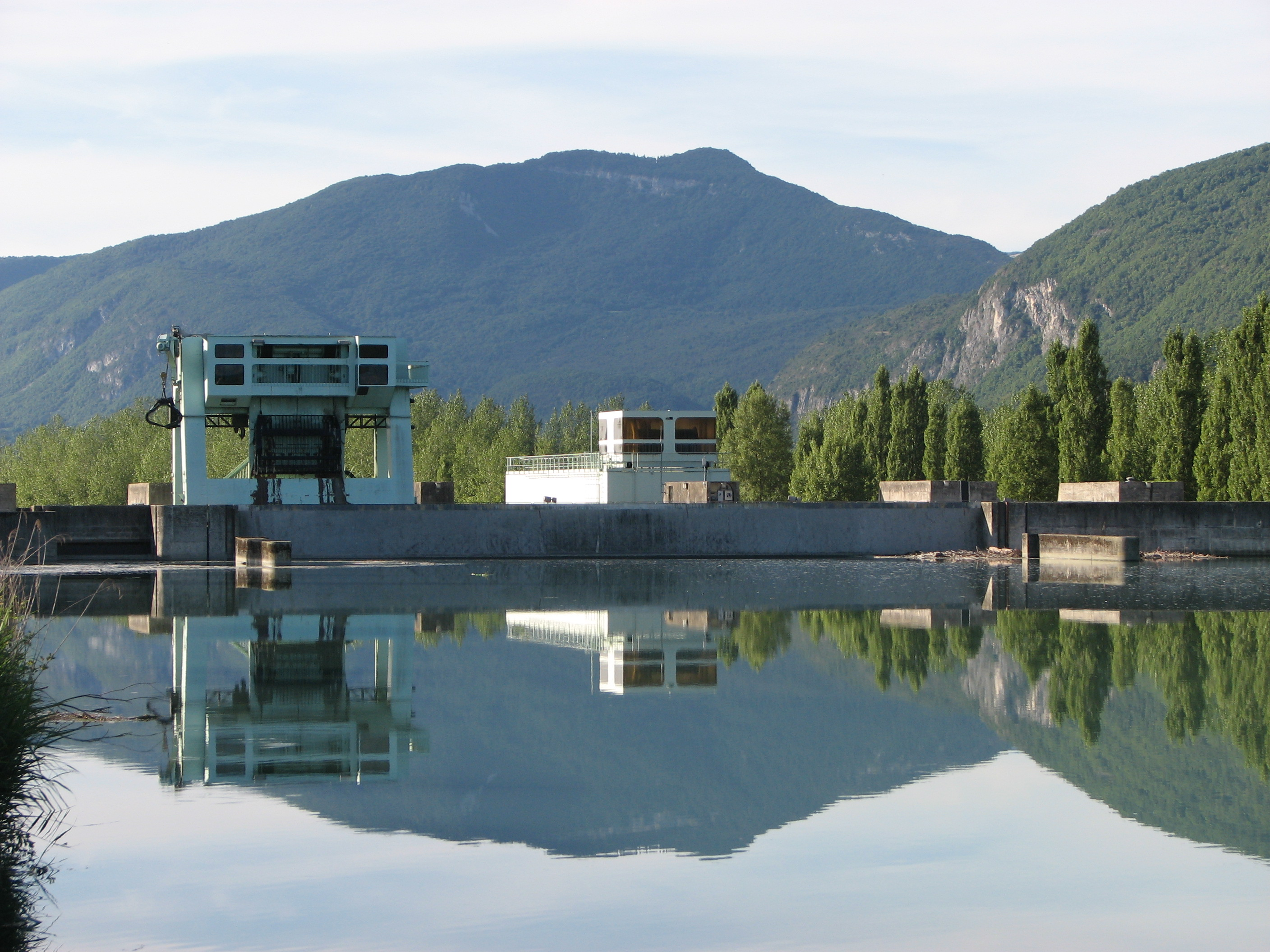
Centrale hydroélectrique de Brégnier-Cordon en 2009.
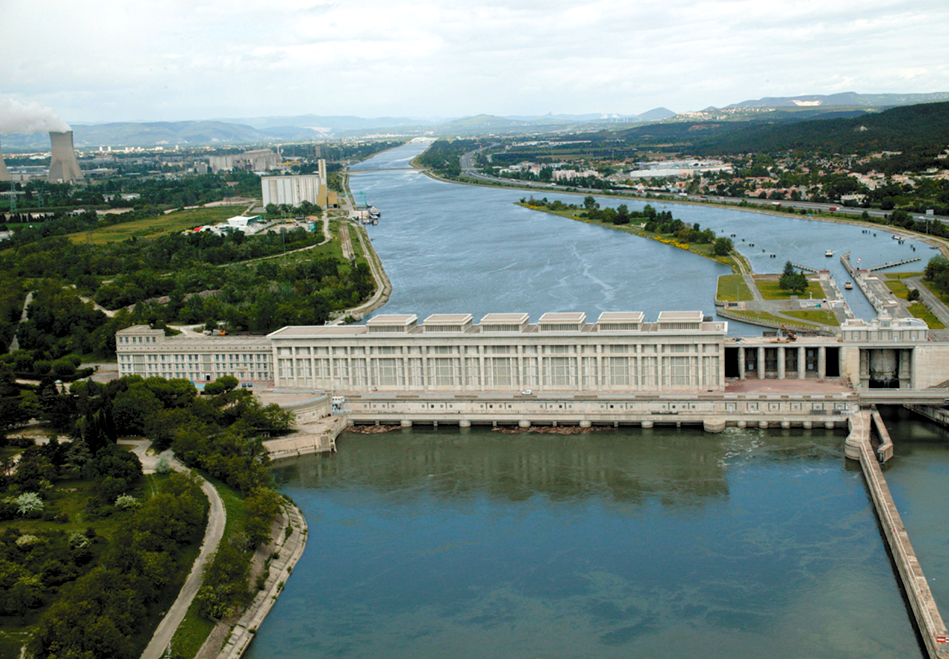
Barrage de Donzère-Mondragon en 2010.

| Nom                         | Puissance (MW) | Prod.moyenne (GWh/an) | Département       | Mise en service | Hauteur de chute (m) |
| Génissiat                   | 420            | 1 786                 | Ain               | 1948            | 64,5                 |
| Seyssel                     | 45             | 165                   | Haute-Savoie      | 1951            | 7,5                  |
| Anglefort                   | 90             | 487                   | Ain               | 1980            | 17                   |
| Brens-Virignin              | 90             | 453                   | Ain               | 1982            | 18                   |
| Brégnier-Cordon             | 70             | 324                   | Ain               | 1983            | 13,7                 |
| Porcieu-Amblagnieu          | 45             | 249                   | Isère             | 1986            | 7,5                  |
| Pierre-Bénite               | 84             | 528                   | Métropole de Lyon | 1966            | 9                    |
| Vaugris                     | 72             | 332                   | Isère             | 1980            | 6,7                  |
| Sablons                     | 160            | 885                   | Isère             | 1977            | 12,2                 |
| Gervans                     | 120            | 668                   | Drôme             | 1971            | 11,5                 |
| Bourg-lès-Valence           | 180            | 1 082                 | Drôme             | 1968            | 11,7                 |
| Beauchastel                 | 198            | 1 211                 | Ardèche           | 1963            | 11,8                 |
| Logis-Neuf                  | 215            | 1 177                 | Drôme             | 1960            | 11,7                 |
| Châteauneuf-du-Rhône        | 295            | 1 575                 | Drôme             | 1957            | 16,5                 |
| Donzère-Mondragon (Bollène) | 348            | 2 032                 | Vaucluse          | 1952            | 22,5                 |
| Caderousse                  | 156            | 843                   | Vaucluse          | 1975            | 8,6                  |
| Sauveterre                  | 52             | 257                   | Gard              | 1973            | 9,5                  |
| Avignon                     | 126            | 543                   | Vaucluse          | 1973            | 9,5                  |
| Beaucaire                   | 210            | 1 269                 | Gard              | 1970            | 11,3                 |

Le 1er décembre 2023 débute la consultation publique de trois mois sur le projet de barrage hydroélectrique sur le Rhône à Loyettes (Ain), en amont de Lyon, lancé par la Compagnie nationale du Rhône. Ce sera le dernier barrage de grande taille sur le Rhône. La centrale sera construite rive droite, à Loyettes, et sera raccordée au réseau par des câbles souterrains sur 4 km. Le productible est évalué à 140 GWh par an et le début des travaux est prévu en 2027.

### Rhin
Dix centrales au fil de l'eau ont été construites entre 1932 et 1977 sur les 185 km du Rhin, entre Bâle et Lauterbourg, dont quatre sur le Grand canal d'Alsace : Kembs, Ottmarsheim, Fessenheim et Vogelgrun, les six autres sur le Rhin lui-même : Marckolsheim, Rhinau, Gerstheim, Strasbourg, Gambsheim et Iffezheim. Les centrales de Gambsheim et d'Iffezheim sont franco-allemandes ; les deux pays se partagent leur production ; en pratique, l'électricité produite à Gambsheim, sur le territoire français, est injectée dans le réseau français, et celle produite à Iffezheim, sur le territoire allemand, est injectée dans le réseau allemand. Les 8 autres centrales, gérées par EDF, produisent un peu plus de 8 TWh/an en moyenne, soit les deux-tiers de la consommation électrique de l’Alsace et 20 % de la production hydroélectrique française. En 2019, l'hydroélectricité a fourni 7,7 TWh dans la collectivité européenne d'Alsace.

Aménagement du Rhin
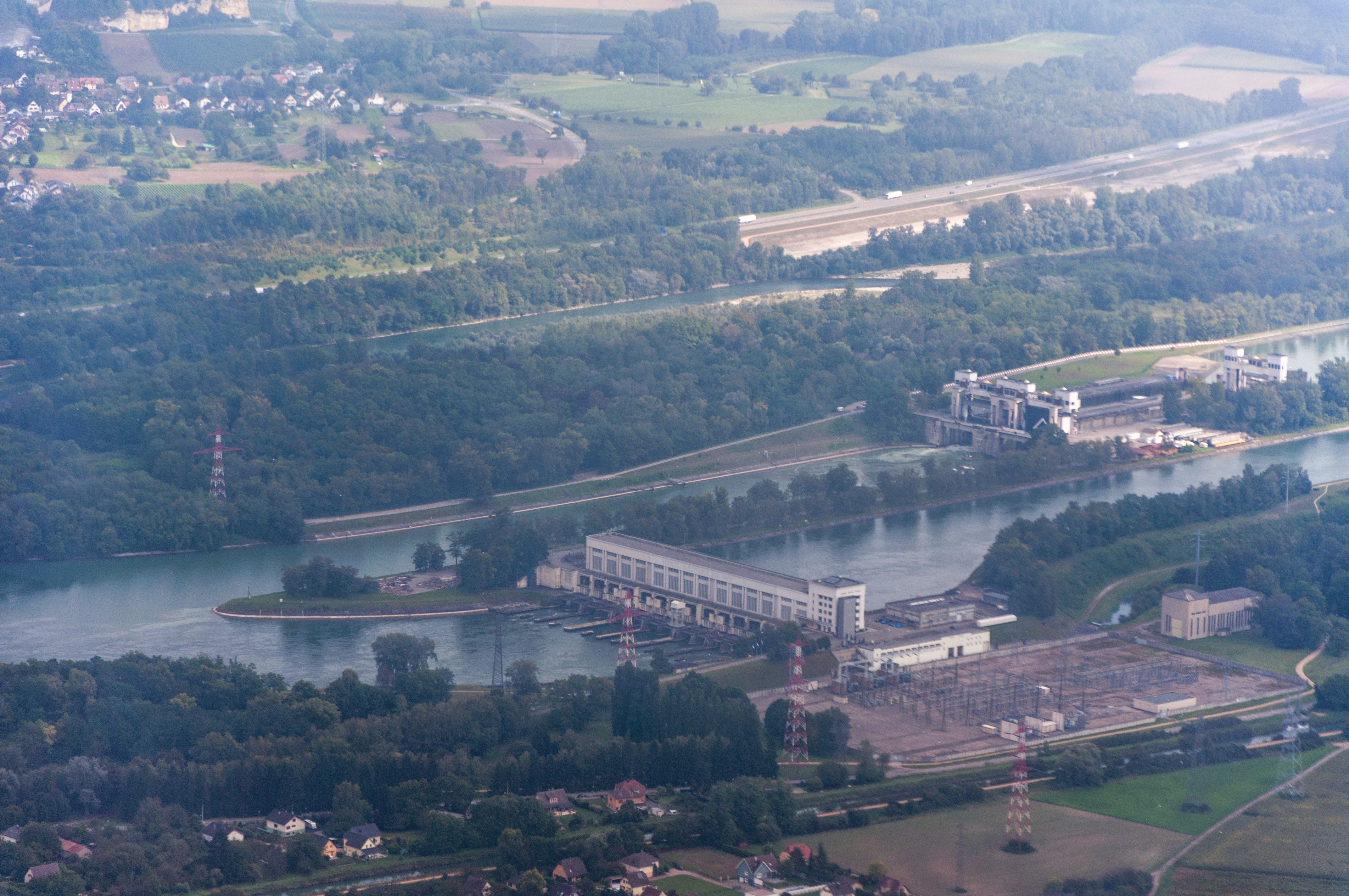
Centrale de Kembs en 2014.
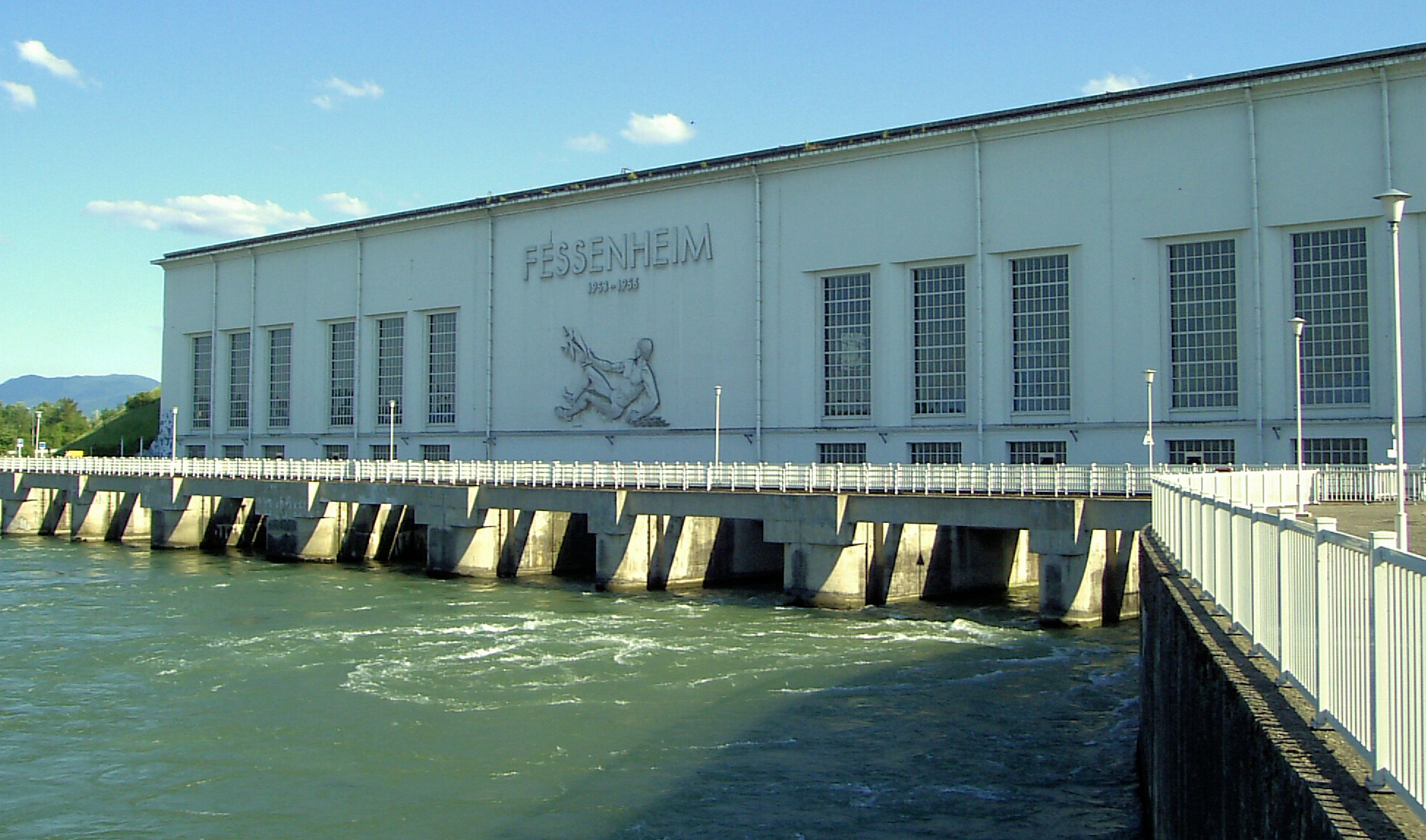
Centrale hydroélectrique de Fessenheim en 2009.
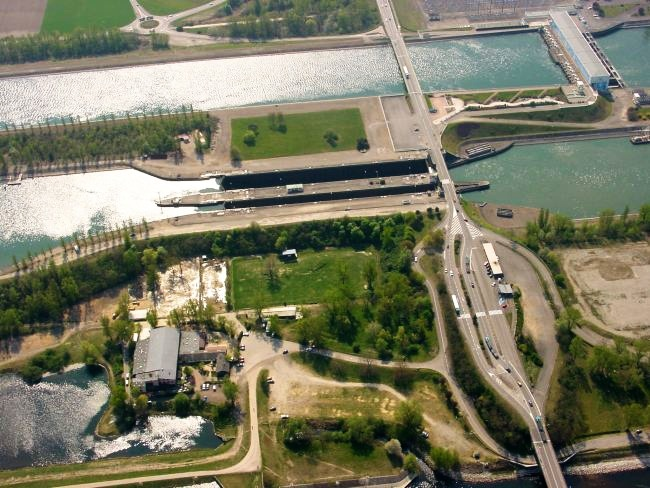
Centrale hydroélectrique de Vogelgrun en 2004.
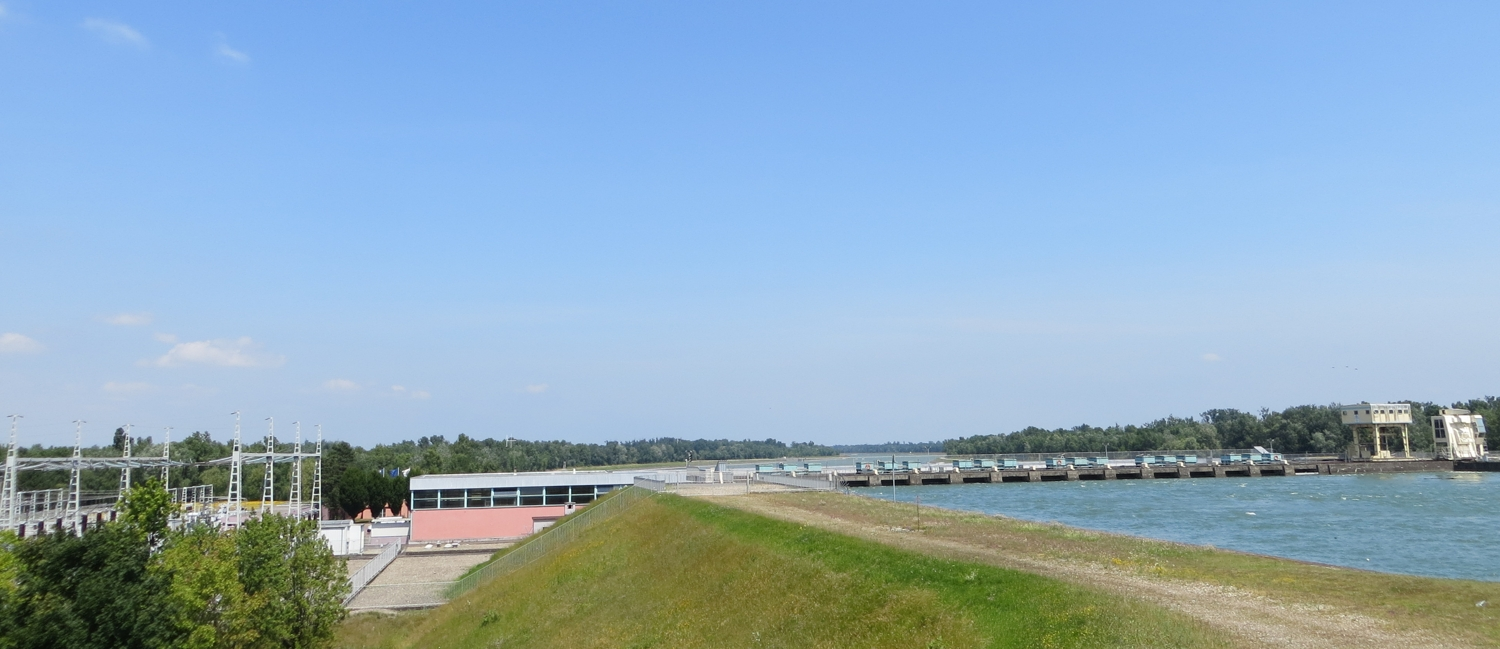
Centrale hydroélectrique de Gerstheim en 2013.

| Nom          | Puissance (MW) | Prod.2009 (GWh/an) | Cours d'eau          | Mise en service | Hauteur de chute (m) |
| Kembs,       | 156,6          | 900                | Grand canal d'Alsace | 1932            | 14,3                 |
| Ottmarsheim  | 156            | 980                | Grand canal d'Alsace | 1952            | 15,5                 |
| Fessenheim   | 183            | 1020               | Grand canal d'Alsace | 1956            | 15,7                 |
| Vogelgrun    | 140,4          | 820                | Grand canal d'Alsace | 1959            | 12,3                 |
| Marckolsheim | 152,3          | 920                | Rhin                 | 1961            | 13,2                 |
| Rhinau       | 152            | 940                | Rhin                 | 1964            | 13,3                 |
| Gerstheim    | 143,4          | 815                | Rhin                 | 1970            | 11,75                |
| Strasbourg   | 148            | 800                | Rhin                 | 1970            | 13,25                |
| Gambsheim    | 96             | 685                | Rhin                 | 1974            | 11,4                 |
| Iffezheim    | 148            | 740                | Rhin                 | 1977            | 12,5                 |

### Alpes
Les principaux aménagements dans les Alpes sont :

#### Tarentaise
La Tarentaise, haute vallée de l'Isère, n'a reçu jusqu'aux années 1930 que de petits aménagements sur le Doron de Bozel ; c'est seulement après guerre que l'aménagement complet de la vallée a été entrepris.

Aménagement de la Tarentaise
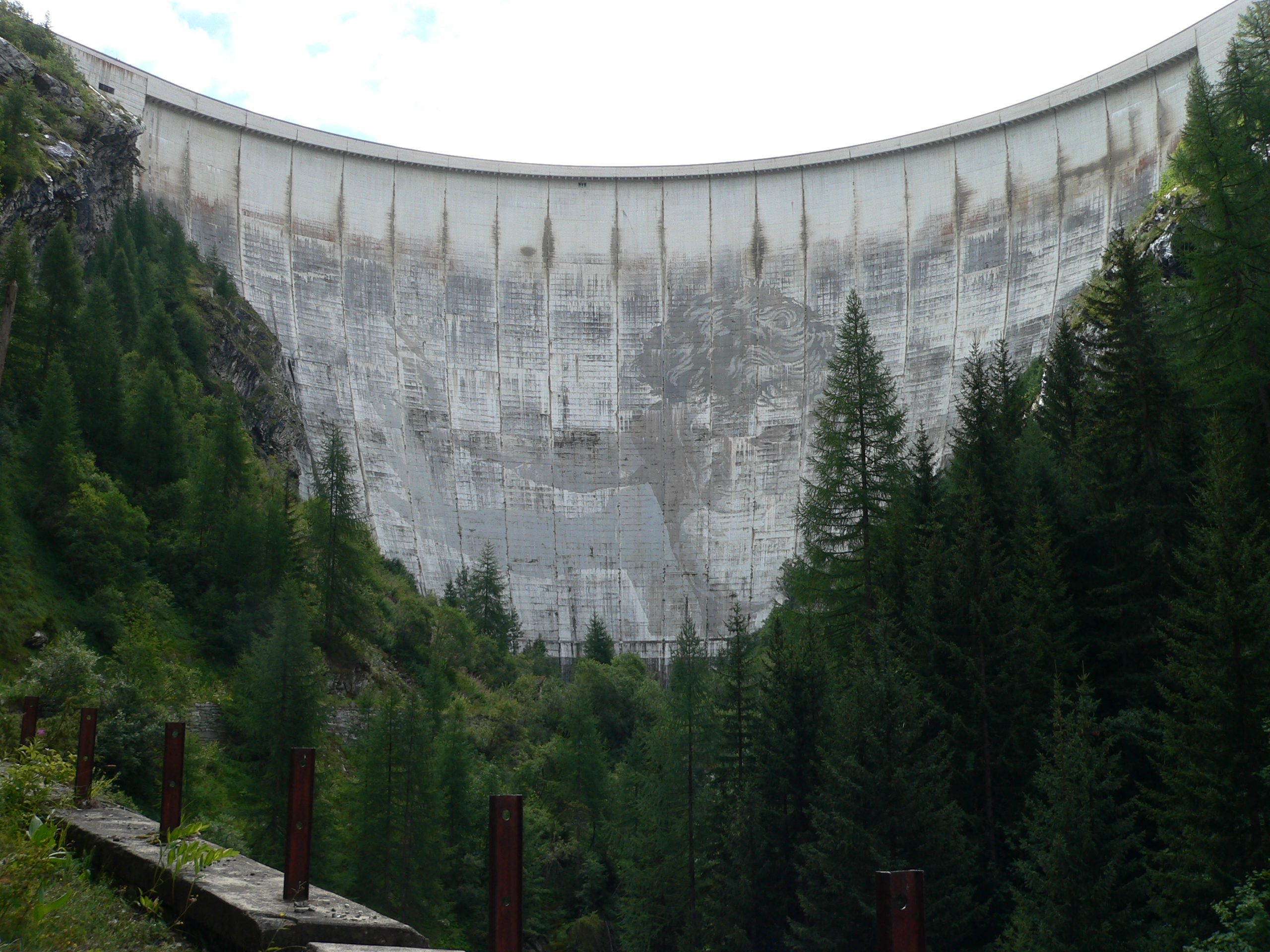
Barrage de Tignes, sur l'Isère, avec la fresque du géant.
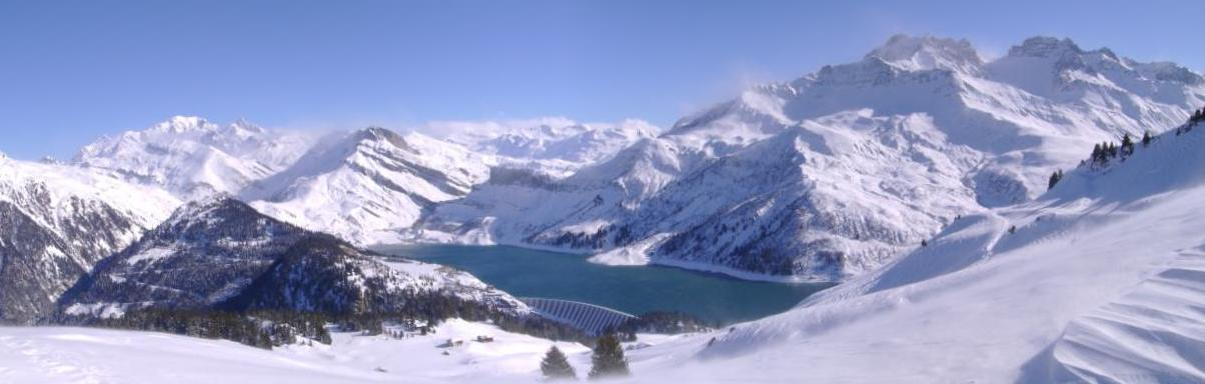
Lac de Roselend depuis le col du pré, en 2008.
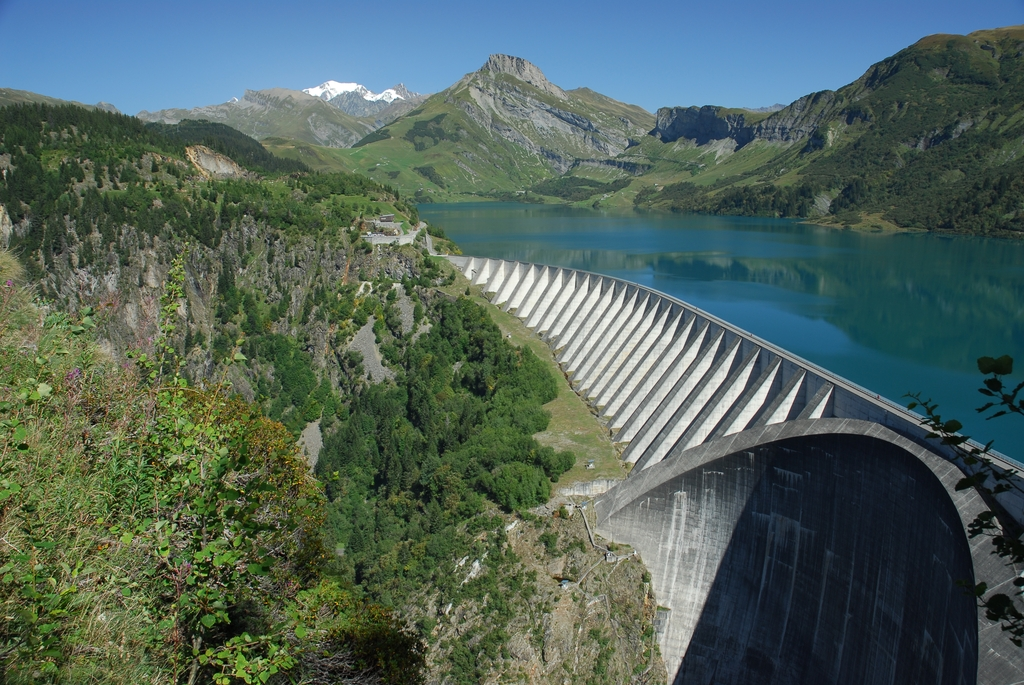
Barrage de Roselend en 2007.
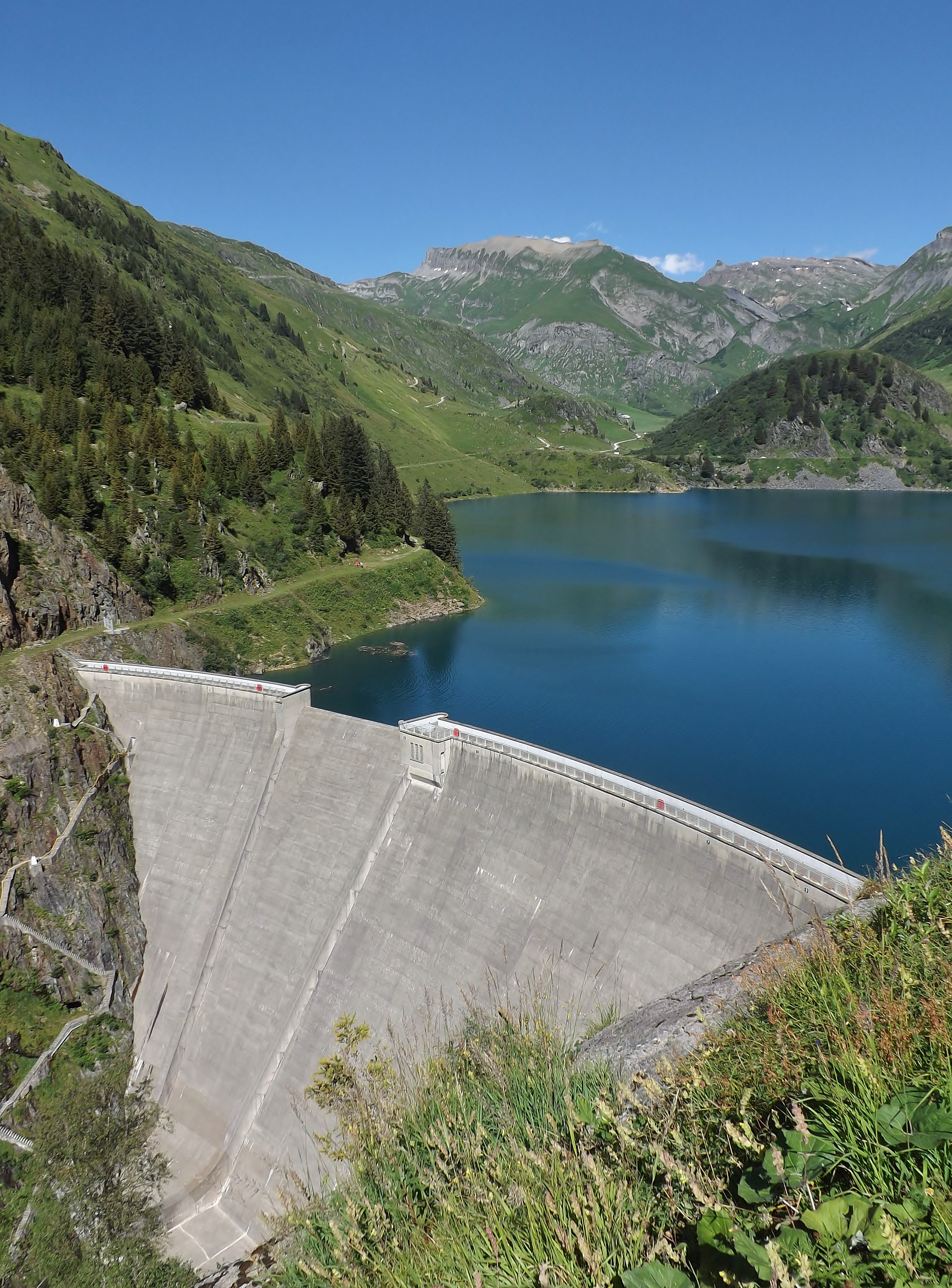
Barrage de la Gittaz (Beaufortain) en 2013.

| Nom           | Puissance (MW) | Production moyenne (GWh/an) | Mise en service | Volume de la retenue (hm3)     | Hauteur de chute (m) |
| Les Brévières | 96             | 194                         | 1952            |                                | 233                  |
| Malgovert     | 332            | 680                         | 1952            | 230 (barrage de Tignes)        | 750                  |
| Pralognan     | 45             | 100                         | 1950            |                                | 724                  |
| La Coche      | 384            | STEP                        | 1978, 2019      | 2,1 (réservoir de la Coche)    | 916                  |
| La Bâthie     | 600            | 1100                        | 1961            | 185 (barrage de Roselend) + 27 | 1 250                |
| Randens       | 130            | 500                         | 1954            |                                | 154                  |

L'Aménagement de Roselend - La Bâthie, complexe hydroélectrique construit de 1955 à 1967 dans le Beaufortain (600 MW), comprend trente prises d'eau, trois réservoirs : barrage de Roselend (185 hm3), barrage de la Gittaz (13,7 hm3) et barrage de Saint-Guérin (13 hm3), et trois centrales : La Bâthie, La Sauce et Pierre Giret, reliés par 42 km de canalisations souterraines.

#### Maurienne
La vallée de la Maurienne est équipée de huit barrages sur l'Arc et ses affluents et d'une quinzaine de centrales totalisant une puissance de 2 300 MW et un productible de 3 800 GWh/an ; dès la fin du XIXe siècle des usines d'électrochimie et électrométallurgie se sont installées pour bénéficier de la richesse hydraulique de la vallée, qui est rapidement devenue la « vallée de l'aluminium ».

Aménagement de la Maurienne
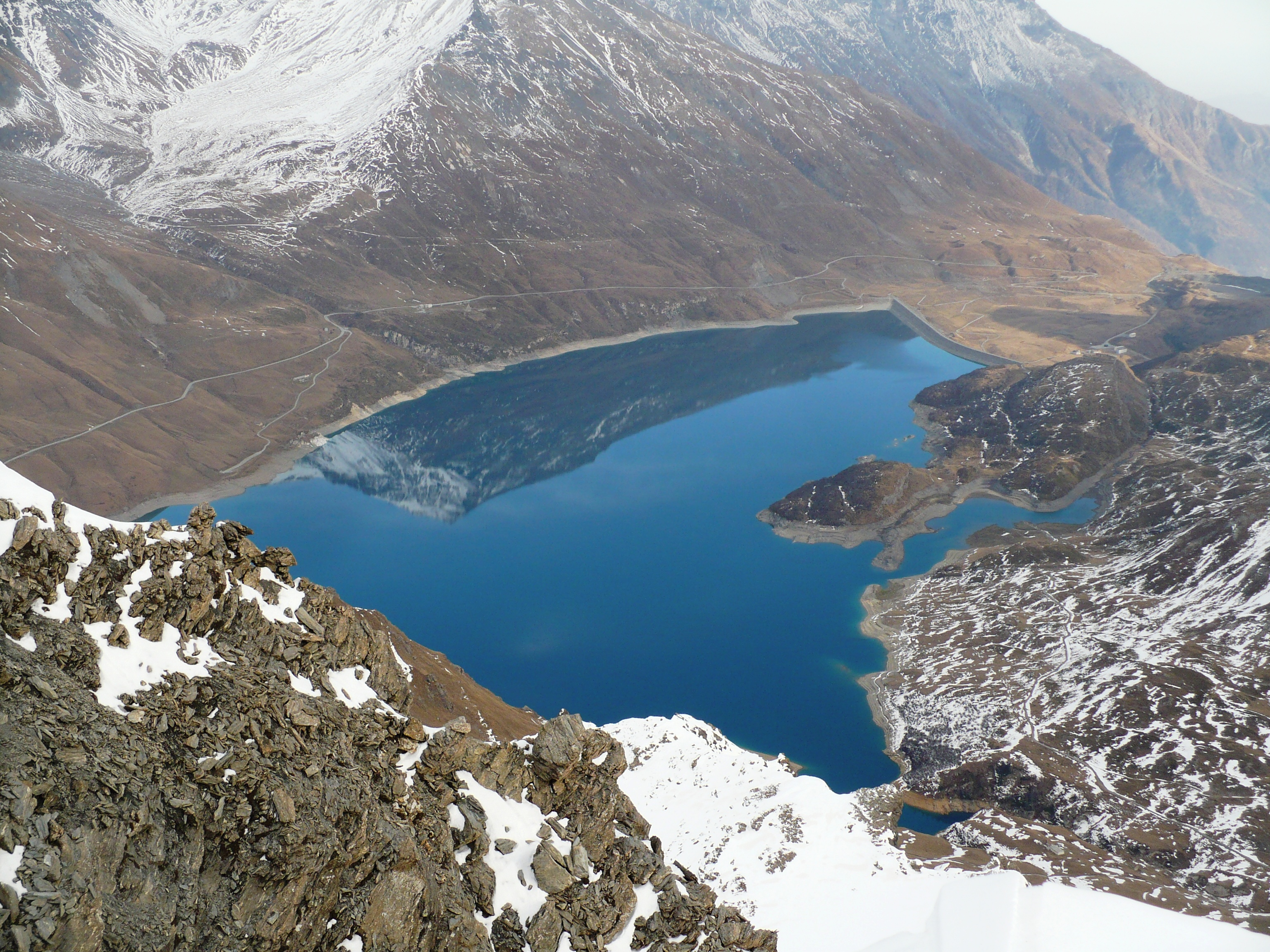
Barrage du Mont-Cenis en 2009.
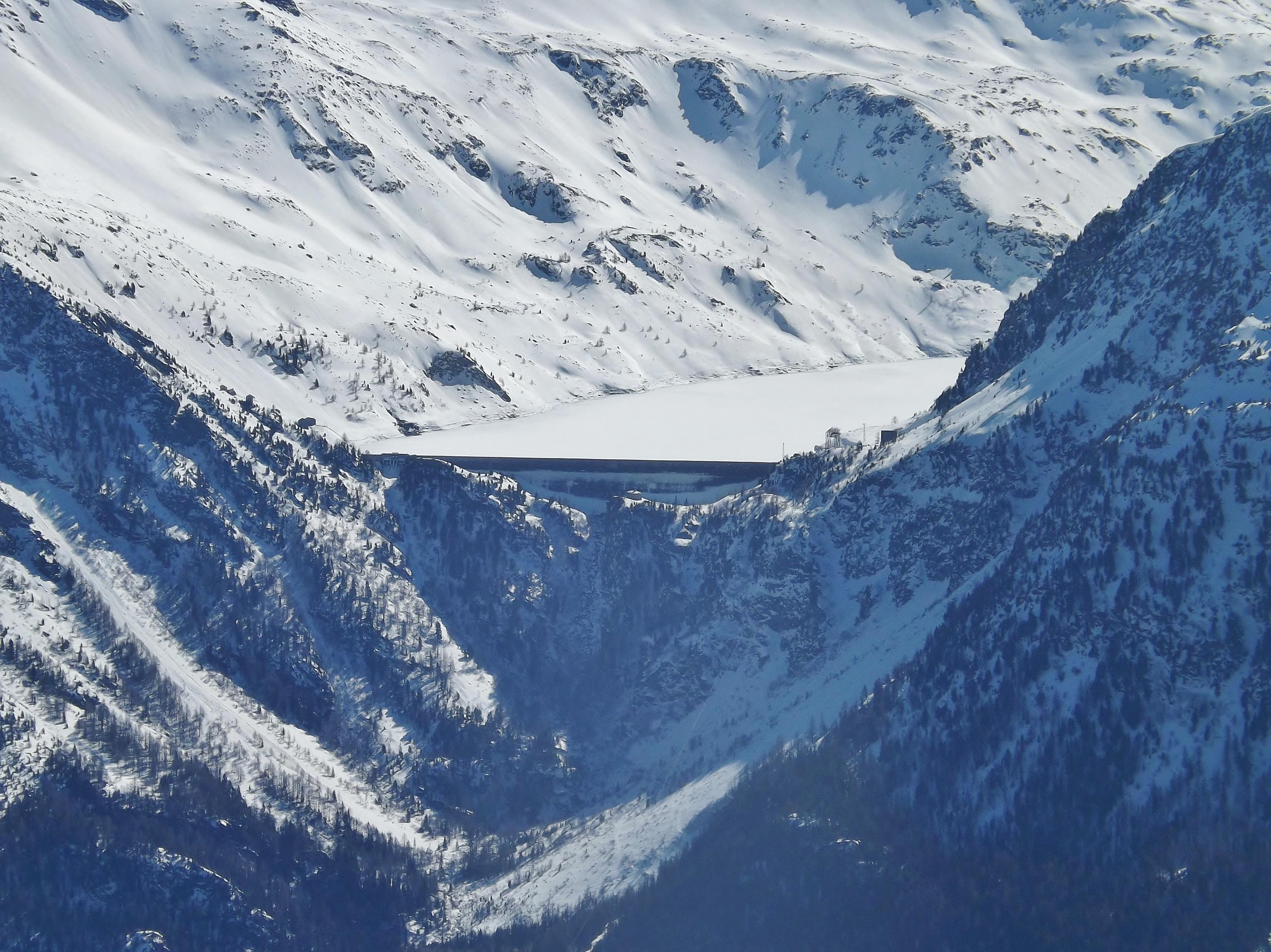
Barrage de Bissorte (hiver 2014).
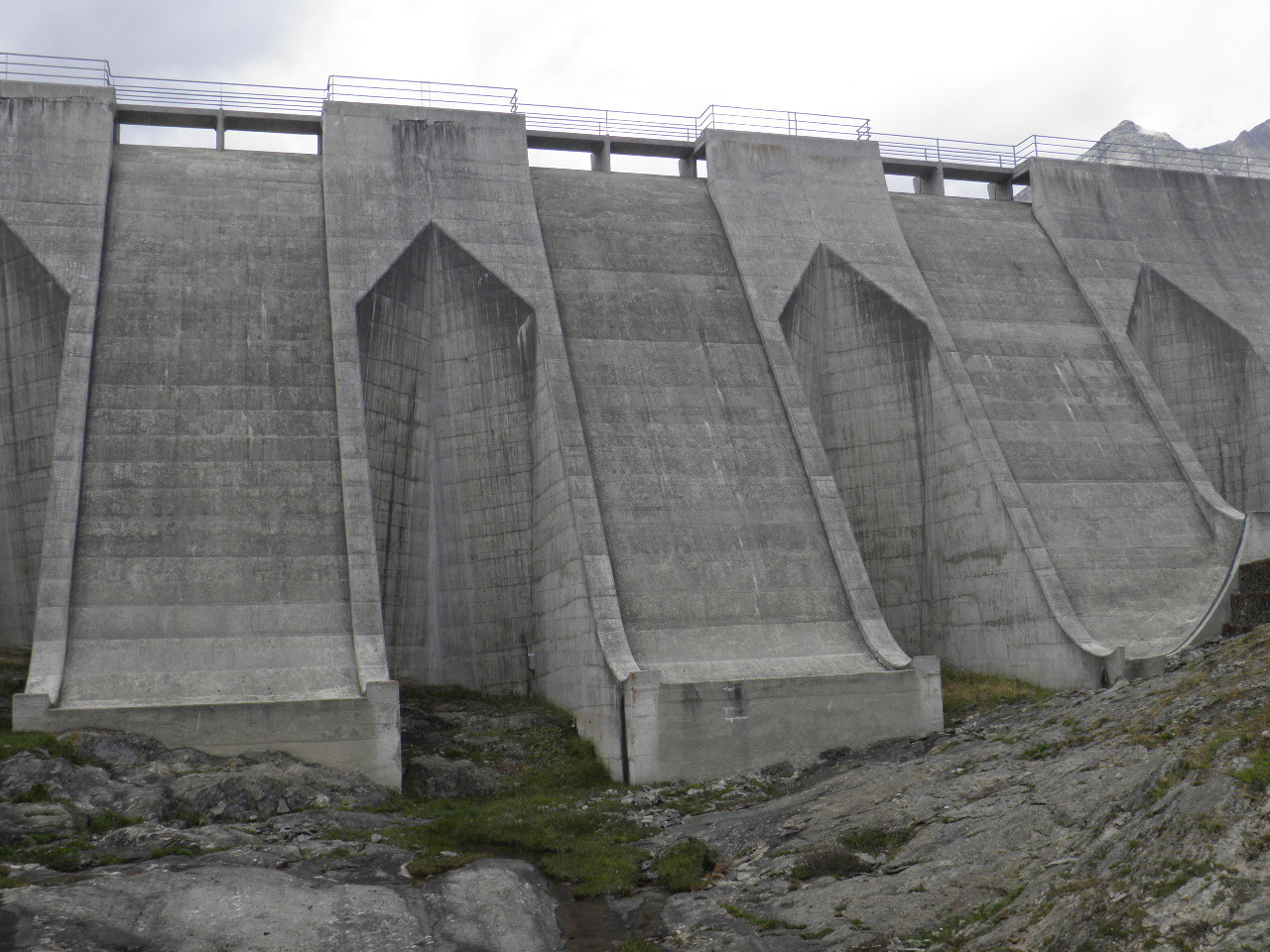
Barrage du Plan d'Amont en 2015.
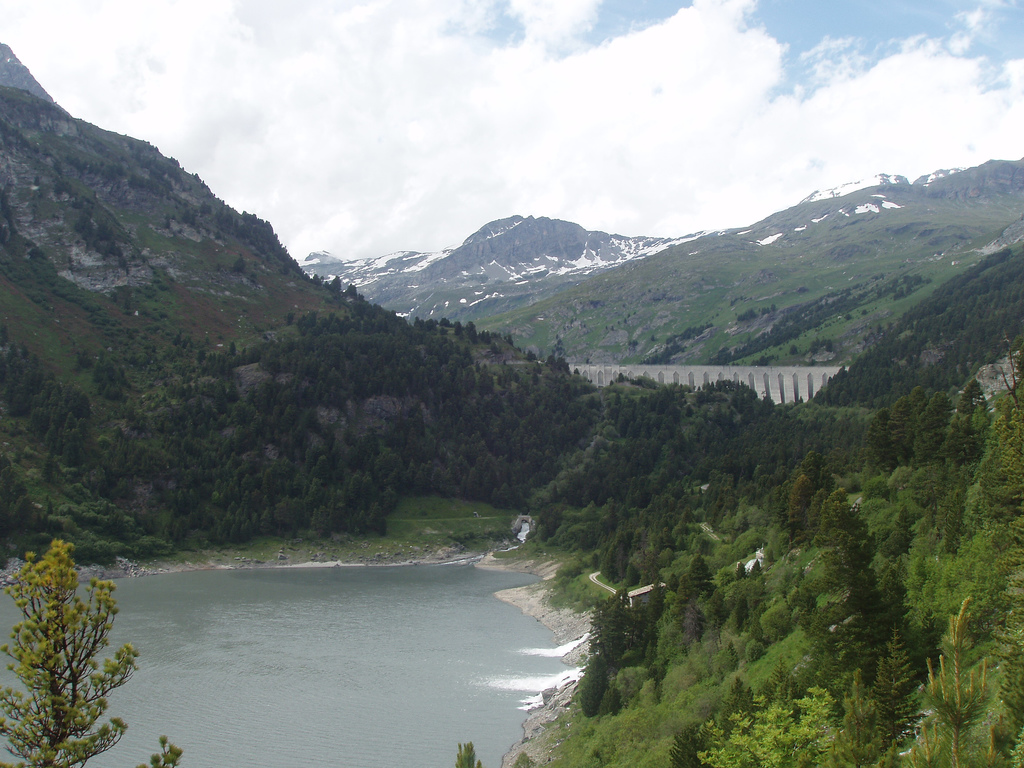
Barrage du Plan d'Amont et lac du Plan d'Aval, sur la commune d'Aussois, en 2008.

| Nom                         | Puissance (MW) | Production moyenne (GWh/an) | Mise en service | Volume de la retenue (hm3)  | Hauteur de chute (m) |
| Villarodin                  | 364            | 580                         | 1968            | 315 (barrage du Mont-Cenis) | 880                  |
| Aussois                     | 78             |                             | 1952            | 4 (barrage du Plan d'Aval)  | 850                  |
| Combe d'Avrieux             | 120            | 290                         | 1976            | 8 (Barrage du Plan d'Amont) | 850                  |
| Orelle                      | 62             | 170                         | 1970            | 0,225                       | 117                  |
| Bissorte 1                  | 75             | 140                         | 1935            | 40                          | 1 144                |
| Bissorte 2 (Super-Bissorte) | 600            | pompage-turb.               | 1987            |                             | 1 144                |
| Bissorte 3                  | 150            |                             | 1987            |                             | 1 144                |
| Saussaz II                  | 140            | 410                         | 1973            |                             | 212                  |
| l'Échaillon                 | 120            | 380                         | 1975            |                             | 166                  |
| Cheylas                     | 480            | 675                         | 1979            | 4,8 (bassin de Flumet)      | 260                  |

#### Romanche
La vallée de la Romanche a attiré dès la fin du XIXe siècle les industries fondées sur l'énergie électrique. L'ingénieur Charles Albert Keller fut l'un des principaux artisans du développement industriel de la vallée, dont l'ouvrage emblématique est l'ancienne centrale des Vernes.
La centrale hydroélectrique de Romanche Gavet, mise en service en 2020, sur la commune de Livet-et-Gavet, entre Grenoble et l'Oisans, consiste en une seule centrale alimentée par une amenée d'eau souterraine de 10 km. Elle est équipée de deux turbines Francis de 97 MW qui produisent 560 GWh/an, soit 40% de plus que les anciennes centrales du début du XXe siècle, qu’elle a remplacées avec une sécurité d’exploitation accrue et un moindre impact environnemental. Le montant de l'investissement s'est élevé à 400 M€.

Aménagement de la Romanche
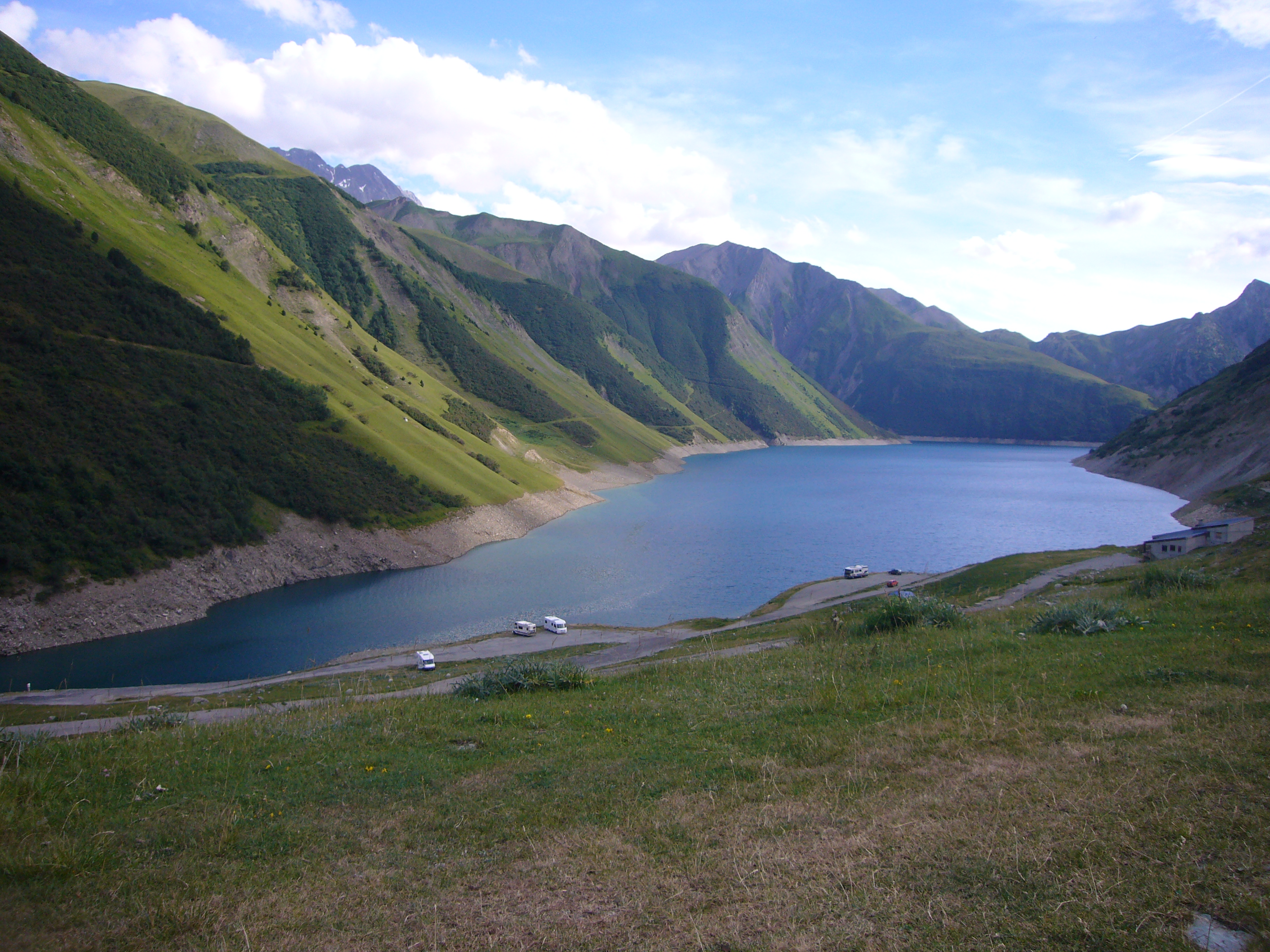
Lac de Grand Maison en 2010.
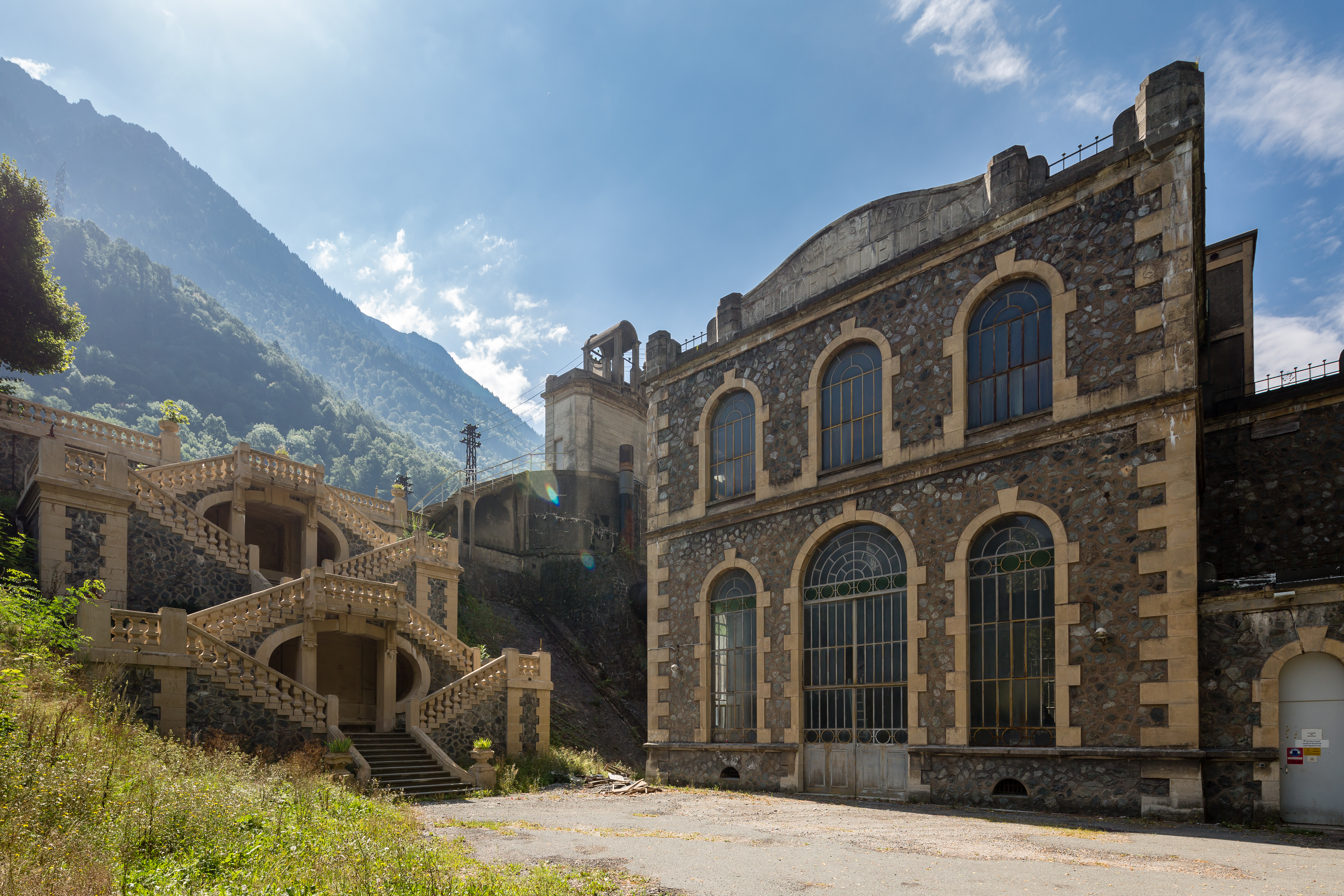
Centrale des Vernes à Livet-et-Gavet en 2013.
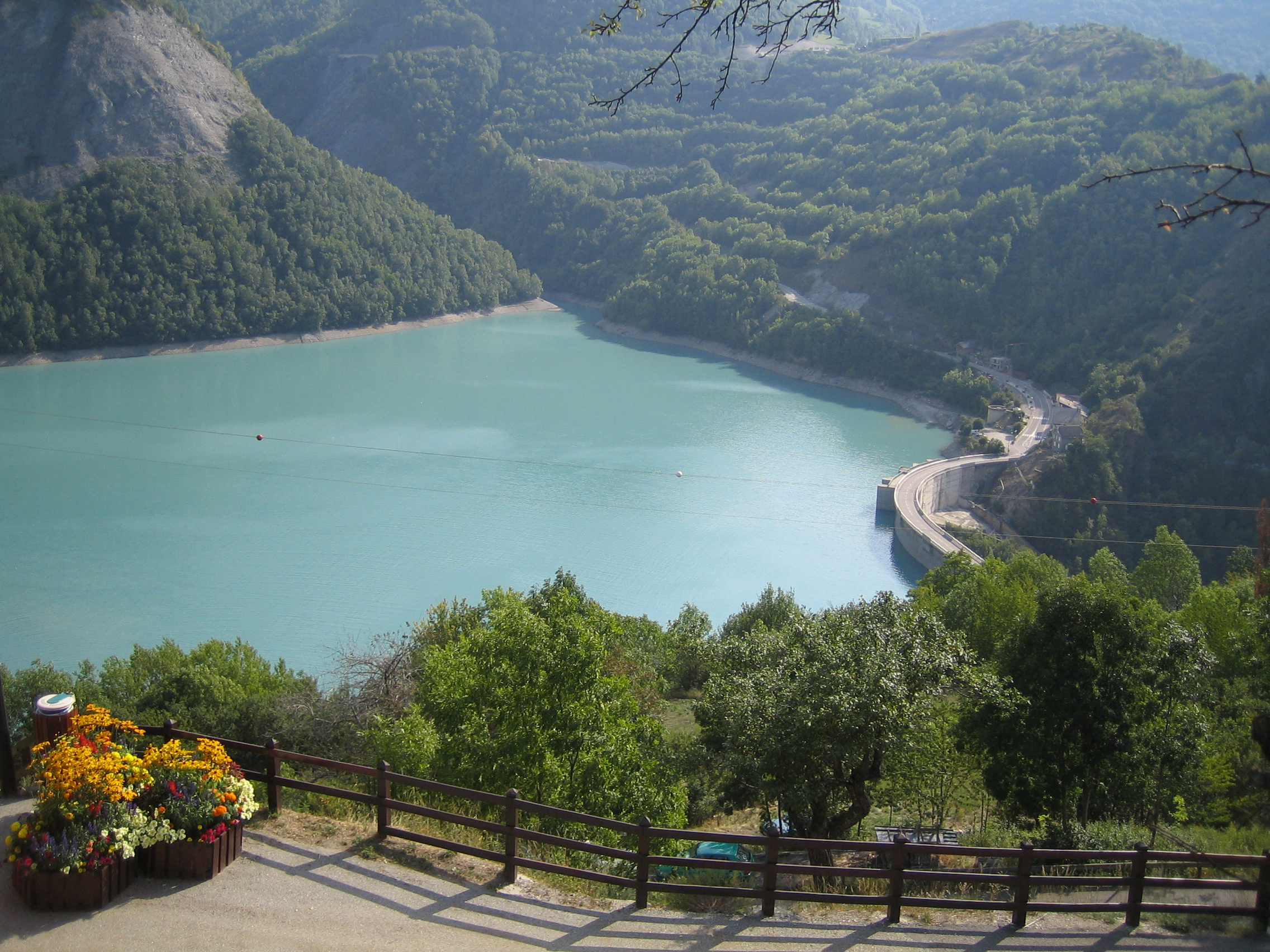
Barrage du Chambon en 2005.

| Nom              | Puissance (MW) | Production moyenne (GWh/an) | Mise en service | Volume de la retenue (hm3)    | Hauteur de chute (m) |
| Pont-Escoffier   | 53             |                             | 1944            |                               | 402                  |
| St-Guillerme II  | 116            | 208                         | 1983            | 54 (barrage du Chambon)       | 280                  |
| l'Eau d'Olle     | 1 800          | STEP                        | 1985            | 137 (barrage de Grand'Maison) | 402                  |
| Romanche Gavet   | 97             | 560                         | 2020            |                               | 266                  |
| Péage-de-Vizille | 46             | 300                         | 1949            |                               | 144                  |

#### Drac
Le bassin du Drac, avec quatre barrages et quatorze centrales, produit en moyenne 1 700 GWh/an.

Aménagement du Drac
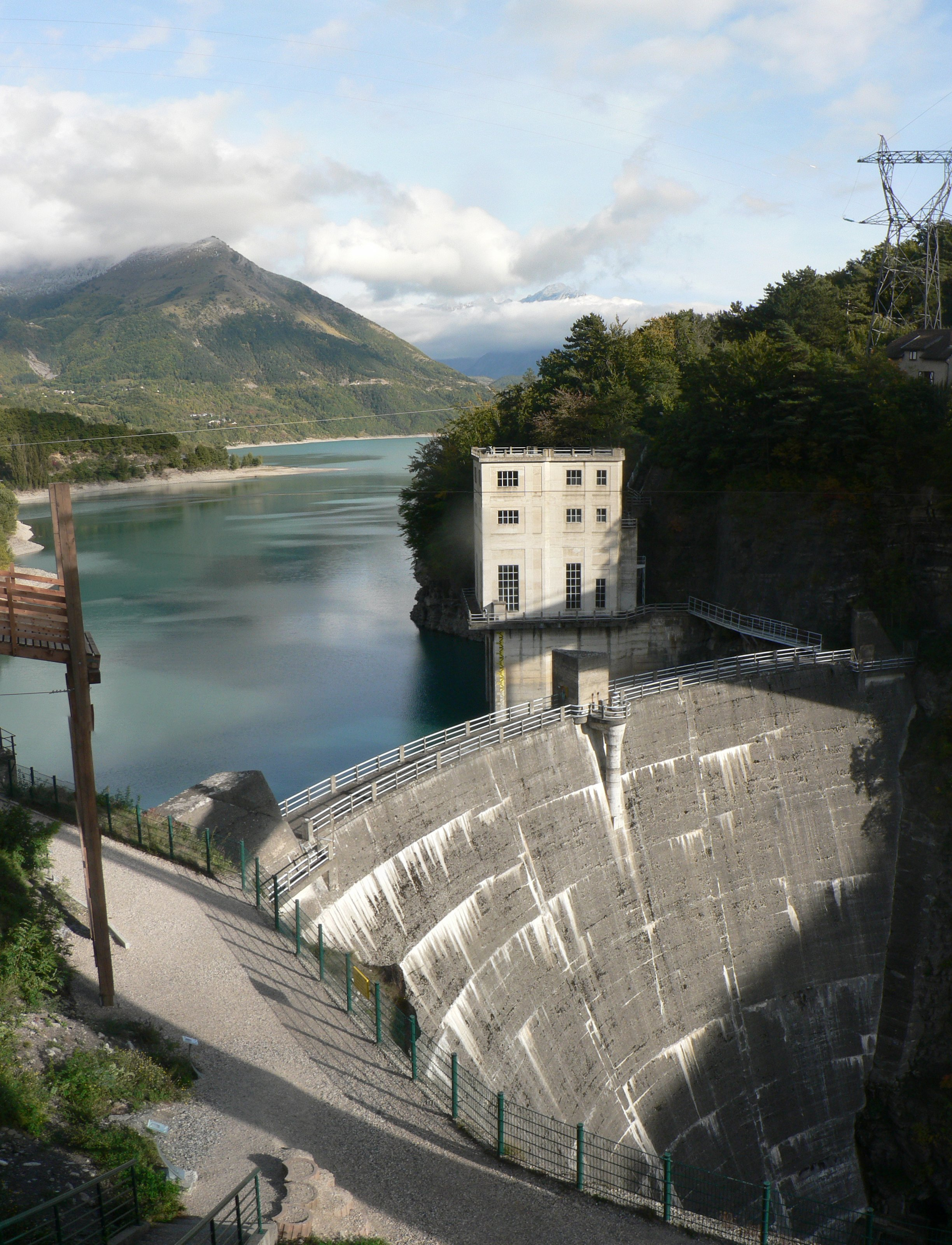
Barrage du Sautet en 2008.
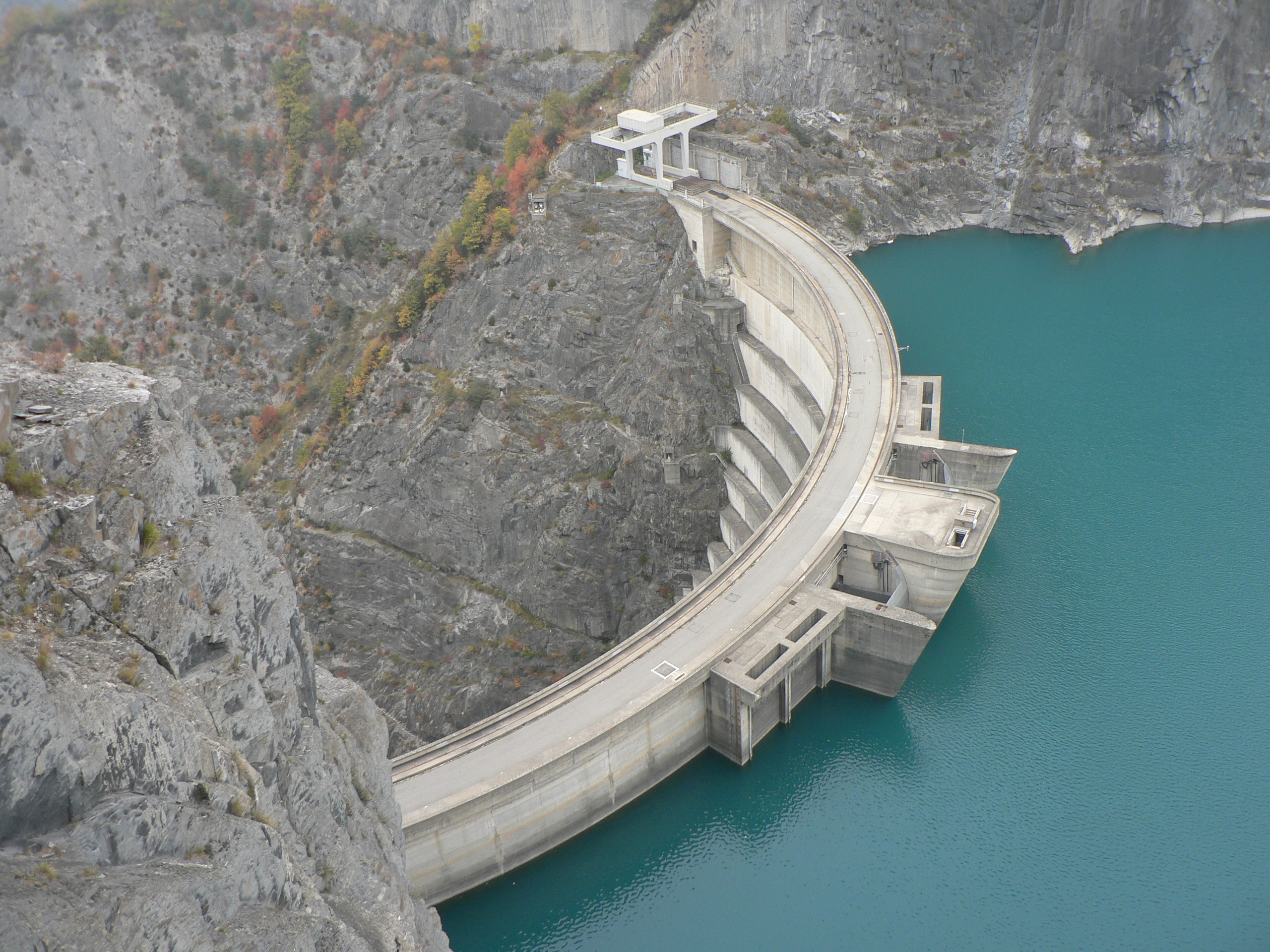
Barrage de Monteynard-Avignonet en 2007.

| Nom                    | Puissance (MW) | Production moyenne (GWh/an) | Mise en service | Volume de la retenue (hm3)          | Hauteur de chute (m) |
| Le Sautet              | 75             | 175                         | 1935            | 108                                 | 94                   |
| Cordéac                | 67             | 186                         | 1946            |                                     | 92                   |
| Cognet                 | 100            | 295                         | 1957            | 28 (barrage de St Pierre de Méaroz) | 90                   |
| Monteynard-Avignonet   | 360            | 495                         | 1962            | 275                                 | 127                  |
| St Georges de Commiers | 60             | 265                         | 1964            | 34                                  | 82                   |

#### Durance-Verdon
L'aménagement hydroélectrique Durance-Verdon a été décidé en 1955 par une loi qui confiait trois missions à EDF : produire de l’électricité, assurer l'irrigation des cultures et l'alimentation en eau potable des villes et enfin réguler les crues parfois dévastatrices de la Durance et du Verdon. La réalisation complète de cet aménagement prit plus de trente ans et fut achevée en 1992. Il comprenait la construction de 23 barrages et prises d’eau, du canal EDF de la Durance, alimentant 33 centrales hydroélectriques d'une puissance totale de 2 000 MW, et de plusieurs stations de commande. Il produit 6 à 7 milliards de kWh par an (10 % de la production hydroélectrique française) ; les barrages réservoirs fournissent de l’eau potable à toute la région, et irriguent toute la Provence (un tiers de l’irrigation française) ; les lacs sont une attraction touristique ; les crues faibles et moyennes sont parfaitement contrôlées, seules les crues très importantes subsistent.

Aménagement hydroélectrique Durance-Verdon
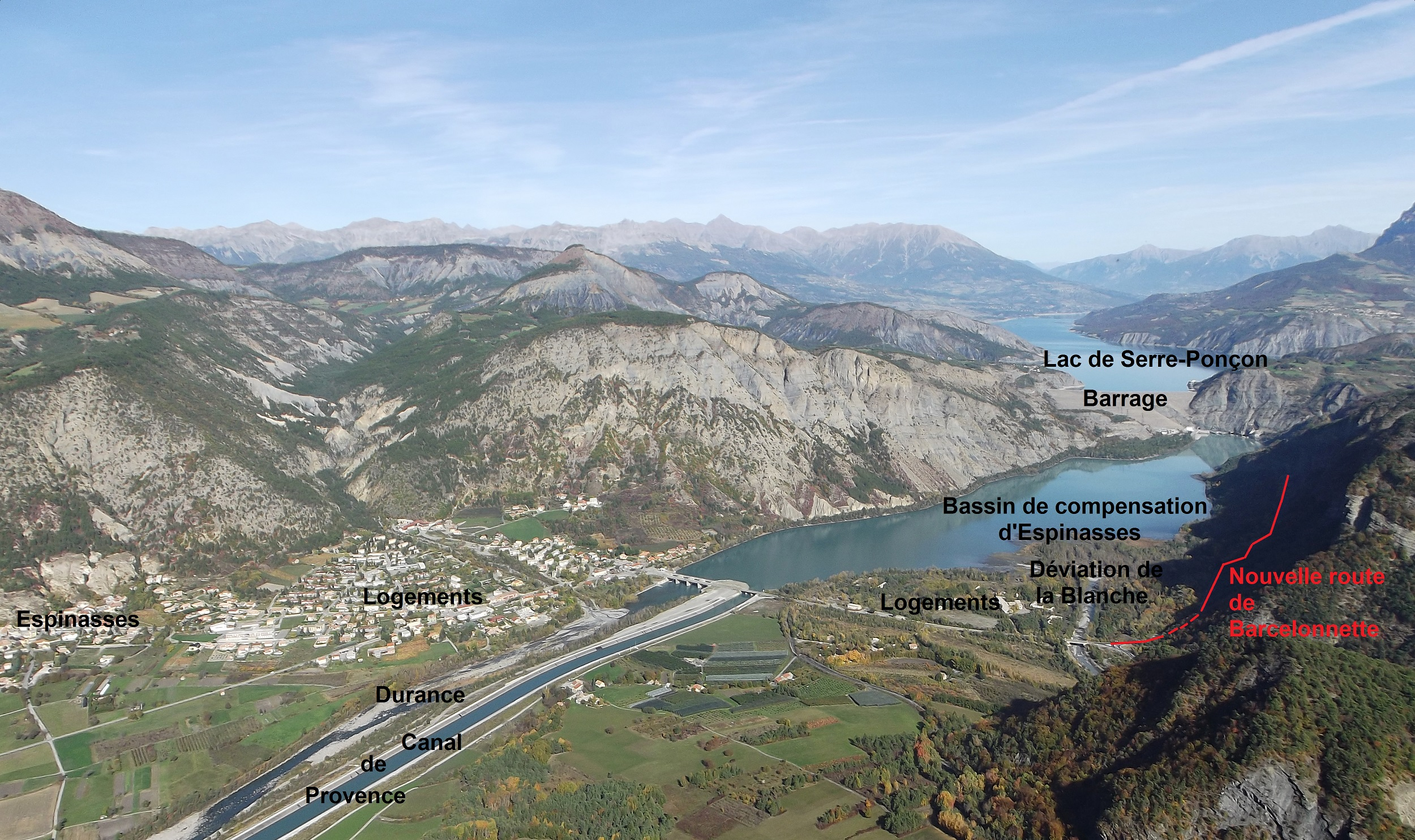
Organisation du barrage de Serre-Ponçon, 2013.
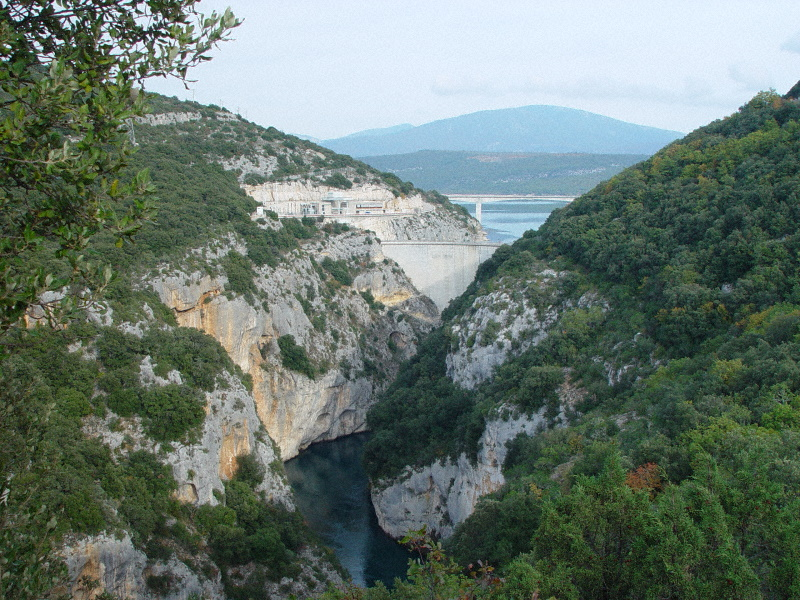
Barrage de Sainte-Croix en 2006.
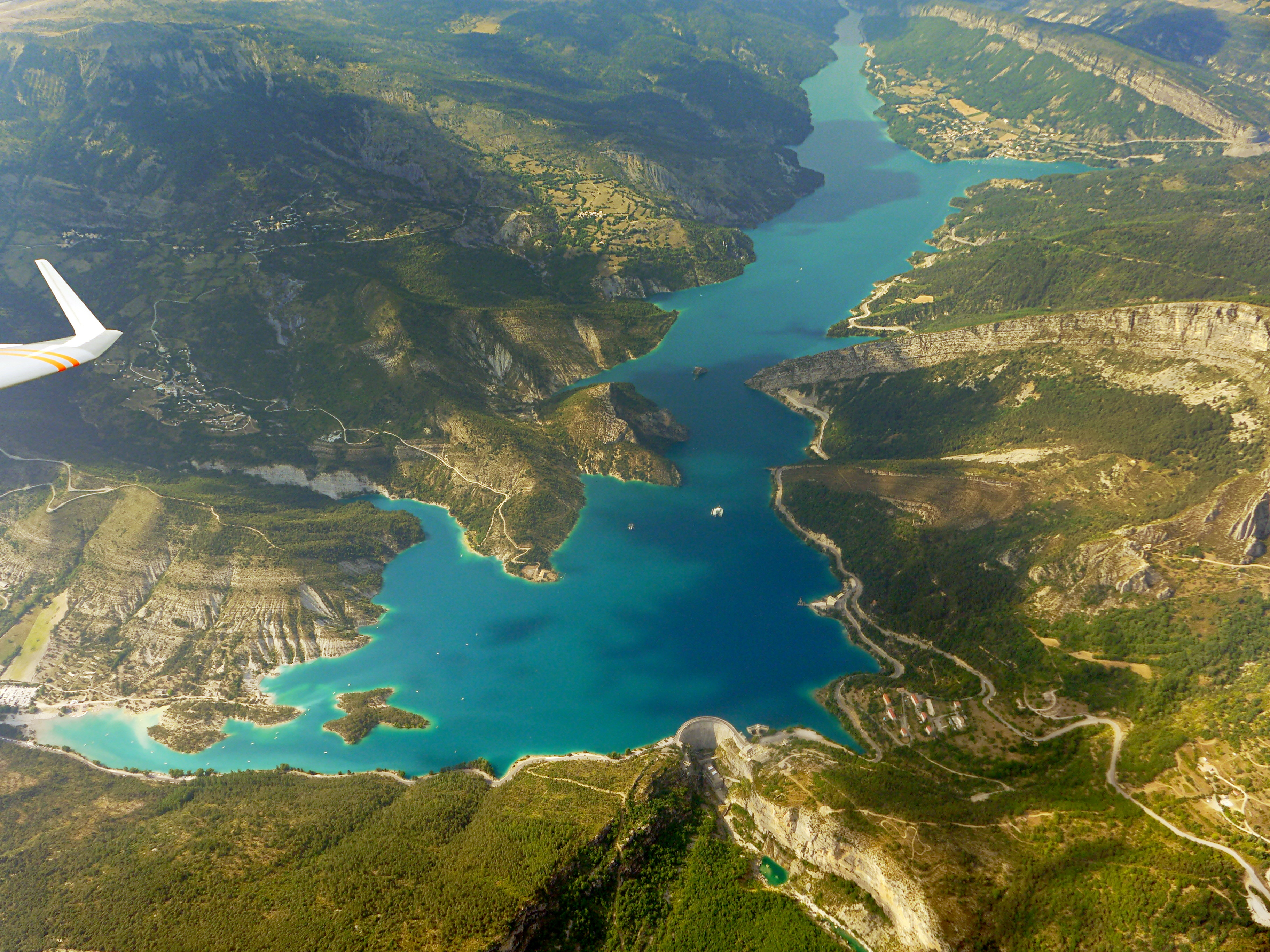
Barrage de Castillon, en 2015.
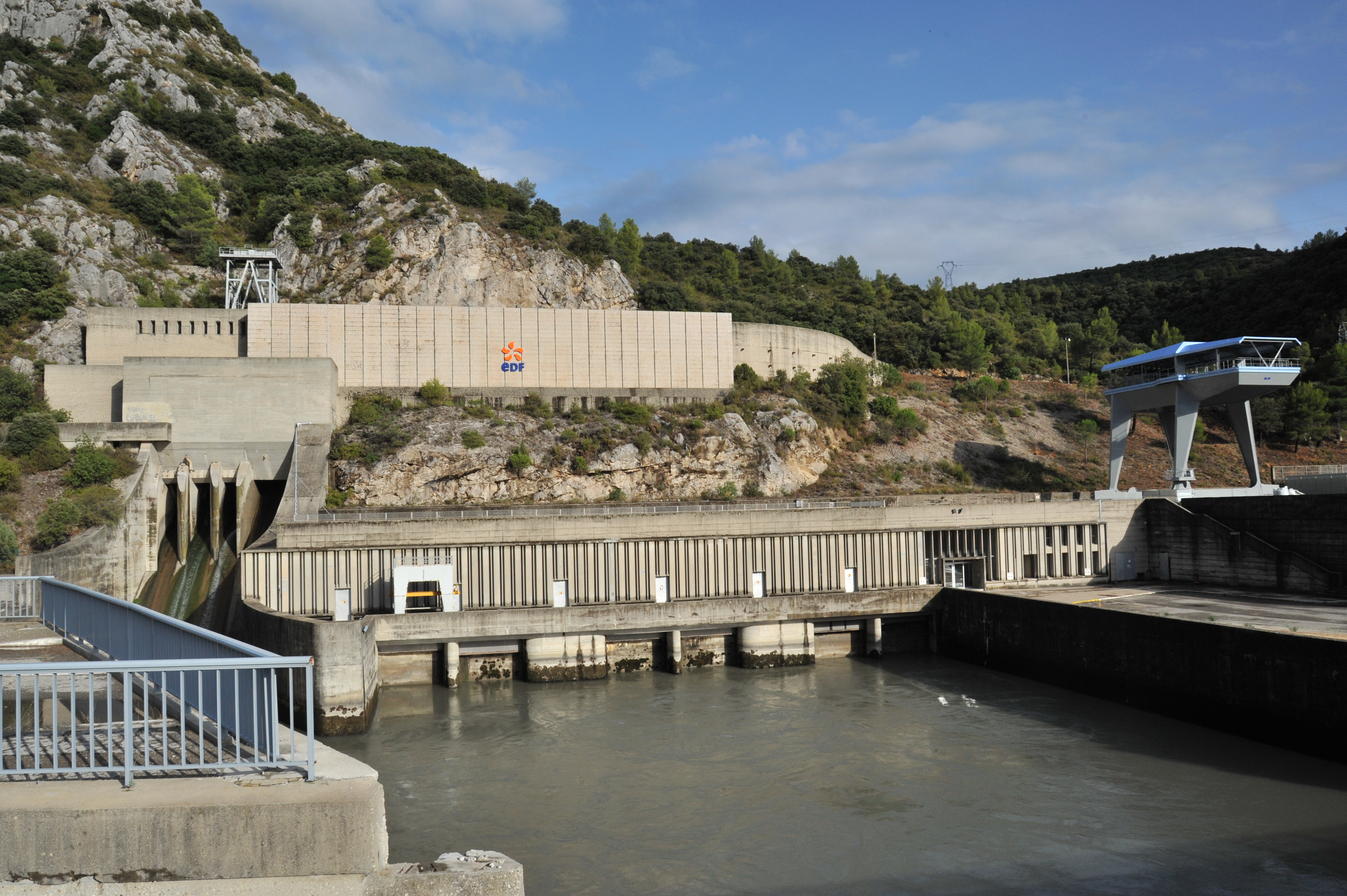
Centrale de Jouques en 2012.
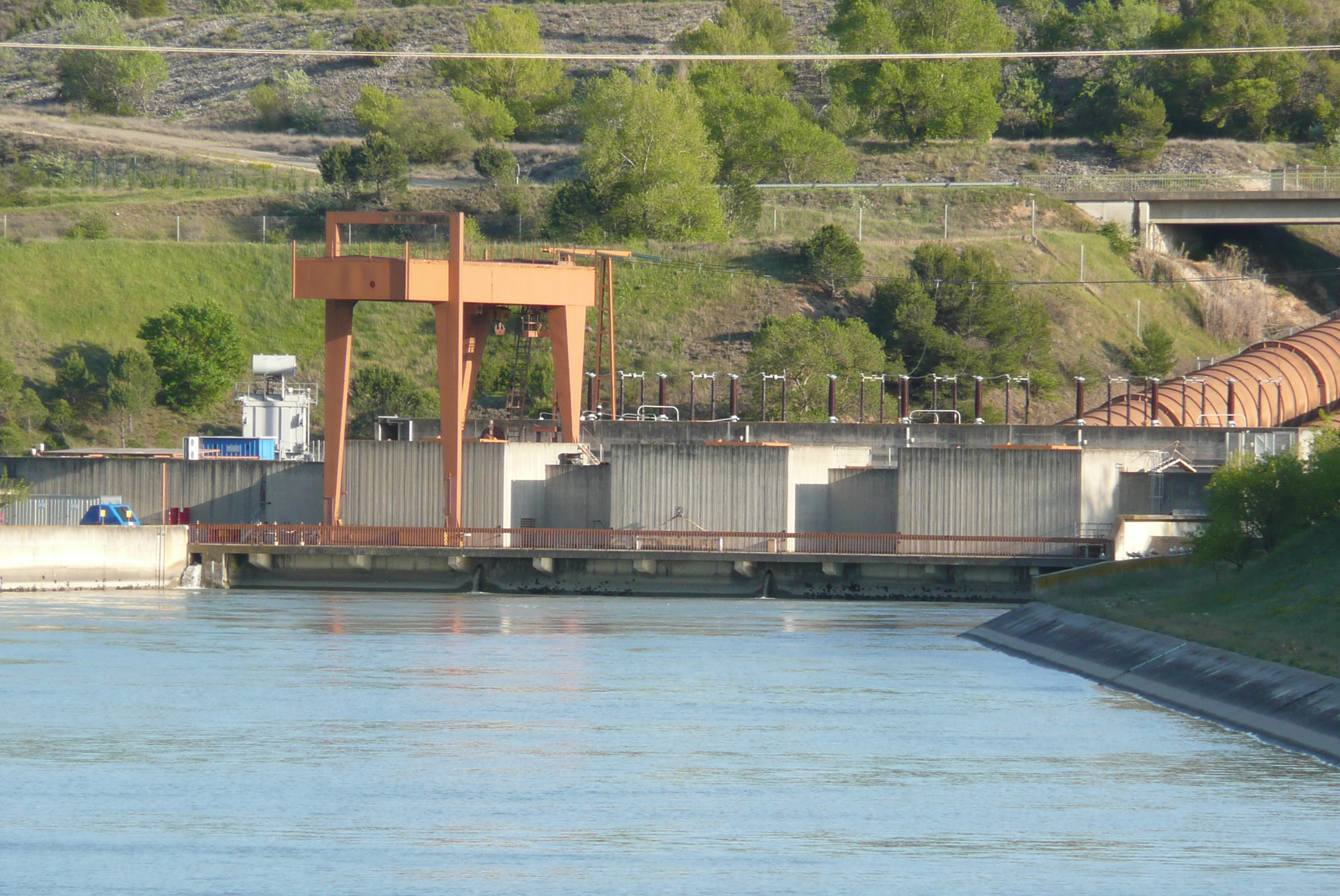
Centrale de Mallemort en 2008.
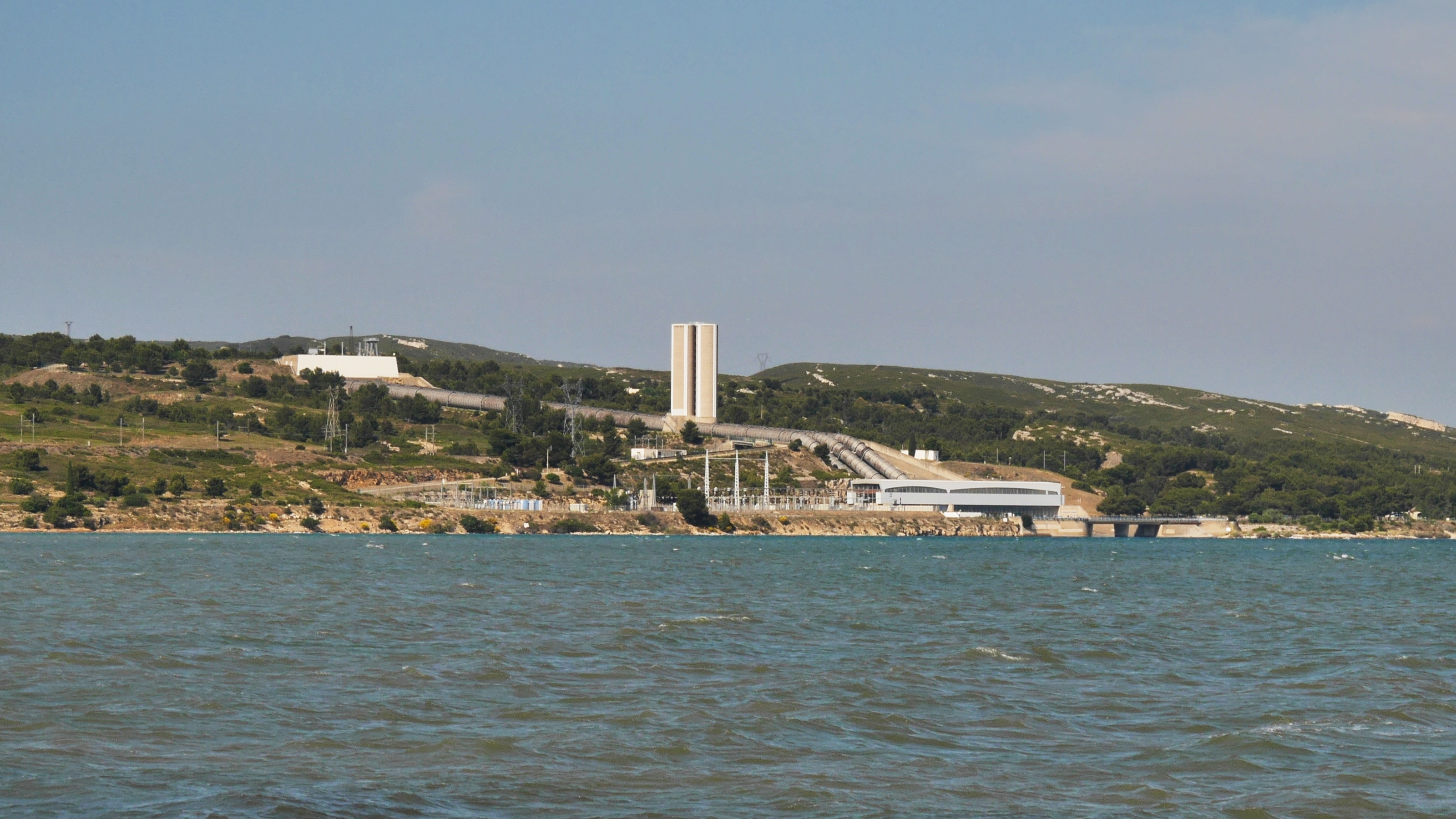
Centrale hydroélectrique de Saint-Chamas en 2016.
- Centrale hydroélectrique de Sainte-Tulle.

| Nom                     | Puissance (MW) | Productible (GWh) | Département             | Mise en service | Volume de la retenue (Mm3) | Hauteur de chute (m) |
| Barrage de Serre-Ponçon | 380            | 700               | Hautes-Alpes            | 1960            | 1 272                      | 128                  |
| Barrage de Castillon    | 60             | 77                | Alpes-de-Haute-Provence | 1948            | 149                        |                      |
| Sisteron-Météline       | 256            | 760               | Alpes-de-Haute-Provence | 1975            | 6,2                        | 114,3                |
| Salignac                | 88             | 250               | Alpes-de-Haute-Provence | 1976            |                            | 29,5                 |
| Barrage de Sainte-Croix | 158            | 170               | Alpes-de-Haute-Provence | 1974            | 761                        | 83                   |
| Curbans                 | 165            | 450               | Alpes-de-Haute-Provence | 1966            | 8 (barrage d'Espinasses)   | 83                   |
| Sainte-Tulle            | 97             | 350               | Alpes-de-Haute-Provence | 1922-1965       |                            | 37                   |
| Jouques                 | 78             | 365               | Bouches-du-Rhône        | 1959            |                            | 32,6                 |
| Saint-Estève-Janson     | 156            | 720               | Bouches-du-Rhône        | 1963            |                            | 64                   |
| Mallemort               | 102,6          | 450               | Bouches-du-Rhône        | 1972            |                            | 44                   |
| Salon-de-Provence       | 102            | 360               | Bouches-du-Rhône        | 1965            |                            | 44,5                 |
| Saint-Chamas            | 165            | 610               | Bouches-du-Rhône        | 1965            |                            | 72                   |

#### Alpes-Maritimes

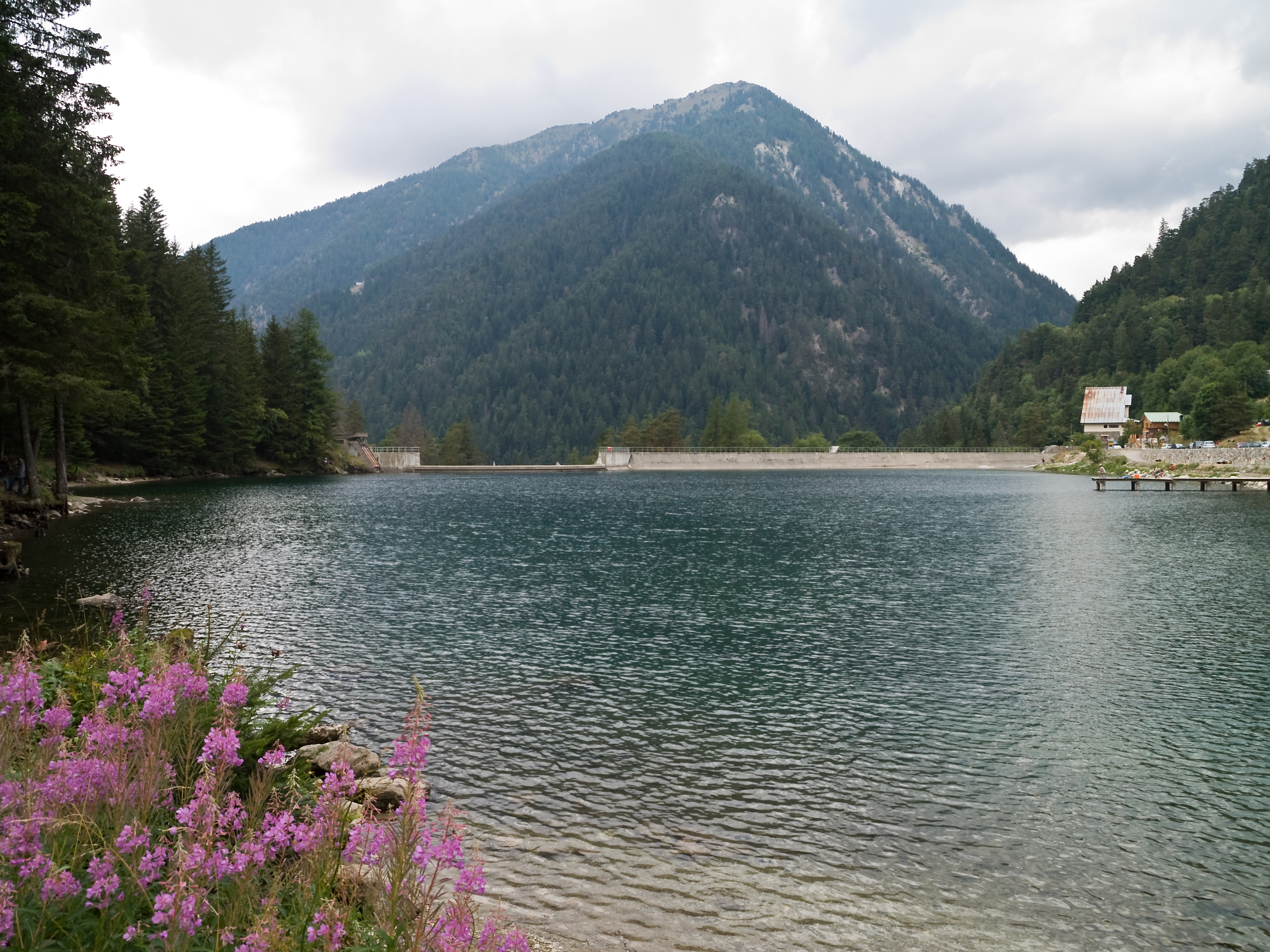
Le lac du Boréon et son barrage, près de Saint-Martin-Vésubie, 2009.

La plupart des aménagements des Alpes-Maritimes sont de taille modeste ; ils totalisent 320 MW et un productible de 1 000 GWh/an.
La vallée de la Roya comprend quatre barrages et cinq centrales, dont celle de St-Dalmas de Tende (46 MW ; 123 GWh/an ; hauteur de chute : 720 m), mise en service en 1914.
La vallée de la Tinée comprend trois centrales totalisant 106 MW et 541 GWh/an : Valabres, Bancairon (50 MW ; 250 GWh/an ; hauteur de chute : 315 m) et Courbaisse.
La vallée de la Vésubie comprend cinq barrages et quatre centrales, dont celle de St-Martin-Vésubie (52 MW ; 170 GWh/an ; hauteur de chute : 730 m), alimentée par le barrage du Boréon.

### Massif central

#### Truyère
L'aménagement de la Truyère comprend sept barrages et produit en moyenne 1 706 GWh/an :

Aménagement de la Truyère
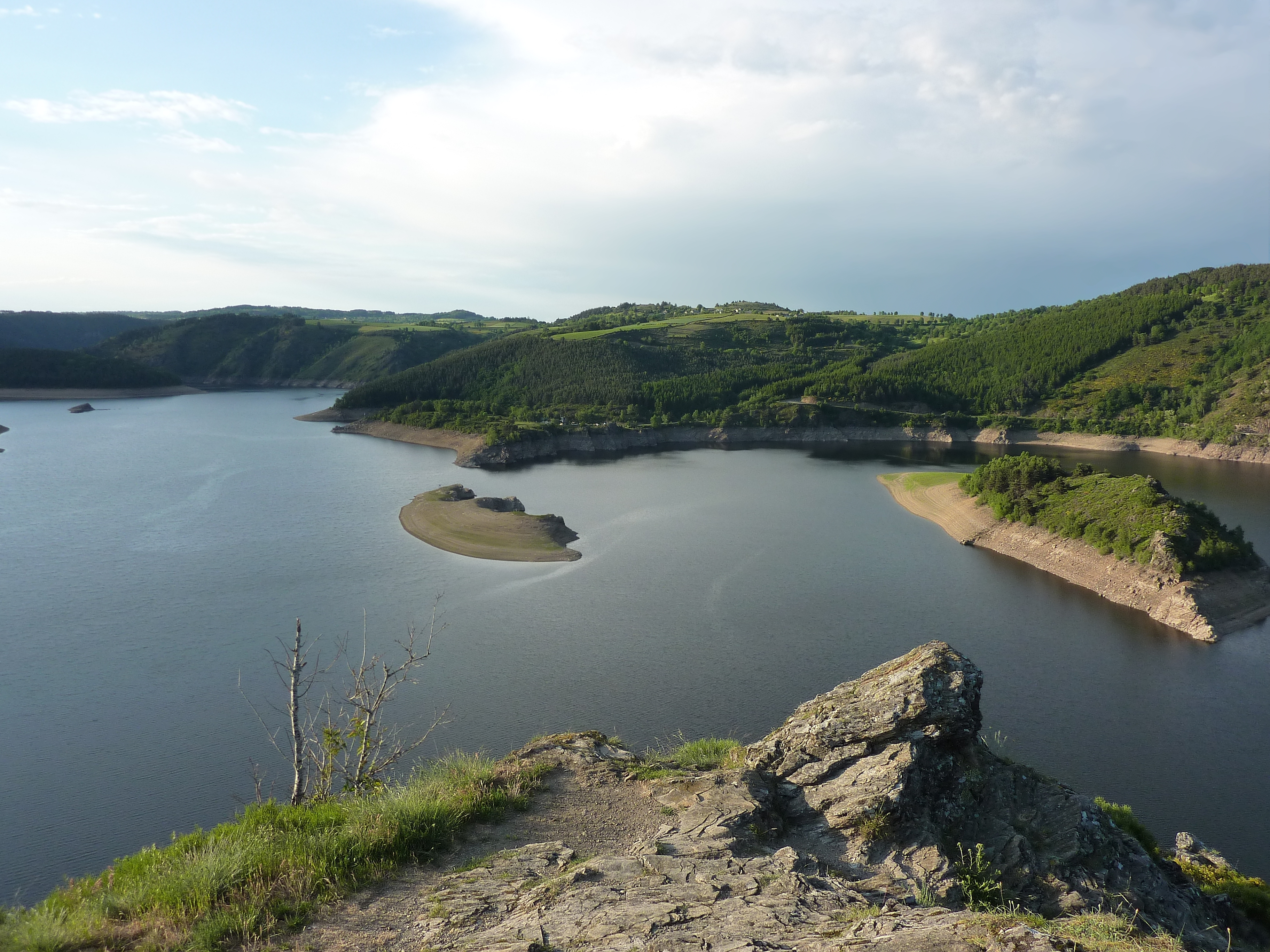
Retenue du barrage de Grandval en 2011.
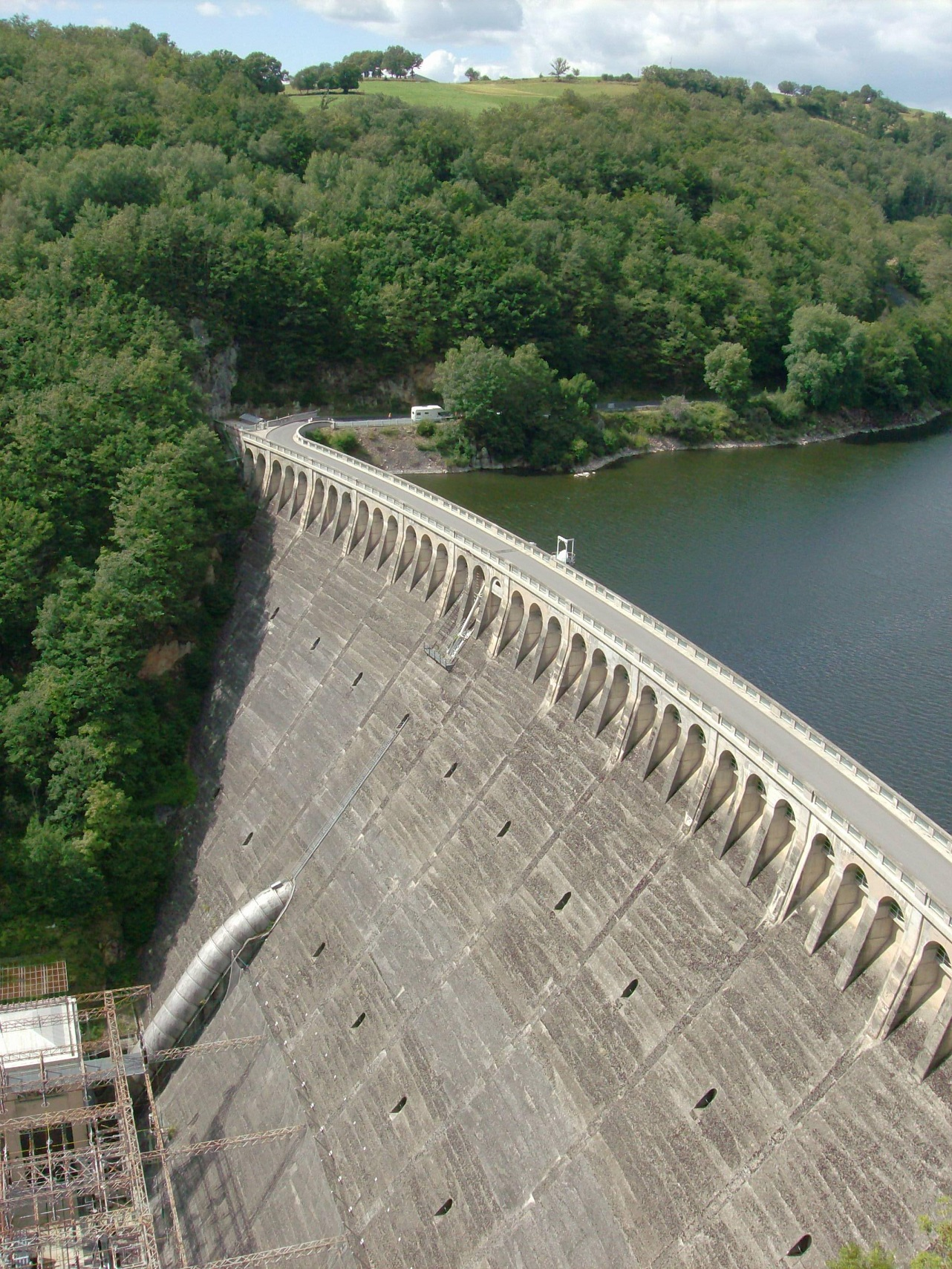
Barrage de Sarrans sur la Truyère en 2007.
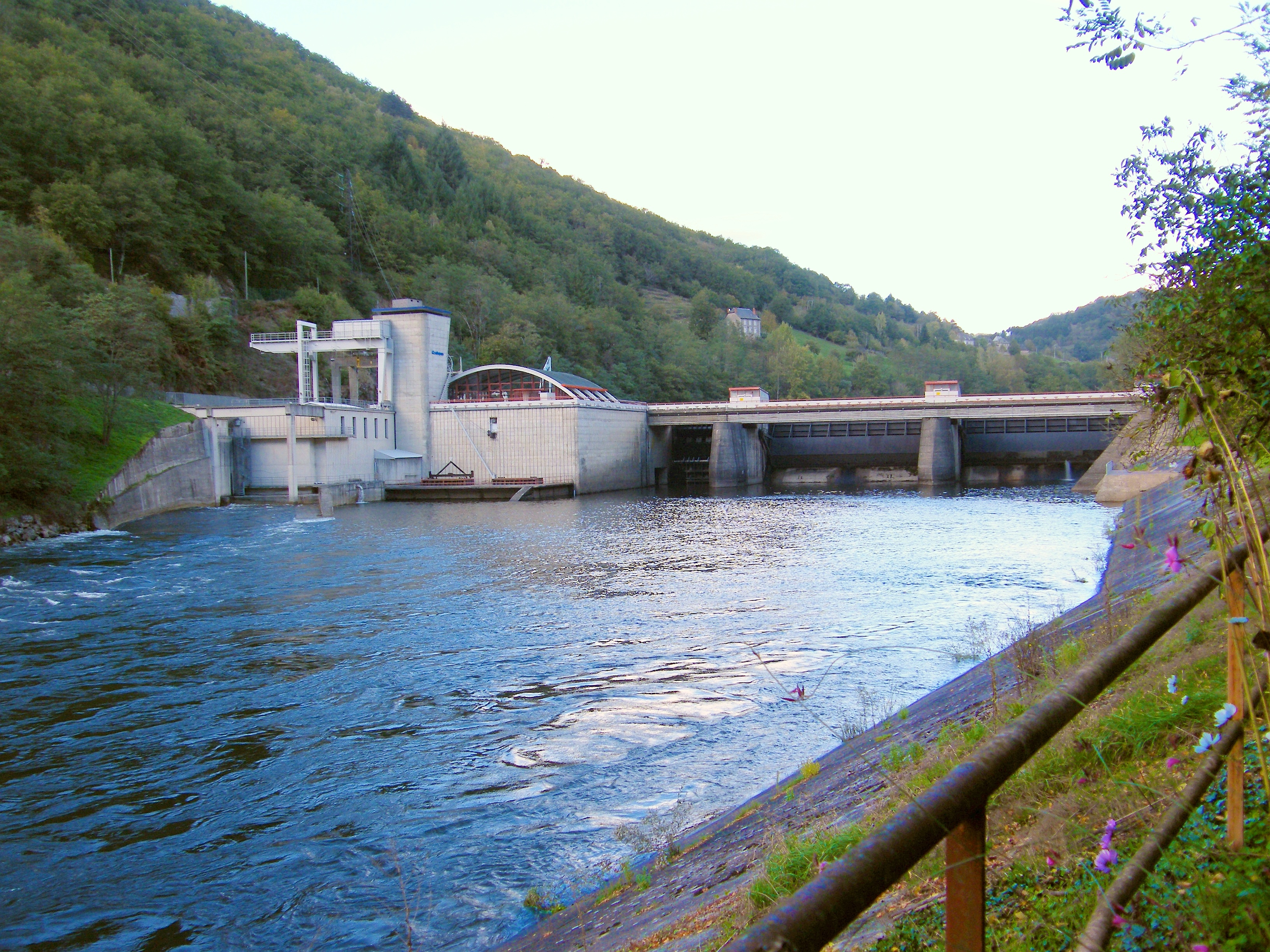
Barrage de Cambeyrac en 2010.

| Nom       | Puissance (MW) | Production moyenne (GWh/an) | Mise en service | Volume de la retenue (hm3) | Hauteur de chute (m) |
| Grandval  | 64             | 144                         | 1959            | 270                        | 73                   |
| Sarrans   | 180            | 270                         | 1934            | 300                        | 85                   |
| Brommat   | 444            | 800                         | 1933 ; 1974     | 8                          | 260                  |
| Montézic  | 910            | Pompage-turb.               | 1982            | 32,5                       | 423                  |
| Couesques | 124            | 280                         | 1950            | 56                         | 65                   |
| Cambeyrac | 36             | 33,5                        | 1950            | 2,74                       | 11                   |

#### Dordogne
L'aménagement de la Dordogne comprend dix barrages qui stockent 950 Mm3 et produisent 2 000 GWh/an pour la seule vallée de la Dordogne, 3 000 GWh/an avec les aménagements des affluents (Maronne, Rhue, Cère, Vézère, etc.) :

Aménagement de la Dordogne
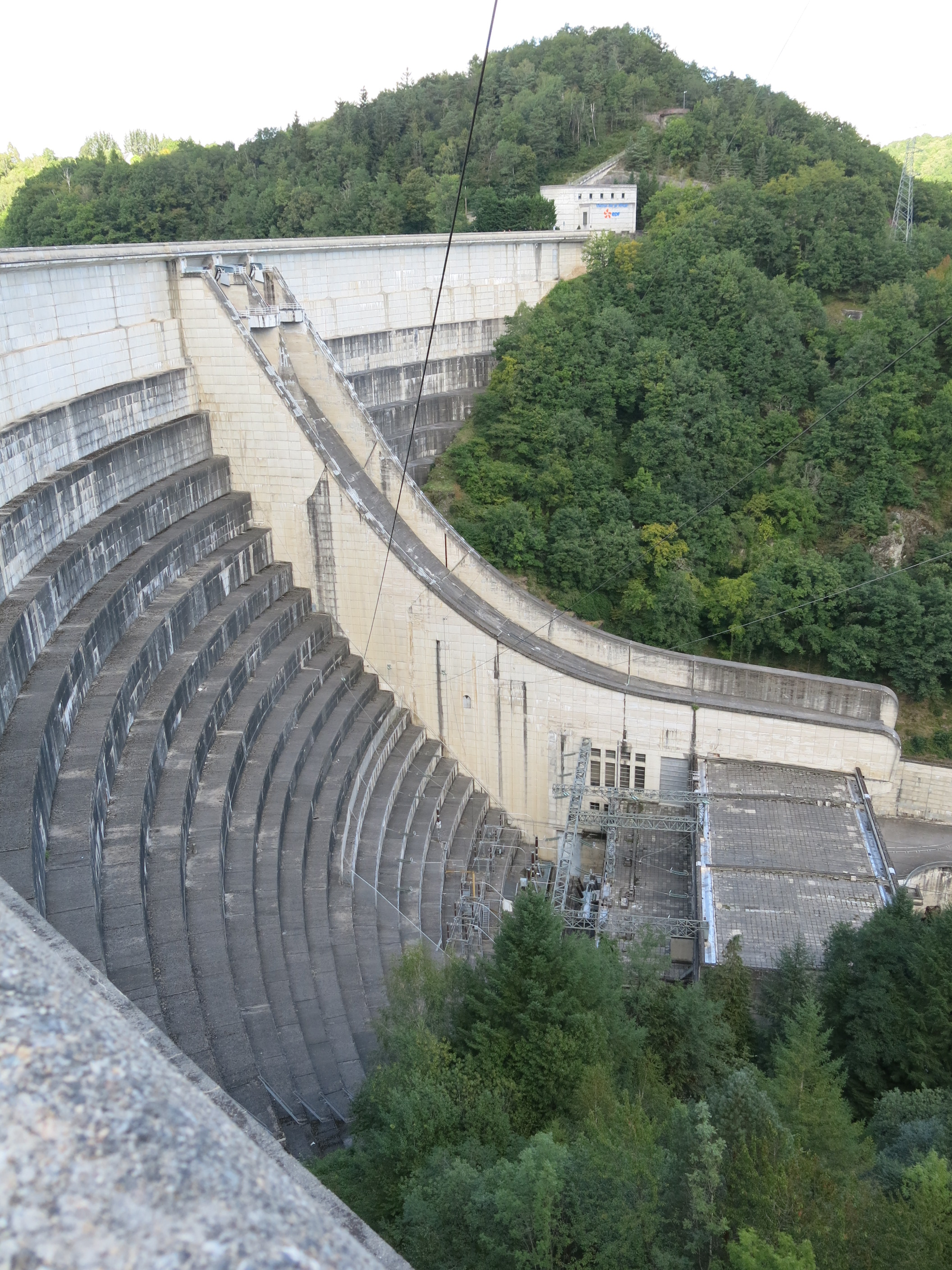
Barrage de Bort-les-Orgues en 2014.
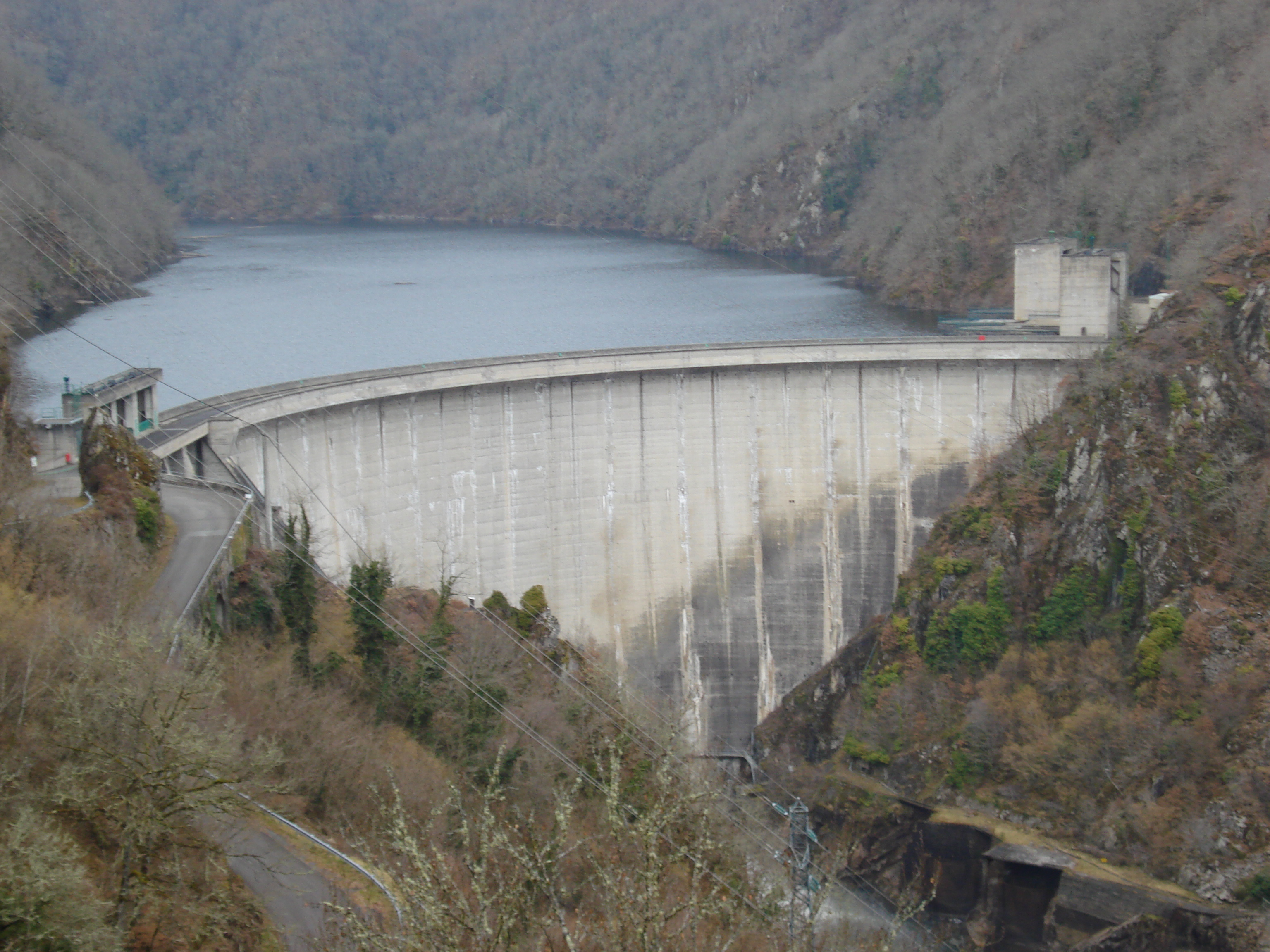
Barrage de Marèges en 2009.
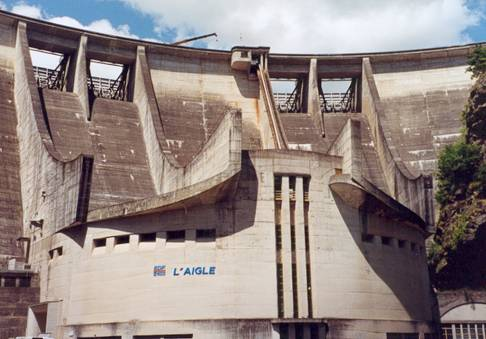
Barrage de l'Aigle en 2006.

| Nom                    | Rivière  | Puissance (MW) | Production moyenne (GWh/an) | Mise en service | Volume de la retenue (hm3) | Hauteur de chute (m) |
| Bort-les-Orgues        | Dordogne | 230            | 400                         | 1952            | 477                        | 115                  |
| Coindre                | Rhue     | 46,5           | 120                         | 1927            | 4                          | 125                  |
| Marèges                | Dordogne | 272            | 330                         | 1935 ; 1982     | 47                         | 82                   |
| L'Aigle                | Dordogne | 349            | 500                         | 1946            | 220                        | 80                   |
| Chastang               | Dordogne | 300            | 590                         | 1951            | 187                        | 85                   |
| Saint-Étienne-Cantalès | Cère     | 105            | 87                          | 1947            | 133                        | 63                   |
| Laval-de-Cère          | Cère     | 132            | 228                         |                 |                            |                      |
| Val Beneyte            | la Diège | 30             | 80                          | 1927            | 7,5                        | 130                  |

Les centrales de Marèges et de Coindre sont exploitées par la SHEM, les autres par EDF.

#### Tarn / Aveyron
Dans l'Aveyron, le complexe hydroélectrique EDF du Pouget comprend huit barrages sur cinq cours d'eau, dont le barrage de Pont-de-Salars sur le Viaur, le barrage de Pareloup sur le Vioulou, le barrage de Villefranche-de-Panat sur l'Alrance, le barrage de Saint-Amans et les barrages de Pinet et du Pouget sur le Tarn, et cinq centrales, dont la centrale du Pouget mise en service en 1952 sur le Tarn et suréquipée en 1983 (377 MW, 345 GWh/an, plus un groupe réversible de 35 MW pour le pompage-turbinage vers le lac de Saint-Amans).

Aménagement de Villefranche-de-Panat-Le Pouget
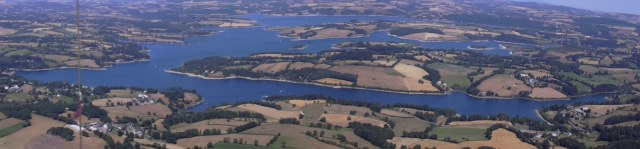
Lac de Pareloup en 2003.
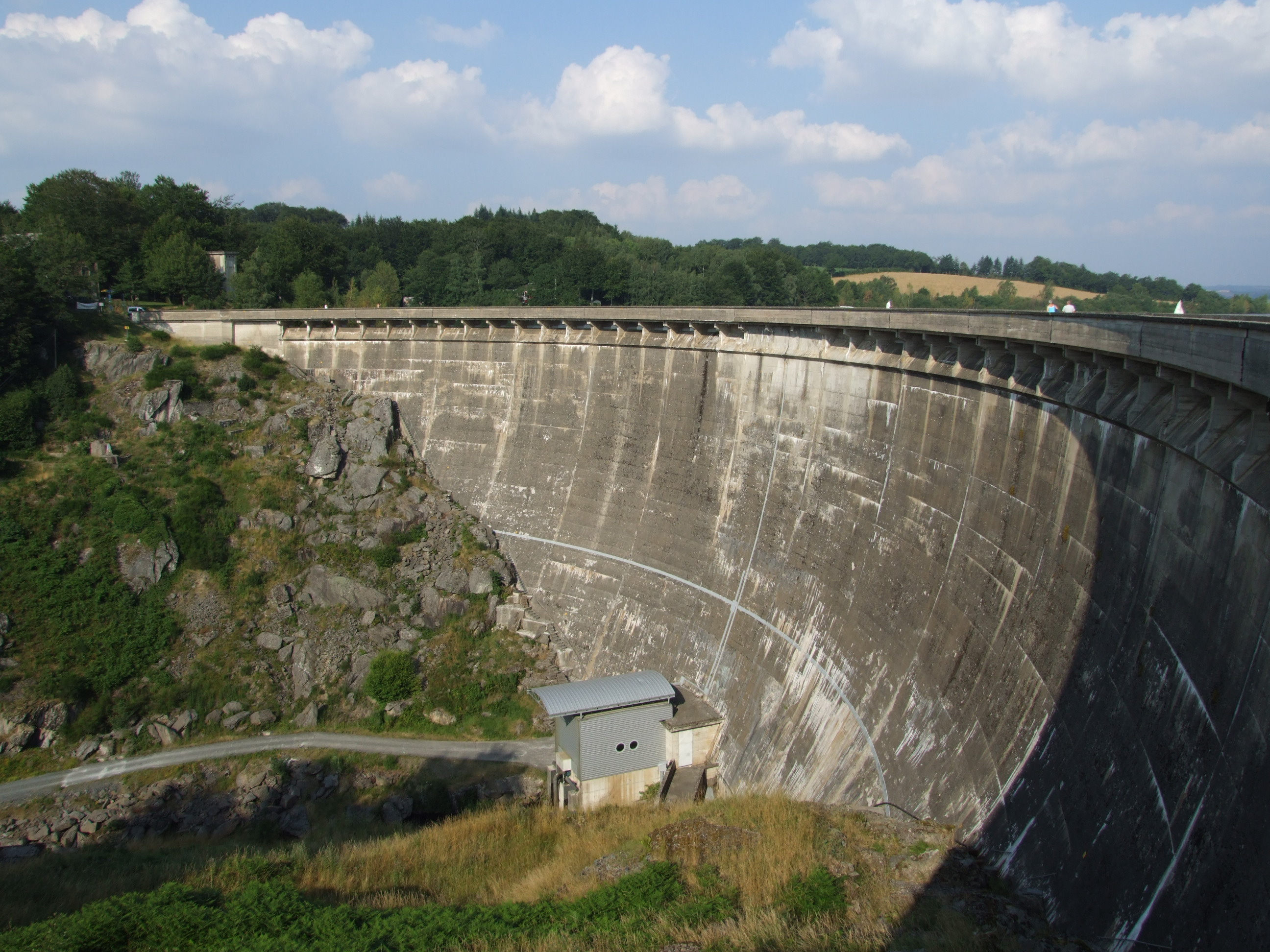
Barrage de Pareloup en 2007.
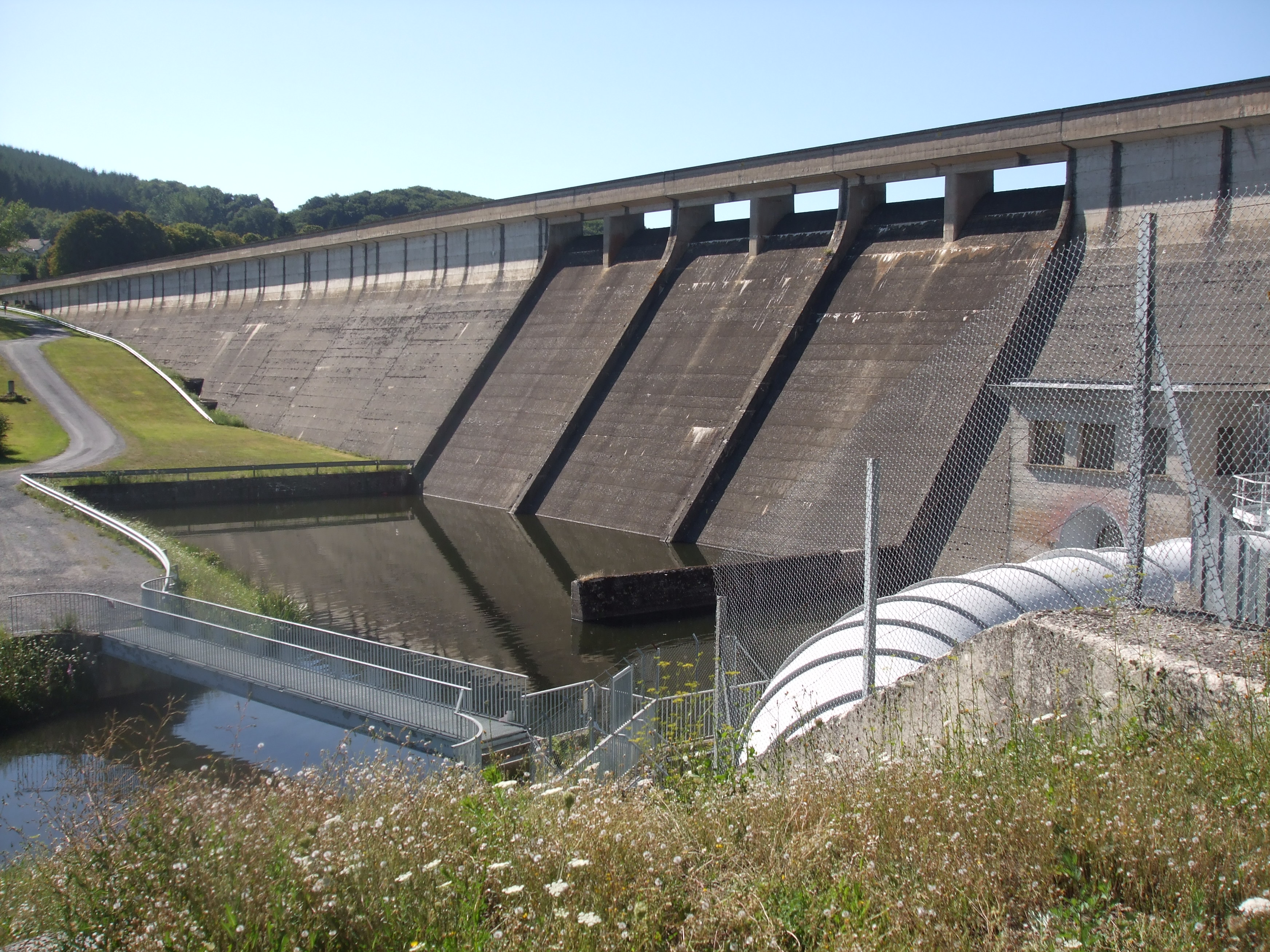
Barrage de Villefranche-de-Panat en 2013.
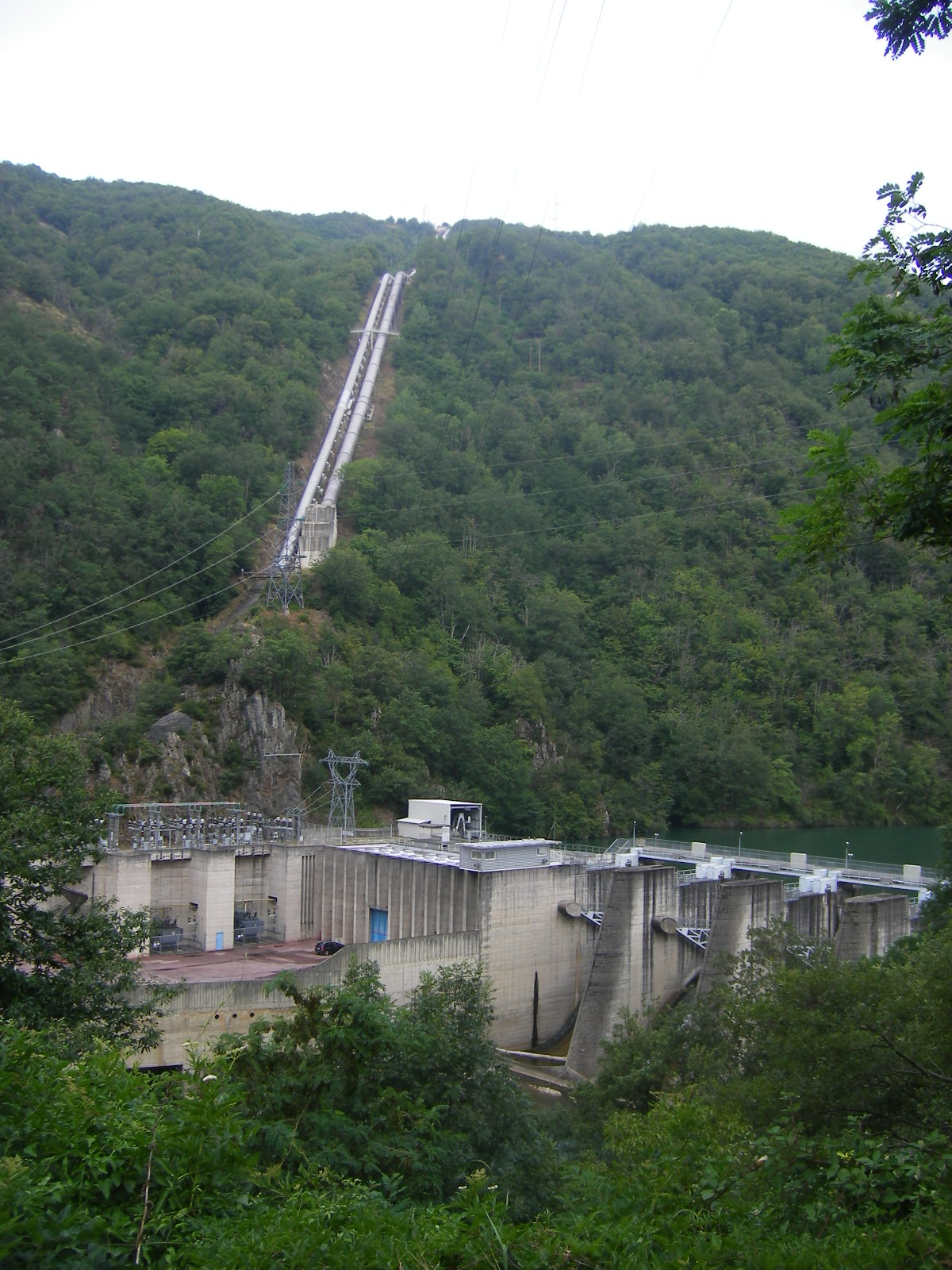
Barrage et centrale du Pouget en 2007.

#### Loire
Le bassin de la Loire n'a que des aménagements modestes, à l'exception de la centrale de Montpezat (140 MW et 279 GWh/an) qui collecte les eaux du lac d'Issarlès, de la Loire (barrage de la Palisse) et d'un affluent (barrage du Gage) pour les turbiner sous une hauteur de chute de 630 m dans la vallée de la Fontaulière, affluent de l'Ardèche.

Aménagements du bassin de la Loire
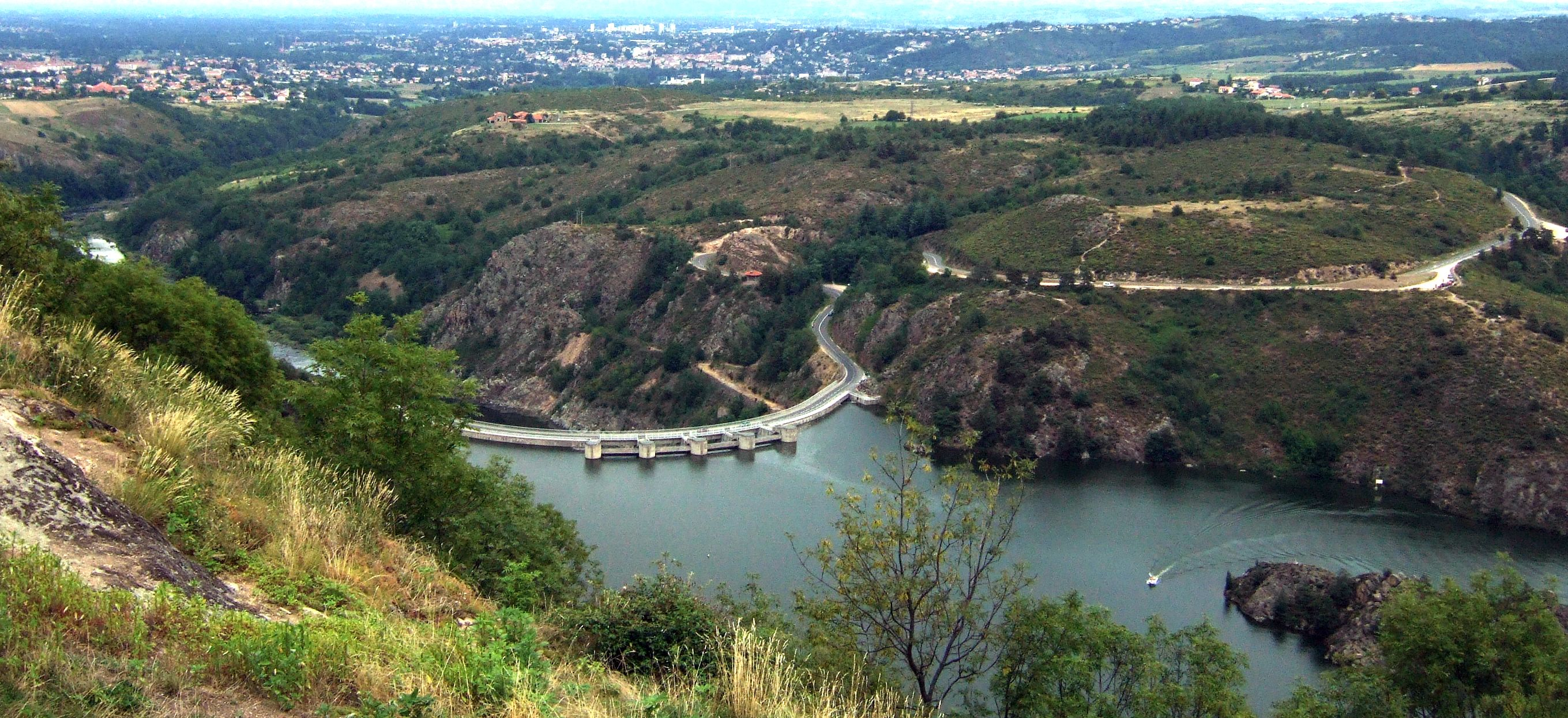
Barrage de Grangent en 2006.
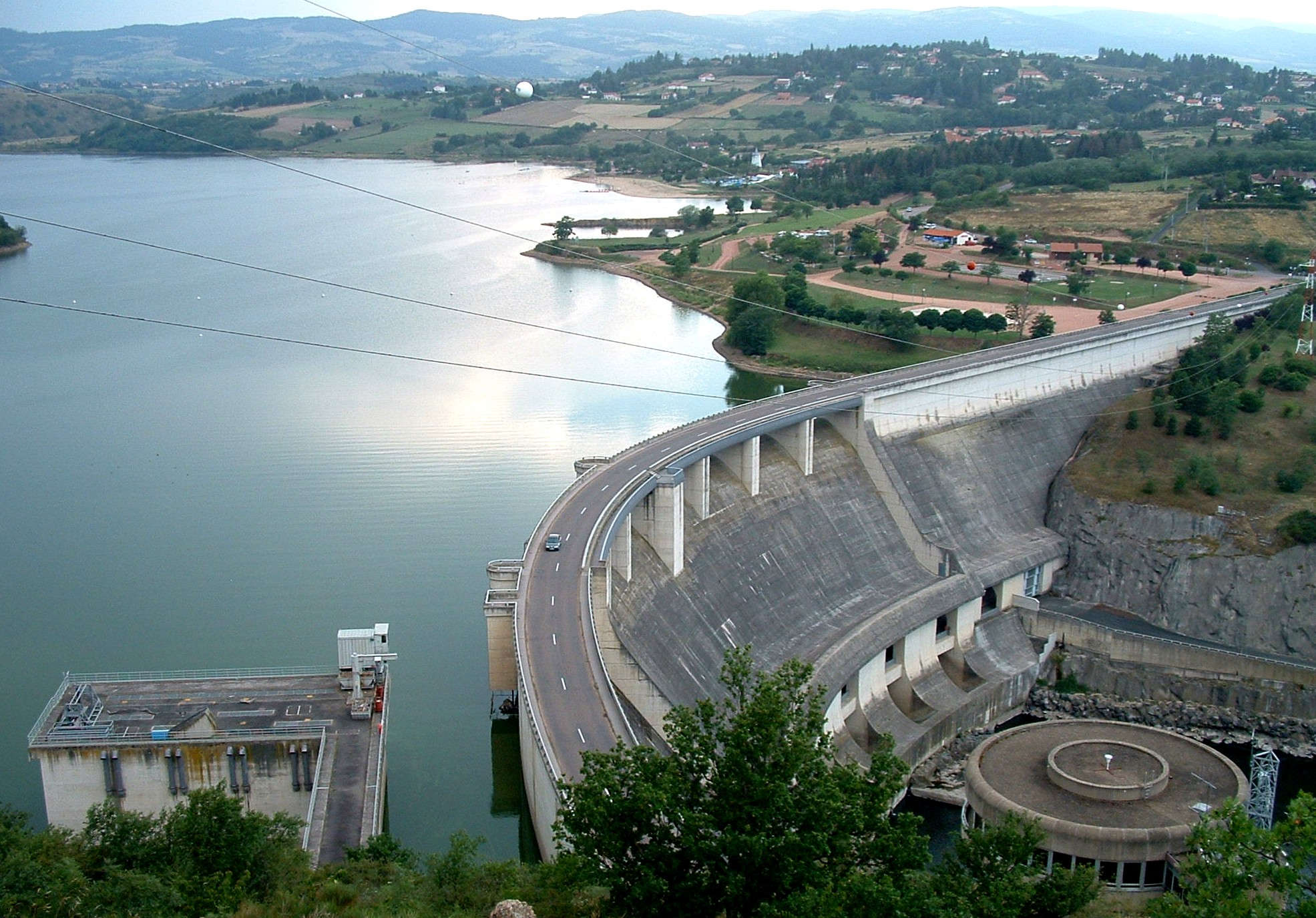
Barrage de Villerest en 2010.
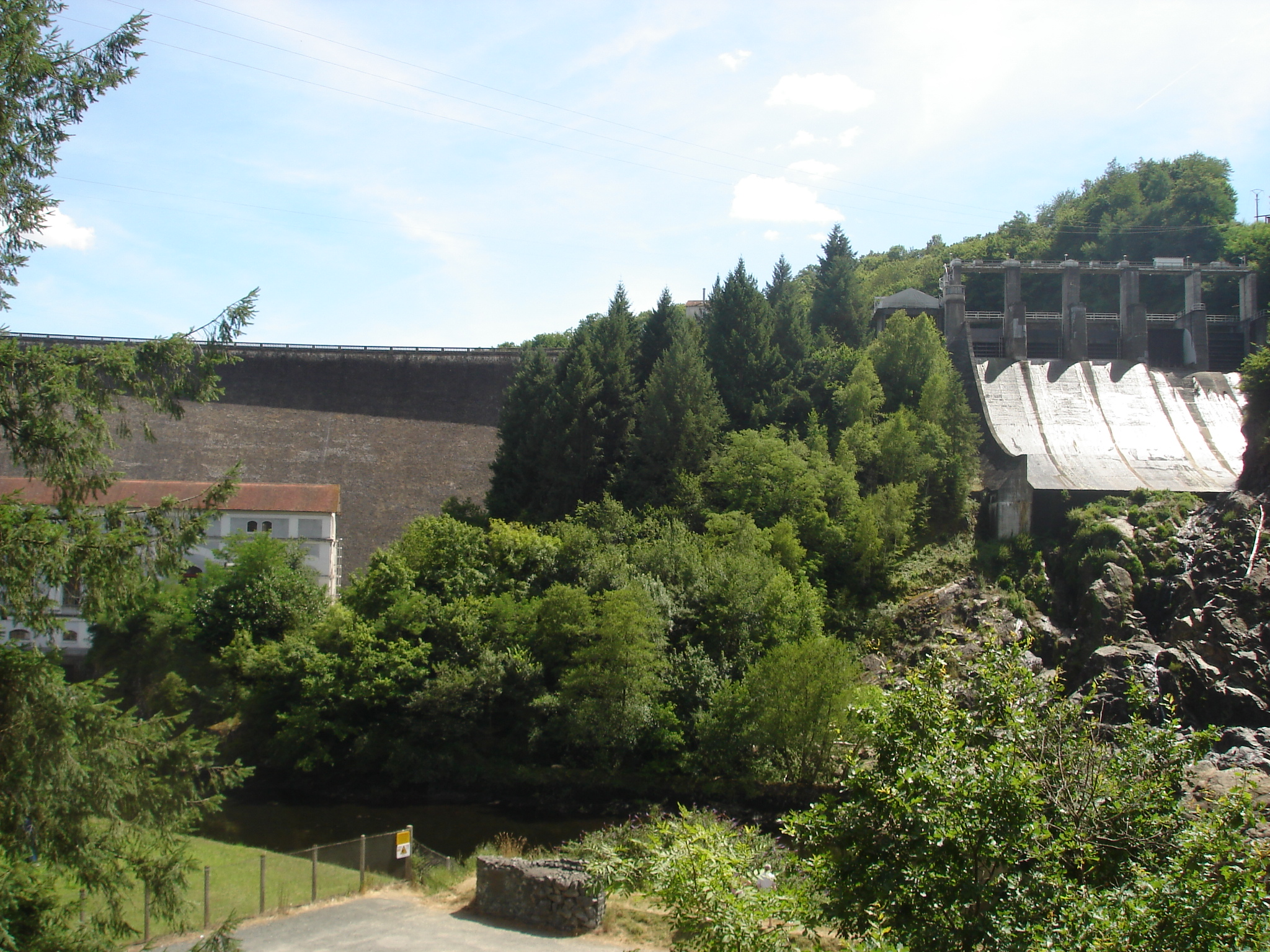
Barrage d'Éguzon (à droite : déversoir), en 2008.
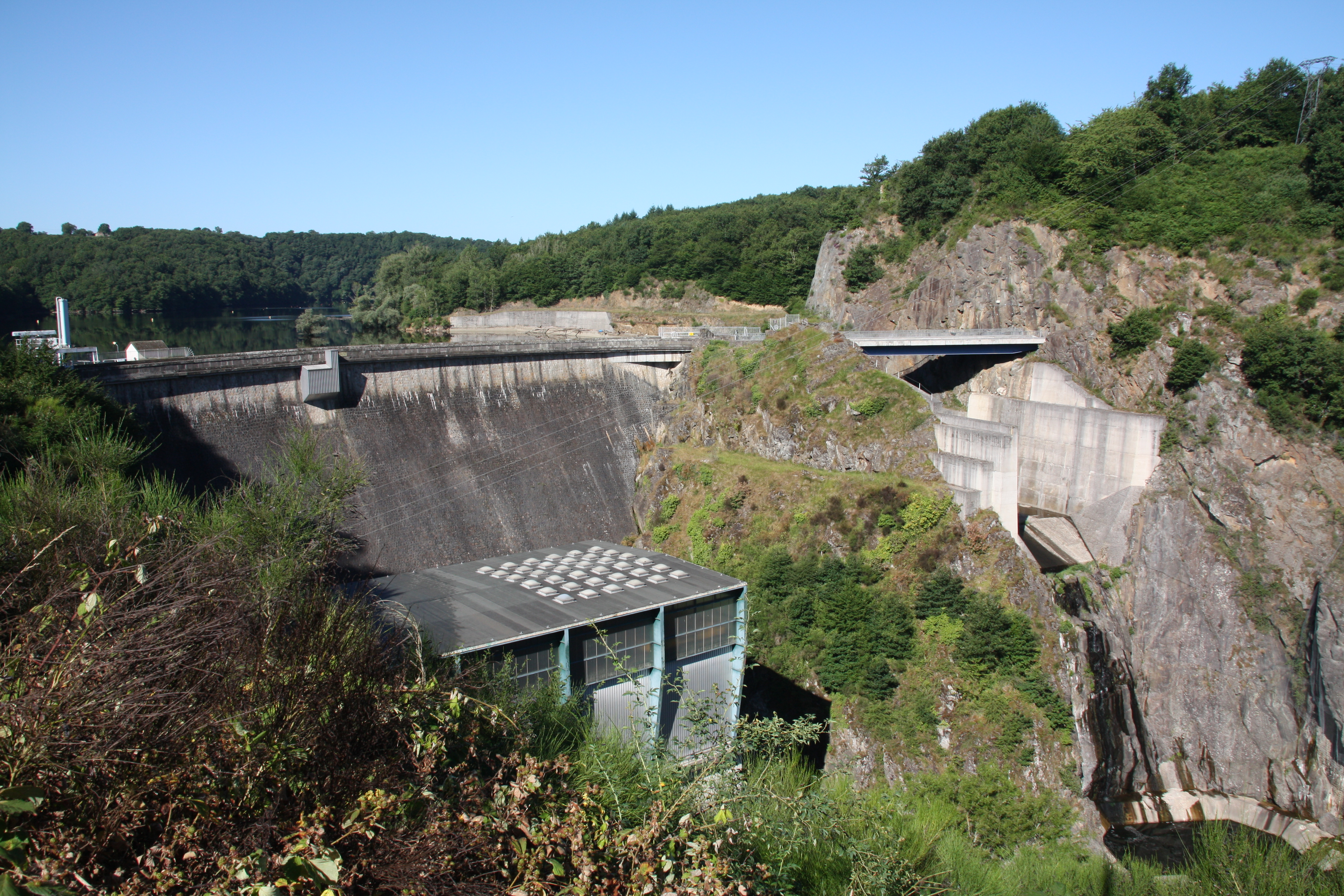
Barrage de Rochebut en 2010.

- Sur la Loire : barrage de Grangent (1957, 57 Mm3, 120 GWh par an)[85], Barrage de Villerest 19 MW, 167 GWh.
- Sur l'Allier : barrage de Naussac, usine hydroélectrique de Monistrol-d’Allier (1927, 33 MW), alimentée par le Barrage de Poutès et ceux de St-Préjet et de Pouzas.
- Sur la Creuse : barrage d'Éguzon (1926, 72 MW, 101 GWh) dans l'Indre[86].
- Sur le Cher : barrage de Rochebut (1909, 45 GWh par an)[87].
- Sur le Lignon : barrage de Lavalette, usine hydroélectrique de Versilhac (1948, 13,6 MW, 34 GWh par an).

### Pyrénées

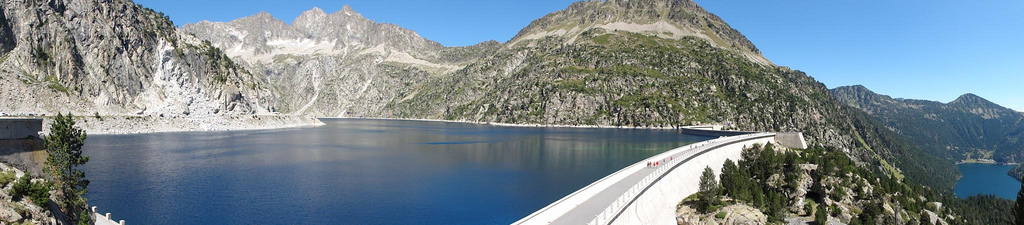
Barrage de Cap-de-Long en 2010.

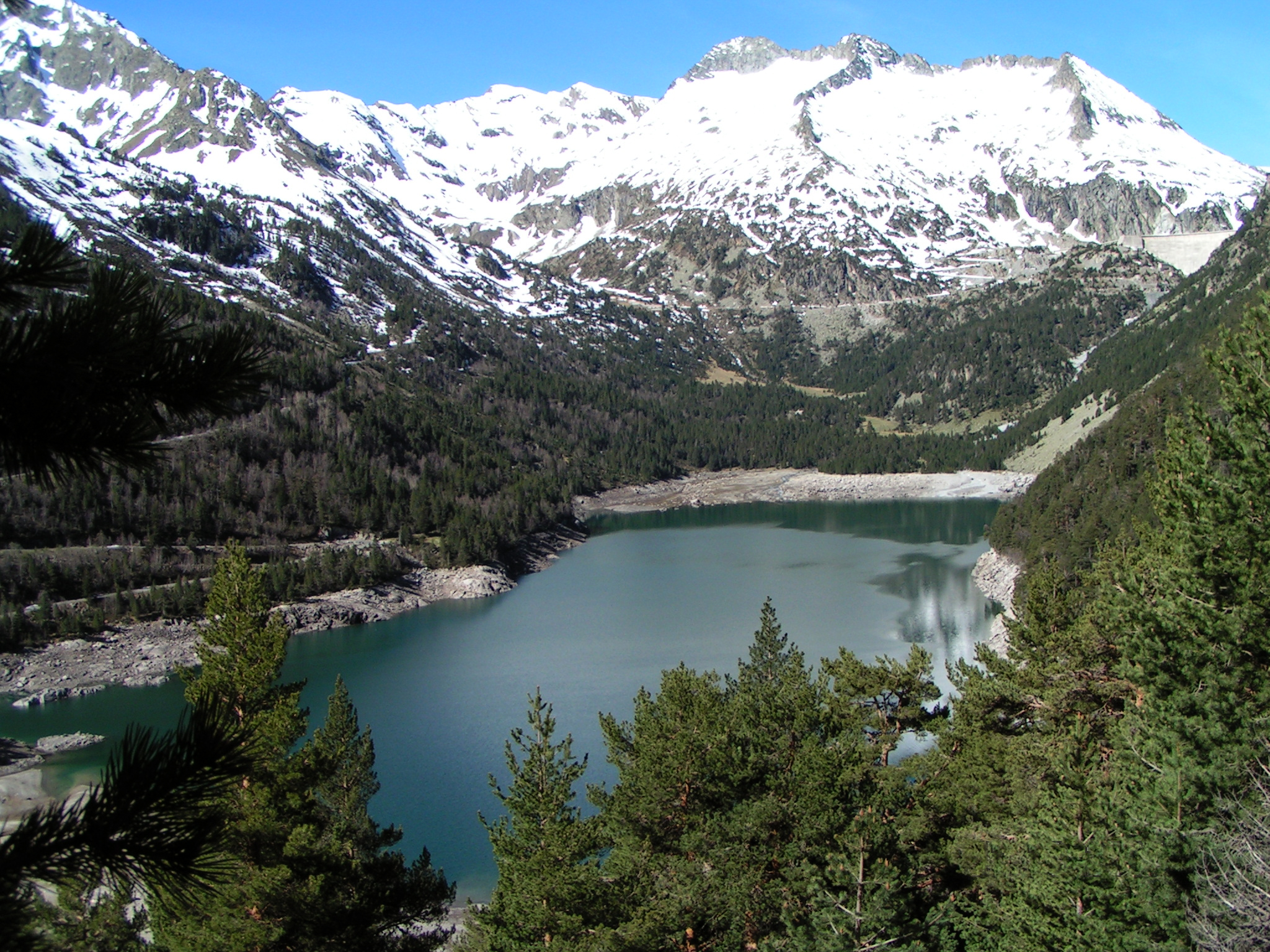
Lac d'Orédon, dans les Pyrénées, en aval du lac de Cap-de-Long.

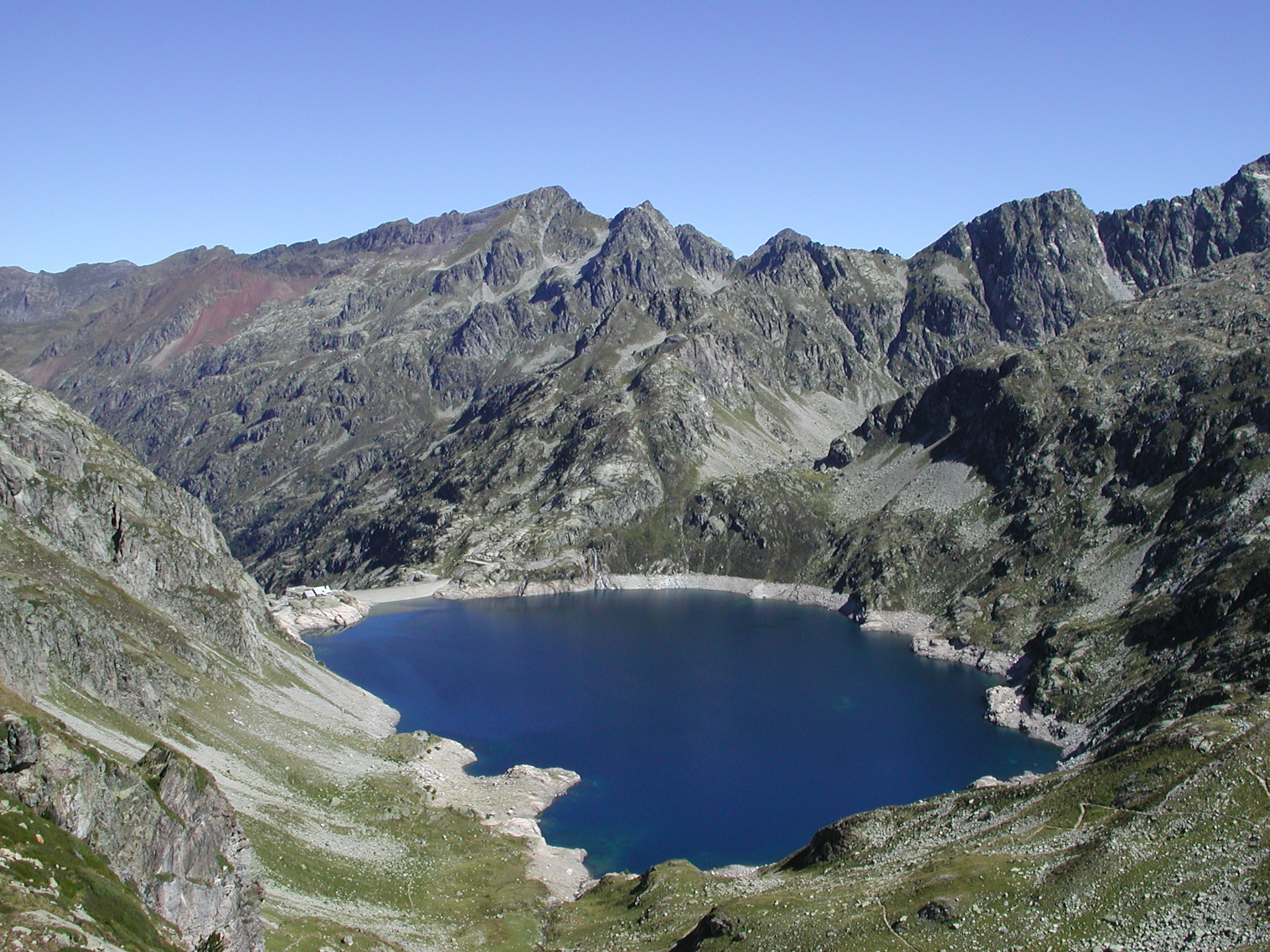
Lac d'Artouste en 2006.

Dans les Pyrénées, des aménagements très complexes ont été réalisés :
Aménagement EDF de Pragnères 185 MW337 GWh/an, le plus complexe et le plus puissant des Pyrénées : les prises d'eau, au nombre d'une trentaine, cueillent l'eau des massifs du Néouvielle, du Vignemale et de l'Ardiden. La centrale hydroélectrique de Pragnères, mise en service en 1953 à Gèdre (Hautes-Pyrénées), dispose d'un réservoir principal (Cap-de-Long, à 2 160 m d'altitude), trois réservoirs annexes (Aumar, Aubert, Escoubous) et un réservoir « journalier » : Ossoue. La capacité de stockage totale des barrages est de 78 Mm3 et le réseau de collecte d'eau comprend 40 km de galeries. Au printemps, à la fonte des neiges, l'eau excède les besoins ; celle provenant de la rive gauche (Gavarnie, Vignemale, Ardiden), après avoir été turbinée à Pragnères, est remontée vers les réservoirs de la rive droite (Aumar et Cap de Long) par la station de pompage équipée de 3 pompes (28 MW) ; une autre station de pompage remonte les eaux du secteur d'Escoubous pendant les heures creuses. En hiver, les eaux stockées dans le réservoir de Cap de Long sont turbinées à Pragnères pendant les heures de pointe, apportant 195 MW au réseau en moins de 3 minutes ; ensuite, elles sont turbinées par les centrales aval de Luz, du Pont de la Reine et de Soulom (135 MW).
Aménagement de la Neste d'AureIl utilise également les eaux du lac de Cap-de-Long, comprend 4 barrages et 13 centrales dont celle des Echarts à Eget (39 MW), construite en 1919 et rénovée en 1968.
Aménagement de la Pique (Luchon)Il comprend quatre barrages, dont le lac du Portillon et le lac d'Oô, et recueille les eaux de 6 autres lacs ; il les turbine dans 4 centrales d'une puissance totale de 88 MW.
Aménagement de l'AriègeIl comprend six barrages et neuf centrales, dont la centrale d'Orlu (89 MW, 116 GWh/an), celle d'Aston (101 MW, 392 GWh/an), celle de l'Hospitalet (93 MW, 110 GWh/an) et celle de Merens (42 MW, 84 GWh/an).
Aménagement d'Arrens et OssauIl comprend cinq barrages, dont le lac d'Artouste et le lac de Fabrèges, et 8 centrales dont celles d'Artouste (43 MW), de Camps (42 MW) et de Miégebat (79 MW).
Aménagement de l'AudeIl comprend quatre barrages, dont celui de Matemale et celui de Puyvalador, et neuf centrales, dont celle d'Escouloubre (44 MW, 89 GWh/an) et celle de Nentilla (54 MW, 137 GWh/an).
Le Groupe d’Exploitation Hydraulique Garonne d'EDF exploite 11 barrages d'une capacité totale de 50 millions de m3 et 37 centrales produisant en moyenne 1 800 GWh/an.
Une grande part des nombreuses centrales des Pyrénées appartiennent à la Société hydroélectrique du Midi (SHEM), ex-filiale de la SNCF qui les avait reçues en 1938 lors de la nationalisation de la Compagnie du Midi ; cette dernière les avait construites à partir de 1902 pour électrifier ses lignes de chemin de fer des Pyrénées ; la SNCF a vendu la SHEM à Engie progressivement de 2002 à 2006.

### Autres régions

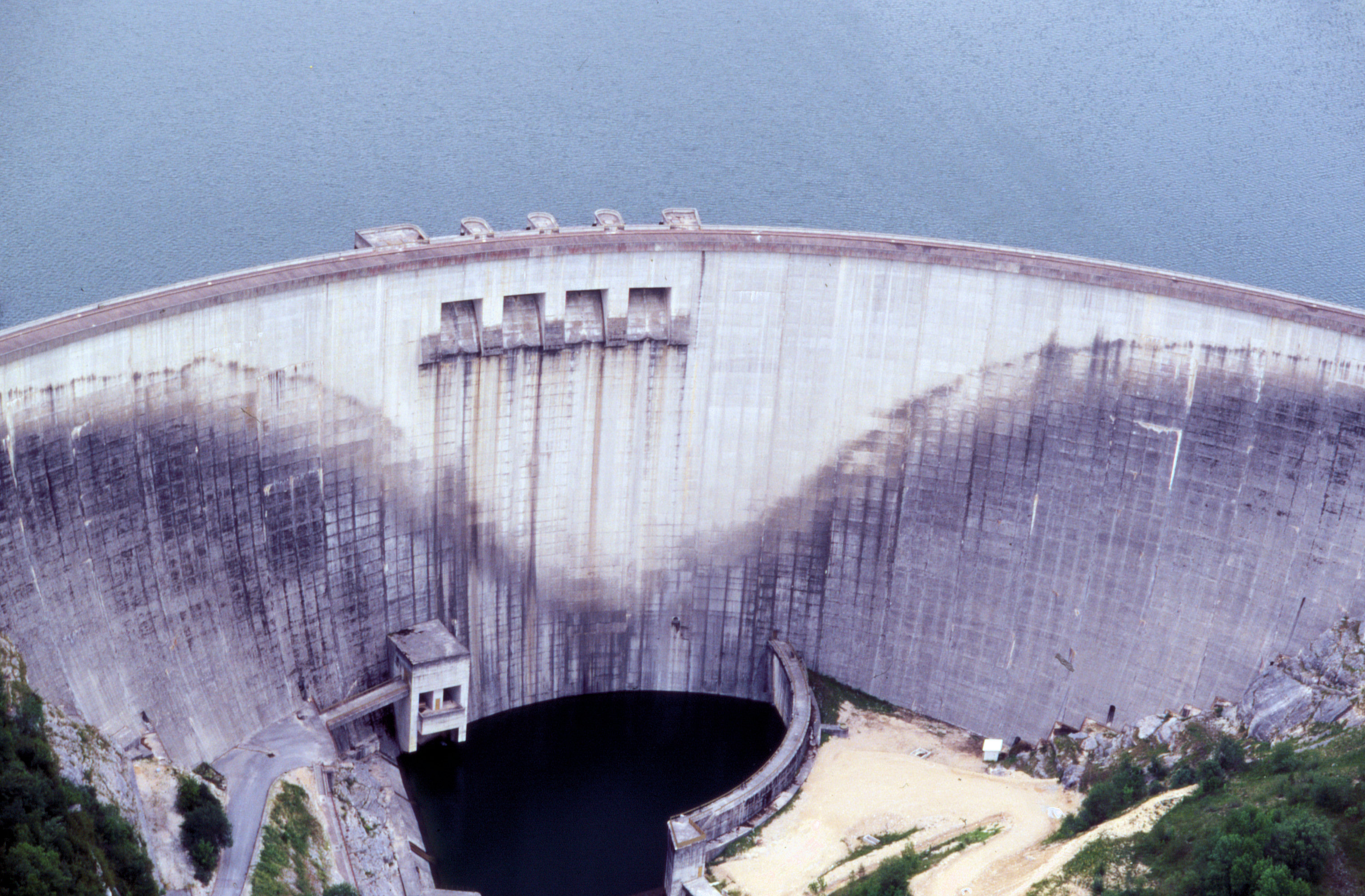
Barrage de Vouglans en 1997.

AinSix barrages d'une puissance totale de 425 MW produisant en moyenne 750 GWh/an, le principal étant le barrage de Vouglans, construit de 1963 à 1969 (228 MW plus un groupe réversible pompe/turbine de 64 MW ; productible : 300 GWh/an).
Bourgogneles reliefs du massif du Morvan ont permis d'établir des centrales hydroélectriques sur différents affluents de la Loire et de la Seine : Bois-de-Cure (25,5 MW), Malassis ou Morge (4,7 MW) et Crescent (1,3 MW) sur la Cure, Chaumeçon (1,5 MW) sur le Chalaux, Pannecière (6,5 MW) sur l'Yonne, La Canche (1,9 MW) sur le cours d'eau éponyme.
CorseQuatre vallées sont équipées par EDF : l'aménagement hydroélectrique du Golo (57 MW) : centrales de Castirla, Corscia et Sovenzia, alimenté par le barrage de Calacuccia ; l'aménagement hydroélectrique du Prunelli (39 MW) : centrales de Tolla, Ocana et Pont de la Vanna ; l'aménagement hydroélectrique de Sampolo (43 MW) : centrale de Trevadine ; le barrage du Rizzanese (55 MW), construit par EDF de 2008 à 2013, produit en moyenne 80 GWh/an. D'autres producteurs ont 26 MW de puissance hydraulique.

Barrages en Corse
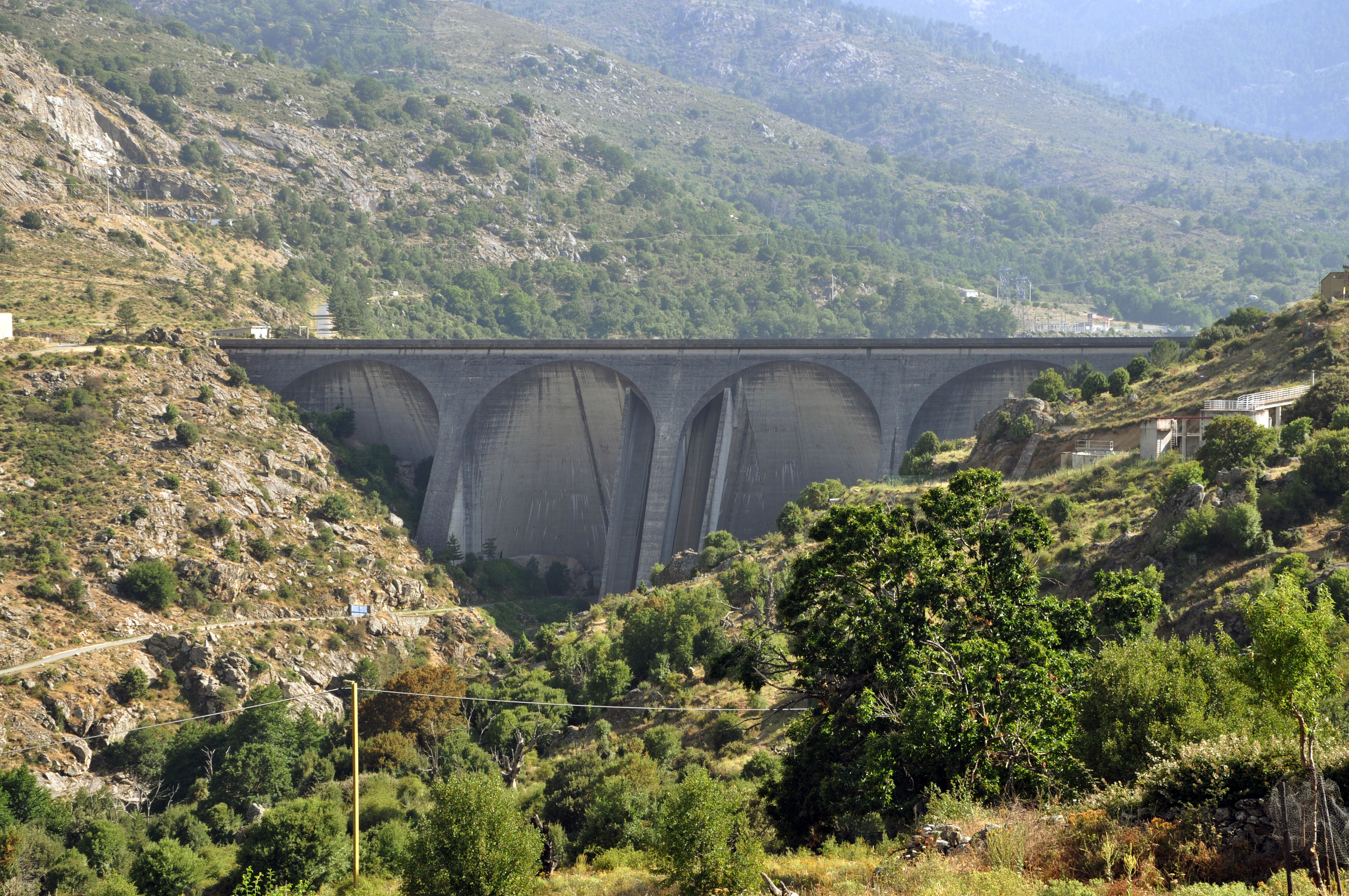
Barrage de Calacuccia en 2010.
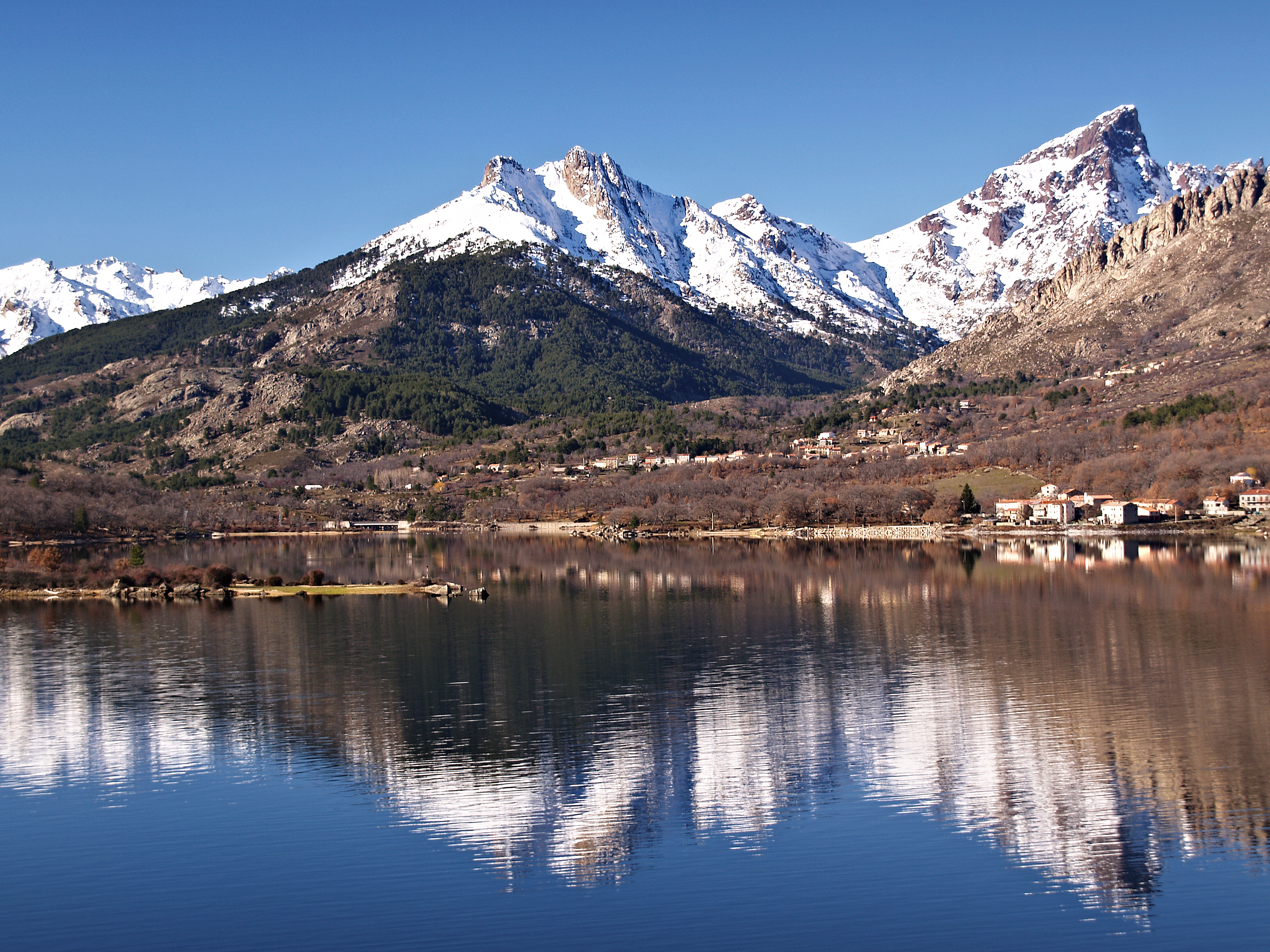
Lac de Calacuccia en 2008.
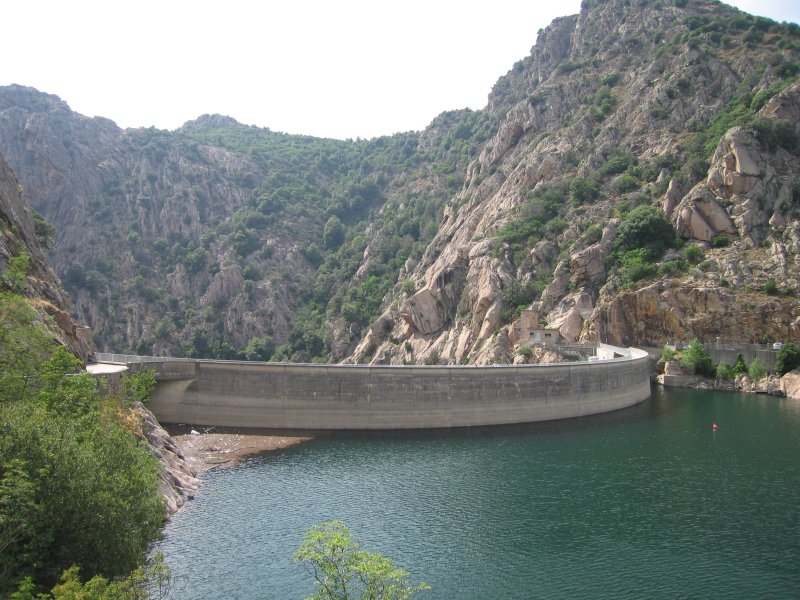
Barrage de Tolla en 2008.

GuyaneLe Barrage de Petit-Saut (116 MW), sur le fleuve Sinnamary, a été mis en service en 1994 ; son productible est de 560 GWh/an.
La RéunionSept centrales hydroélectriques EDF dont les principales sont celles de Rivière-de-l'Est (82 MW), Takamaka I (17 MW) et Takamaka I (24 MW).

## Mise en concurrence des concessions hydrauliques
Le régime juridique de la production électrique est, pour les centrales de puissance supérieure à 4,5 MW, le régime des concessions hydroélectriques, institué par la Loi du 16 octobre 1919 relative à l'utilisation de l’énergie hydraulique, première loi cadrant l'hydroélectricité, votée pendant la période de reconstruction qui a suivi la Première Guerre mondiale. Les centrales de puissance inférieure à 4,5 MW relèvent d'un régime d’autorisation administrative. En France, on compte près de 400 concessions hydroélectriques qui représentent plus de 95 % du total de la puissance hydroélectrique installée, soit environ 24 GW. Ces concessions ont été, la plupart du temps, attribuées pour une durée de 75 ans, à l’issue de laquelle les biens de la concession font retour à l’État qui peut alors décider de renouveler la concession.
En juillet 2008, en application d'une procédure en manquement émanant de la Commission européenne, le gouvernement a décidé de mettre en concurrence l'attribution des concessions hydroélectriques à leurs échéances. Pour cela, il a regroupé les concessions hydroélectriques par vallées. Les premiers regroupements de concessions devraient être soumis à concurrence avant 2013 (barrages de la vallée d'Ossau, barrages de la vallée du Louron, barrages de l'aval de la rivière de La Truyère (dont Brommat et Sarrans), la haute et la moyenne Dordogne et les barrages du Drac). Au 31 décembre 2014, la concession de Bissorte Super Bissorte (883 MW) sera renouvelée dans la vallée de l'Arc.
Le projet de loi sur la transition énergétique a finalement convergé vers un compromis « public-privé » favorable à la mise en concurrence des concessions, mais par le biais de SEM ad hoc, en tout cas pour les lots les plus importants. La Commission européenne a déclaré ne pas s’opposer à ce projet.
La loi relative à la transition énergétique pour la croissance verte promulguée le 18 août 2015, prévoit la possibilité de création d’une nouvelle catégorie de sociétés d’économie mixte (SEM), dont l’objet est d’exploiter des contrats de concessions hydroélectriques sur une vallée. Cette disposition permettrait de mieux associer les collectivités territoriales à la gestion des usages de l’eau, et de renforcer le contrôle public sur le patrimoine commun que constitue le parc hydroélectrique français. Aux côtés des entités publiques (collectivités locales, mais également d’éventuels investisseurs publics), les actionnaires privés sont sélectionnés à l’issue d’une procédure de mise en concurrence, conformément à la législation européenne. Dans certains cas, la loi prévoit également la possibilité de regrouper des concessions afin d’optimiser l’exploitation de chaînes d’aménagements hydrauliquement liés.
Le décret relatif aux concessions d’énergie hydraulique et approuvant le modèle de cahier des charges est paru au Journal Officiel le 30 avril 2016 ; il précise les conditions du regroupement des concessions lorsque des aménagements sont hydrauliquement liés et doivent être exploités de manière coordonnée. Il établit également la procédure de création de sociétés d’économie mixte (SEM) hydroélectriques lors du renouvellement de concessions.
Alors que la Commission européenne a mis en demeure la France, en 2015 puis en 2019, de mettre en concurrence les concessions arrivant à échéance, le gouvernement maintient le statu quo, les barrages servant aussi à gérer la ressource en eau. EDF produit plus de 80 % de l'hydroélectricité française, contre 3 % pour la Shem et 14 % pour la Compagnie nationale du Rhône, détenue à 49,97 % par Engie au côté de la Caisse des dépôts et des collectivités. Dans les discussions en cours en 2020 avec Bruxelles, le gouvernement envisagerait une réorganisation d'EDF en trois entités dans le projet Hercule, dont un ensemble « azur » pour les concessions hydroélectriques qui seraient placées dans une quasi-régie non soumise à la concurrence européenne. La Société hydroélectrique du Midi (Shem), filiale d'Engie basée à Toulouse, qui exploite 56 centrales dans les Pyrénées, sur le Lot et la Dordogne, se plaint d'être tenue à l'écart des discussions entre l'État et l'Europe sur l'avenir des concessions hydroélectriques ; le projet de quasi-régie serait décidé à la fin de 2020 et mis en œuvre fin 2022. Le cas de la Compagnie nationale du Rhône, dont la concession se termine en 2023, « serait considéré séparément » car elle gère aussi la navigation sur le Rhône et l'irrigation ; par conséquent, seule la SHEM resterait concernée par la mise en concurrence. Or elle a trois concessions arrivées à échéance dans les vallées d'Ossau, du Louron et de la Têt dans les Pyrénées, qui représentent 40 % de sa puissance installée de 780 MW.
En décembre 2022, la Cour des comptes appelle le gouvernement, dans un référé rendu public en février 2023, à « sortir rapidement » du contentieux avec Bruxelles « afin d'éviter que la gestion d'ensemble du parc hydroélectrique ne se dégrade et qu'il ne puisse jouer pleinement son rôle dans la transition énergétique ». Elle recommande de ne plus considérer les STEP comme des centrales électriques ordinaires, mais comme des « équipements destinés à contribuer à la flexibilité du réseau », pour leur conférer un statut concurrentiel et un mode de rémunération particulier. Elle alerte également sur les risques que comporterait la mise en place d'une quasi-régie pour exploiter les barrages d'EDF et éviter leur mise en concurrence.
En mai 2023, pour sortir du contentieux entre la France et la Commission européenne, qui bloque la modernisation des ouvrages existants, susceptible de dégager près de 3 GW de capacités supplémentaires, soit une augmentation de 10 % du parc installé, la nouvelle direction d'EDF plaide pour une approche radicalement nouvelle : passer d'un régime de concessions à un régime d'autorisations d'exploitation, permettant à EDF de devenir propriétaire des actifs hydroélectriques en lieu et place de l'État. Le 15 novembre 2023, la ministre Agnès Pannier-Runacher déclare devant la commission des affaires économiques du Sénat être « sur la même ligne qu'EDF » et avoir « envoyé une note à la Commission européenne » pour annoncer cette préférence. Elle précise que le régime d'autorisation concernera EDF et ses concurrents. Le gouvernement compte augmenter  les capacités françaises en hydroélectricité de 2,8 GW d'ici à 2035, dont 1,7 GW de STEP.
Le 13 mai 2025, un rapport parlementaire transpartisan rejette la mise en concurrence et préconise un système d'autorisations, sous forme de contrats à long terme entre l'État et les gestionnaires, qui impliquent en théorie le transfert de la propriété des ouvrages.

## Aides au développement de la petite hydraulique
Comme pour les autres énergies renouvelables, la petite hydraulique bénéficie de l'obligation d'achat par les fournisseurs d'électricité à des tarifs réglementés fixés par le gouvernement sur avis de la Commission de régulation de l'énergie.
Le tarif de rachat garanti de la production de la petite hydraulique est à 6,07 c€/kWh en 2015, plus des primes pour les petites installations et la production régulière en hiver ; les contrats ont une durée de 20 ans.
Pour les petites installations, la définition d’un nouveau type de contrat d’obligation d’achat, adapté tant à la rénovation de sites existants qu’à la création de nouveaux ouvrages, est en cours. Les conditions tarifaires seront définies par arrêté. Concernant les installations de plus de 500 kW, à la suite de l’adoption le 28 juin 2014 par la Commission européenne de nouvelles lignes directrices encadrant le soutien aux énergies renouvelables électriques, l’électricité sera vendue directement sur le marché tout en bénéficiant d’une prime variable ex-post. La formule de calcul de cette prime devait être arrêtée d’ici fin 2015 en application de la loi no 2015-992 mais elle a pris du retard. La délibération de la CRE du 3 mars 2016 sur le projet d'arrêté réformant les conditions d'achat de l'hydroélectricité donne un avis favorable aux dispositions prévues pour les installations nouvelles sous réserve que le plafond de production rémunéré soit ajusté à la baisse et un avis défavorable aux dispositions relatives aux installations existantes, en raison des niveaux de rentabilité induits et du niveau trop élevé du plafond, ainsi qu'au niveau de la prime de gestion et à la formule d'indexation ; elle recommande de procéder par appels d'offres.
La loi relative à la transition énergétique pour la croissance verte prévoit des appels d'offres périodiques pour développer la petite hydraulique. Le premier appel d'offres, lancé en avril 2016, comportait trois lots pour une puissance totale de 55 MW.
Les résultats des appels d'offres déclinent d'année en année : 19 lauréats en 2016, 14 en 2017, 13 en 2018 et seulement 8 sur la dernière tranche d'appel d'offres. Selon Anne Penalba, vice-présidente du syndicat « France Hydro Électricité », la cause de cette désaffection est le durcissement des conditions d'attribution de nouveaux projets. Obtenir une autorisation d'exploitation peut réclamer jusqu'à sept ans d'instruction et des mesures compensatoires jugées « disproportionnées » par les professionnels du secteur. Selon France Nature Environnement, « le développement de cette source d'énergie aurait des impacts rédhibitoires sur la biodiversité aquatique et sa résilience face aux effets du changement climatique ».